# Chiến dịch Điện Biên Phủ
Trận Điện Biên Phủ (tiếng Pháp: Bataille de Diên Biên Phu; phát âm [bataj də djɛ̃ bjɛ̃ fy]), còn gọi là Chiến dịch Điện Biên Phủ, là trận đánh lớn nhất trong Chiến tranh Đông Dương lần thứ nhất diễn ra tại lòng chảo Mường Thanh, châu Điện Biên, tỉnh Lai Châu (nay thuộc thành phố Điện Biên Phủ, tỉnh Điện Biên) giữa Quân đội Nhân dân Việt Nam và Quân đội Liên hiệp Pháp (gồm Lực lượng Viễn chinh Pháp, Binh đoàn Lê dương Pháp, quân phụ lực bản xứ và Quân đội Quốc gia Việt Nam).
Đây là chiến thắng quân sự lớn nhất trong cuộc Chiến tranh Đông Dương (1945 – 1954) của Việt Nam. Với thắng lợi quyết định này, lực lượng Quân đội Nhân dân Việt Nam do Đại tướng Võ Nguyên Giáp chỉ huy đã buộc quân đội Pháp và Quốc Gia Việt Nam tại Điện Biên Phủ phải đầu hàng vào ngày 7 tháng 5 năm 1954, sau 2 tháng cầm cự. Giữa trận này, quân Pháp đã gia tăng lên đến 16.200 người nhưng vẫn không thể cầm cự được trước các đợt tấn công như vũ bão của Quân đội Nhân dân Việt Nam. Thực dân Pháp đã không thể bình định Việt Nam bất chấp nhiều năm chiến đấu và với sự hỗ trợ và can dự ngày càng sâu của Hoa Kỳ. Pháp đã không còn bất kì khả năng nào để tiếp tục chiến đấu tại Việt Nam sau thảm bại này.
Trên phương diện quốc tế, chiến dịch này có một ý nghĩa rất lớn và đã đi vào lịch sử nhân loại, bởi đây là lần đầu tiên quân đội của một nước từng là thuộc địa ở châu Á đánh bại đội quân hiện đại và tối tân của một cường quốc châu Âu, được hỗ trợ bởi đồng minh là Hoa Kỳ trong một chiến dịch quân sự lớn. Được xem là một thảm họa bất ngờ đối với thực dân Pháp và cũng là một đòn giáng mạnh với thế giới phương Tây, đã đánh bại ý chí duy trì thuộc địa Đông Dương của Pháp và buộc nước này phải hòa đàm và rút quân ra khỏi Đông Dương. Với niềm tin được cổ vũ mạnh mẽ bởi chiến thắng này, các thuộc địa của Pháp ở châu Phi cũng đồng loạt nổi dậy đòi độc lập. Chỉ riêng trong năm 1960, 17 nước châu Phi đã giành được độc lập và đến năm 1967, Pháp đã buộc phải trao trả độc lập cho hầu hết các nước từng là thuộc địa của họ.
Qua đó, thắng lợi của Quân đội Nhân dân Việt Nam trong Chiến dịch Điện Biên Phủ còn được xem là một cột mốc đánh dấu thất bại hoàn toàn của Pháp trong nỗ lực tái gây dựng thuộc địa Đông Dương nói riêng và đế quốc thực dân của họ nói chung sau Chiến tranh thế giới thứ hai.

## Kế hoạch của hai bên

### Kế hoạch Navarre
Đến cuối năm 1953, Chiến tranh Đông Dương đã kéo dài 8 năm, quân Pháp lâm vào thế bị động và ngày càng lún sâu vào thất bại trên hầu khắp các chiến trường. Trong khi đó, Việt Nam Dân chủ Cộng hòa đã thiết lập được quyền kiểm soát cực kì vững chắc tại nhiều khu vực rộng lớn ở Tây Nguyên, khu 5, các tỉnh Cao-Bắc-Lạng... và nhiều khu vực ở vùng đồng bằng Bắc Bộ. Nền kinh tế Pháp thời đó đã hầu như không còn đủ sức gánh chịu, chi trả được cho chiến phí của lính Pháp và tay sai tại Đông Dương được thêm nữa và Pháp đã phải cầu viện sự trợ giúp về kinh tế lẫn quân sự từ phía Hoa Kỳ.
Kết quả là tới năm 1954, 73% chiến phí của Pháp ở Đông Dương là do Hoa Kỳ chi trả (Cho đến năm 1954 thì Hoa Kỳ đã viện trợ hơn 200 triệu Franc vũ khí cho Pháp ở Đông Dương). Tới năm 1953, viện trợ Mỹ cả kinh tế và quân sự đã lên tới hơn 2,7 tỷ USD (tính theo thời giá khi đó), riêng viện trợ quân sự đã là hơn 1,7 tỷ USD. Đến năm 1954, Mỹ lại viện trợ thêm 1,3 tỷ USD nữa. Tổng cộng Mỹ đã cung cấp cho Pháp trên 400.000 tấn vũ khí các loại, gồm có 360 máy bay, 347 tàu thuyền các loại, 1.400 xe tăng và xe bọc thép, 16.000 xe vận tải, và 175.000 tấn vũ khí các loại (súng ngắn, súng trường, tiểu liên, trung liên, đại liên, trọng liên, súng phóng lựu, súng không giật, dã pháo, lựu pháo,...) kèm theo đạn.
Thời gian này, ở tất cả các cấp độ trong quân đội viễn chinh Pháp đều có cố vấn Mỹ. Người Mỹ có thể đến bất cứ nơi nào kiểm tra tình hình mà không cần sự chấp thuận của Tổng chỉ huy lực lượng viễn chinh Pháp. Sự phụ thuộc quá nhiều của Pháp vào Mỹ khiến tướng Henri Navarre than phiền trong hồi ký: "Địa vị của chúng ta đã chuyển thành địa vị của một kẻ đánh thuê đơn thuần cho Mỹ".
Chính phủ Pháp muốn tìm một giải pháp hòa bình có thể chấp nhận được để chấm dứt cuộc chiến, nhưng mặt khác lại muốn duy trì quyền lợi của họ tại Đông Dương. Cuộc chiến bước sang năm thứ 8 đã chứng tỏ Pháp chỉ còn cách duy nhất là tìm một "lối thoát danh dự", nếu không muốn dâng Đông Dương cho Mỹ. Các lãnh đạo Việt Minh nhận định việc Mỹ trực tiếp can thiệp vào chiến tranh Đông Dương chỉ còn là vấn đề thời gian. Việt Minh cũng dự đoán, nếu tình hình Triều Tiên tạm ổn định, Mỹ sẽ tập trung cho nỗ lực chống cộng tại Đông Dương.
Ngày 24 tháng 7 năm 1953, Thủ tướng Chính phủ Quốc gia Việt Nam Nguyễn Văn Tâm được Tổng thống Dwight D. Eisenhower mời sang Hoa Kỳ. Cuối tháng 7, Eisenhower quyết định dành 400 triệu USD cho Đông Dương để "tổ chức một quân đội Việt Nam thực sự". Pháp đề nghị Mỹ viện trợ 650 triệu USD cho niên khóa 1953, và được chấp nhận 385 triệu USD. Mỹ hứa năm 1954 sẽ tăng viện trợ cho Pháp tại Đông Dương lên gấp đôi. Mỹ cũng chuyển giao cho Pháp nhiều trang bị, vũ khí, trong đó có 123 máy bay và 212 tàu chiến các loại.
Pháp bổ nhiệm Tổng Chỉ huy Henri Navarre sang Đông Dương tìm kiếm một chiến thắng quân sự quyết định để làm cơ sở cho một cuộc thảo luận hòa bình trên thế mạnh. Kế hoạch của bộ chỉ huy Pháp tại Đông Dương gồm hai bước:
- Bước thứ nhất: Thu Đông 1953 và Xuân 1954 giữ thế phòng ngự ở miền Bắc Việt Nam, tập trung một lực lượng cơ động lớn ở đồng bằng Bắc Bộ để đối phó với cuộc tiến công của Việt Minh; thực hiện tiến công chiến lược ở miền Nam nhằm chiếm đóng 3 tỉnh ở đồng bằng Liên khu 5; đồng thời đẩy mạnh việc mở rộng Quân đội Quốc gia Việt Nam (QGVN) và xây dựng một đội quân cơ động lớn đủ sức đánh bại các đại đoàn chủ lực của Việt Minh.
- Bước thứ hai: Từ Thu Đông 1954, sau khi đã hoàn thành những mục tiêu trên, sẽ dồn toàn lực ra Bắc, chuyển sang tiến công chiến lược trên chiến trường chính, giành thắng lợi lớn về quân sự, buộc Việt Minh phải chấp nhận điều đình theo những điều kiện của Pháp, nếu khước từ, quân cơ động chiến lược của Pháp sẽ tập trung mọi nỗ lực loại trừ chủ lực Việt Minh.

Để thực hiện kế hoạch này, người Pháp tiến hành xây dựng và tập trung lực lượng cơ động lớn, mở rộng lực lượng phụ lực quân (Forces suppletives) bản xứ và Quân đội Quốc gia Việt Nam, càn quét bình định vùng kiểm soát. Thực hành tấn công chiến lược ở Khu 5, Navarre được chính phủ Pháp cấp thêm 9 tiểu đoàn tinh nhuệ. Quan trọng hơn cả, Kế hoạch Navarre được Mỹ tán thành. Viện trợ của Mỹ tăng vọt, chiếm đa số chi phí chiến tranh của Pháp.
Kế hoạch Navarre chỉ gặp trở ngại khi Bộ trưởng Tài chính Edgar Faure nêu ra việc thực thi kế hoạch phải chi ít nhất là 100 tỉ Franc. Ở Hội đồng Tham mưu trưởng cũng như Hội đồng Quốc phòng Mỹ, người ta bàn nên cắt giảm lực lượng bảo vệ nước Lào như kế hoạch nhằm giảm chi tiêu, nhưng Pháp không muốn bỏ Lào. Thống chế Alphonse Juin, người phát ngôn của các tham mưu trưởng, nhấn mạnh: cần trao cho Bộ Ngoại giao yêu cầu Mỹ và Anh phải bảo đảm sự toàn vẹn lãnh thổ của Lào, đồng thời lưu ý Liên Xô và Trung Quốc về nguy cơ xung đột quốc tế có thể diễn ra nếu Lào bị chiếm. Tướng Navarre xác nhận nếu QĐNDVN đánh Thượng Lào thì ông không thể đương đầu được và yêu cầu chính phủ ra chỉ thị rõ rệt nếu trường hợp đó xảy ra. Điều đó liên quan mật thiết đến việc xây dựng tập đoàn cứ điểm Điện Biên Phủ sau này.

### Chiến cục Đông-Xuân 1953-1954
Trước mùa khô 1953-1954, so sánh lực lượng về quân số, Pháp đã vượt lên khá xa. Tổng quân số của Pháp là 445.000 người, gồm 146.000 quân Âu Phi (33%) và 299.000 quân Việt (67%). Tổng quân số của QĐNDVN chỉ là 252.000 người. Như vậy, quân Pháp đông hơn 193.000 người. Chỉ riêng lực lượng phụ lực quân bản xứ do các sĩ quan Pháp chỉ huy cũng đã đông hơn 47.000 người.
Lực lượng cụ thể 2 bên lúc này như sau:
- Về bộ binh, Pháp có 267 tiểu đoàn. Về pháo binh, Pháp có 25 tiểu đoàn; quân phụ lực bản xứ có 8 tiểu đoàn. Về cơ giới, Pháp có 10 trung đoàn, 6 tiểu đoàn và 10 đại đội; quân phụ lực bản xứ có 1 trung đoàn và 7 đại đội. Về không quân, Pháp có 580 máy bay; quân phụ lực bản xứ có 25 máy bay thám thính và liên lạc. Về hải quân, Pháp có 391 tàu; quân phụ lực bản xứ có 104 tàu loại nhỏ và 8 tàu ngư lôi. Lực lượng của QĐNDVN vẫn đơn thuần là bộ binh, gồm 6 đại đoàn, 18 trung đoàn và 19 tiểu đoàn. Về pháo binh, QĐNDVN có 2 trung đoàn, 8 tiểu đoàn và 4 đại đội. Về phòng không, QĐNDVN có 1 trung đoàn và 2 tiểu đoàn.
- Tính theo số tiểu đoàn bộ binh, QĐNDVN có tổng cộng 127 tiểu đoàn so với 267 tiểu đoàn của Pháp. Biên chế tiểu đoàn của QĐNDVN là 635 người/tiểu đoàn; biên chế tiểu đoàn Pháp là 1.000 người/tiểu đoàn.
Về viện trợ, từ tháng 6 năm 1950 đến tháng 6 năm 1954, Việt Minh nhận được từ Liên Xô, Trung Quốc tổng cộng 21.517 tấn hàng viện trợ các loại, trị giá khoảng 34 triệu USD (USD theo thời giá 1954). Một nửa số hàng được viện trợ là lương thực (gạo, lúa mì, sắn, ngô,...) và thực phẩm, số còn lại là vũ khí. Giá trị này chỉ bằng khoảng 0,85% lượng viện trợ mà Mỹ cấp cho Pháp.
Tuy người Pháp có ưu thế vượt trội về quân số cũng như trang bị, kĩ thuật nhưng thế trận chiến tranh nhân dân, áp dụng triệt để phương pháp đánh du kích của QĐNDVN đã khiến cho Pháp phải phân tán lực lượng rộng khắp các chiến trường. Không những Pháp không thể tập trung toàn bộ ưu thế đó vào một trận đánh quyết định, mà cũng chưa đủ lực lượng để mở một cuộc tiến công lớn vào các đại đoàn chủ lực QĐNDVN ở miền Bắc. Trong tổng số 267 tiểu đoàn, thì 185 tiểu đoàn đã phải trực tiếp làm nhiệm vụ chiếm đóng, chỉ còn 82 tiểu đoàn làm nhiệm vụ cơ động chiến thuật và chiến lược. Hơn nửa lực lượng cơ động Pháp, 44 tiểu đoàn, phải tập ở trên miền Bắc để đối phó với chủ lực QĐNDVN. Vào thời điểm này, nếu tính chung trên chiến trường Bắc Bộ, lực lượng QĐNDVN chỉ gần bằng 3/4 lực lượng Pháp (76 tiểu đoàn/112 tiểu đoàn), nhưng tính riêng lực lượng cơ động chiến lược, thì lực lượng QĐNDVN đã vượt hơn về số tiểu đoàn (56/44).

Các lãnh đạo Việt Minh (từ trái qua): Phạm Văn Đồng, Hồ Chí Minh, Trường Chinh, Võ Nguyên Giáp.

Cuối tháng 8 năm 1953, Bộ Tổng Tham mưu Quân đội Nhân dân Việt Nam báo cáo với Tổng Quân ủy một bản kế hoạch tác chiến với bốn nhiệm vụ:
1. Đẩy mạnh chiến tranh du kích ở địch hậu phá tan âm mưu bình định của địch, phá kế hoạch mở rộng quân ngụy Việt.
2. Bộ đội chủ lực dùng phương thức hoạt động thích hợp tiêu diệt từng bộ phận sinh lực địch, có thể tác chiến lớn trên chiến trường đồng bằng để rèn luyện bộ đội.
3. Có kế hoạch bố trí lực lượng tiêu diệt địch khi chúng đánh ra vùng tự do.
4. Tăng cường hoạt động lên hướng Tây Bắc (Lai Châu), Thượng Lào và các chiến trường khác để phân tán chủ lực địch.

Trong cuộc họp, Chủ tịch Hồ Chí Minh tổng kết: "Địch tập trung quân cơ động để tạo nên sức mạnh... Không sợ! Ta buộc chúng phải phân tán binh lực thì sức mạnh đó không còn."
Theo đó QĐNDVN sẽ mở một loạt chiến dịch tại nhiều vùng để phân tán binh lực địch, không cho quân Pháp co cụm tạo thành một lực lượng cơ động đủ mạnh để xoay chuyển tình thế.
- Trên chiến trường Bắc Bộ, sẽ mở cuộc tiến công lên hướng Tây Bắc, tiêu diệt quân Pháp còn chiếm đóng Lai Châu, uy hiếp quân Pháp ở Thượng Lào.
- Hướng thứ hai, là Trung Lào.
- Hướng thứ ba, là Hạ Lào, đề nghị quân Pathet Lào phối hợp với bộ đội Việt Nam mở cuộc tiến công vào hai hướng này, nhằm tiêu diệt sinh lực địch và giải phóng đất đai.
- Hướng thứ tư, là bắc Tây Nguyên.
- Vùng tự do ba tỉnh Liên khu 5 sẽ là mục tiêu chính những cuộc tiến công đánh chiếm của Pháp trong mùa khô này, cần chuẩn bị sẵn sàng đón đánh.

### Thiết lập "Con nhím" Điện Biên Phủ

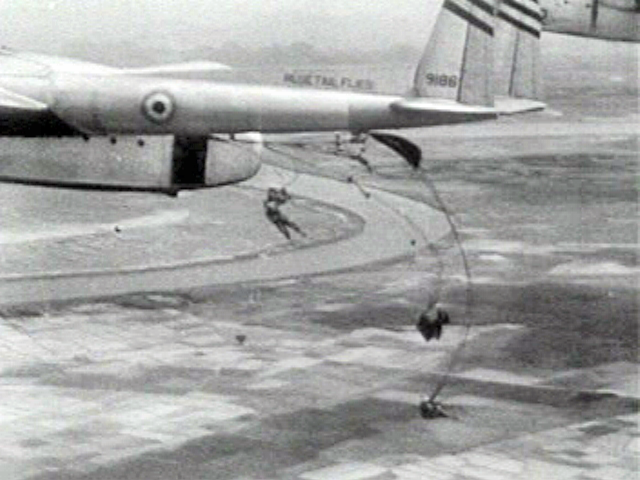
Quân đội viễn chinh Pháp nhảy dù xuống Điện Biên Phủ.

Hội chứng Thượng Lào, trong đó có kinh đô Luangprabang, luôn ám ảnh Navarre. Nếu cả miền cực Bắc Đông Dương rơi vào quyền kiểm soát của Việt Minh sẽ là một nguy cơ lớn cho cuộc chiến tranh. Nó sẽ mang lại những ảnh hưởng chính trị tai hại, vì nước Pháp bất lực trong việc bảo vệ các quốc gia liên kết. Tướng René Cogny, Tư lệnh Bắc Bộ, nhiệt liệt tán đồng ý kiến này.
Điện Biên Phủ là một thung lũng phì nhiêu ở Tây Bắc Việt Nam. Dài 15 km, rộng 5 km, giữa thung lũng có sông Nậm Rốm chảy qua cánh đồng do người Thái cầy cấy quanh năm. Ở đó, có một sân bay dã chiến nhỏ đã bị bỏ hoang từ khi phát xít Nhật rời khỏi Đông Dương vào năm 1945, nằm dọc theo sông Nậm Rốm về phía bắc lòng chảo. Điện Biên Phủ cách Hà Nội 300 km về phía tây, cách Lai Châu 80 km về phía nam. Xung quanh là núi đồi trập trùng, rừng cây bao quanh. Nó dễ dàng trở thành nơi ẩn náu dễ dàng cho quân du kích. Cũng như Lai Châu và Nà Sản, Điện Biên Phủ là một điểm chiến lược bảo vệ tây bắc Lào và thủ đô Luangprabang. Tướng Cogny nhấn mạnh: Điện Biên Phủ là một căn cứ bộ binh - không quân (base aéroterrestre) lý tưởng, là "chiếc chìa khoá" của Thượng Lào.
Tập đoàn cứ điểm Điện Biên Phủ được ra đời án ngữ miền Tây Bắc Việt Nam, kiểm soát liên thông với Thượng Lào để làm bẫy nhử, thách thức quân chủ lực Việt Minh tấn công. Theo kế hoạch của Pháp, quân Việt Minh sẽ bị nghiền nát tại đó.
Ngày 2 tháng 11 năm 1953, Navarre đã chỉ thị cho Cogny từ ngày 15 đến ngày 20 tháng 11, chậm nhất là ngày 1 tháng 12, phải đánh chiếm Điện Biên Phủ để thiết lập một điểm ngăn chặn bảo vệ cho Thượng Lào. Cuộc hành binh đánh chiếm Điện Biên Phủ có bí danh là Castor (Cuộc hành quân Castor), chỉ huy là tướng Jean Gilles.
Ngày 20 tháng 11, lúc 11 giờ sáng, 63 chuyến máy bay C-47 Dakota xuất phát từ Sân bay Gia Lâm đã thả 3.000 lính dù và chiến cụ các loại xuống Điện Biên Phủ. Thiếu tá Marcel Bigeard và Tiểu đoàn 6 Dù thuộc địa (6e BPC) nhảy xuống điểm DZ (dropping zone) Tây Bắc, Thiếu tá Jean Bréchignac và Tiểu đoàn 2, Trung đoàn Dù nhẹ số 1 (II/1er RCP) nhảy xuống điểm DZ phía nam. Tiểu đoàn của Bigeard nhảy trúng khu vực có đại đội 634, tiểu đoàn 910, trung đoàn 148 (do Đại đội trưởng Trần Can chỉ huy) đang tập trận, chỉnh đốn quân số (để chuẩn bị đánh lên Lai Châu) nên nhanh chóng bị phát hiện và bị chống cự mãnh liệt, nhưng do bị áp đảo về quân số và phương tiện chiến tranh (quân Pháp đông hơn nhiều, lại có không quân ném bom, bắn phá) nên bộ đội Việt Nam rút lui vào 4 giờ chiều. Pháp thiệt hại 16 người chết, 47 bị thương, bắt được 4 tù binh. Không rõ thiệt hại của phía Việt Nam.
Hai ngày sau, ngày 21 và 22 tháng 11, liên tiếp 3 tiểu đoàn lính dù nữa được cử đến với một đại đội pháo binh. Ngày 24 tháng 11, đường băng được sửa chữa xong, phi cơ lại đáp xuống được. Vậy là từ ngày 20 tới ngày 22 tháng 11 năm 1953, Pháp đã ném xuống cánh đồng Mường Thanh 6 tiểu đoàn dù, khoảng 4.500 quân.

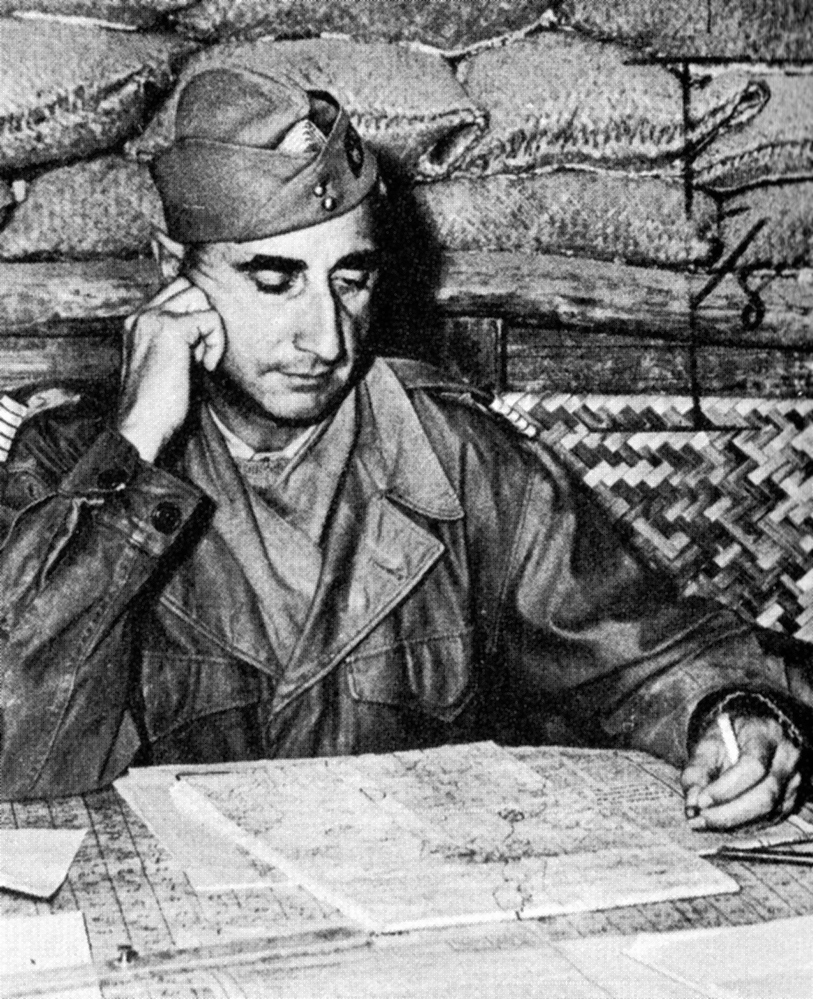
Đại tá Christian de Castries.

Ngày 3 tháng 12 năm 1953, Navarre đã quyết định "chấp nhận chiến đấu ở Điện Biên Phủ". Phương Tây coi đây là một sự chuyển hướng có tính chiến lược của Navarre, vì Điện Biên Phủ không nằm trong kế hoạch Thu Đông 1953 - 1954. Ngày 7 tháng 12, Đại tá Christian de Castries được Navarre và Cogny chỉ định chỉ huy tập đoàn cứ điểm, chuẩn bị đương đầu với một cuộc tiến công. Có người hỏi Navarre sao lại trao quyền chỉ huy Điện Biên Phủ, đáng lẽ phải là một viên tướng, cho một đại tá, Navarre trả lời: "Cả tôi lẫn Cogny đều không trông lon mà xét người nên cũng chẳng sùng bái gì lắm mấy ngôi sao cấp tướng. Tôi khẳng định: trong số các chỉ huy được lựa chọn, không ai có thể làm giỏi hơn Castries".
Ngày 15 tháng 12, lực lượng Pháp ở Điện Biên Phủ tiếp tục tăng lên 11 tiểu đoàn. Ngày 24 tháng 12, Navarre tới Điện Biên Phủ dự lễ Giáng sinh với quân đồn trú. Tại đây, một tập đoàn cứ điểm đã xuất hiện, chạy suốt chiều dài cánh đồng Mường Thanh, hai bên bờ sông Nậm Rốm.
Sau này, có những ý kiến chỉ trích các tướng lĩnh Pháp đã "mắc một lỗi sơ đẳng" khi thiết lập một căn cứ ở nơi quá xa xôi hẻo lánh, dễ bị bao vây cô lập để rồi bại trận. Nhưng ở vào thời điểm đó, với những yêu cầu chiến lược và chính trị của Pháp trong cuộc chiến (phải giữ bằng được Lào), thì việc thiết lập này là yêu cầu tất yếu và không thể khác được, như Navarre đã viết: "Có cần bảo vệ Lào hay không? Tôi thì chỉ còn một cách chấp nhận phương án chiến đấu ở Điện Biên Phủ".
Hơn nữa, các chỉ huy Pháp tin rằng lợi thế công nghệ vượt trội và sự trợ giúp của Mỹ sẽ giúp họ đánh bại được QĐNDVN vốn có trang bị thô sơ hơn nhiều. Jean Pouget, sĩ quan tùy tùng của Tổng Chỉ huy Navarre, viết: "...có thể khẳng định là không một ai trong số hơn 50 chính khách, các tướng lĩnh đã tới thăm Điện Biên Phủ, phát hiện được cái thế thua đã phơi bày sẵn..." Tướng Navarre viết: "Theo ông de Chevigné vừa ở đó về 2-3 thật là bất khả xâm phạm. Vả lại, họ không dám tiến công đâu.". Tướng Cogny thì tin tưởng: "Chúng ta đến đây là buộc Việt Minh phải giao chiến, không nên làm gì thêm để họ phải sợ mà lảng đi".
Đại tướng Võ Nguyên Giáp nhận xét: "Tới lúc này, quân đồn trú ở Điện Biên Phủ vẫn có thể mở một con đường rút lui. Vì sao Navarre không làm điều đó khi thấy nguy cơ một trận đánh sẽ xảy ra? Theo tôi, Navarre vẫn muốn Điện Biên Phủ sẽ làm vai trò "chiếc nhọt tụ độc" trên miền Bắc". Theo đó, Điện Biên Phủ ra đời nhằm thu hút chủ lực QĐNDVN, tại đó Pháp sẽ dùng ưu thế hỏa lực vượt trội để tiêu diệt. Nhưng thực ra, Navarre đã bị cuốn theo các hoạt động trong Chiến cục đông-xuân 1953-1954 của QĐNDVN mà ông không hề biết. Trận đánh xảy ra không bất ngờ mà nó đã nằm trong dự tính của QĐNDVN về một thắng lợi quyết định để kết thúc chiến tranh.

### Kế hoạch của Việt Nam
Về phía Quân đội Nhân dân Việt Nam thì kể từ sau khi nối thông được đường biên giới với Trung Quốc nên đã nhận được sự viện trợ quân sự rất quý giá từ phía Liên Xô và Trung Quốc. Từ đó, QĐNDVN đã trở nên lớn mạnh và trưởng thành hơn rất nhiều so với thời điểm trước năm 1950. QĐNDVN với các sư đoàn (khi đó gọi là đại đoàn) bộ binh và các trung đoàn pháo binh, công binh đã có tương đối nhiều kinh nghiệm trong việc tiêu diệt các tiểu đoàn của quân Pháp cố thủ trong các lô cốt phòng ngự kiên cố của chúng. Các đơn vị phòng không với pháo cao xạ cũng đã được xây dựng (đầu năm 1954, Quân đội Nhân dân Việt Nam có trong tay 76 khẩu pháo cao xạ 37 mm và 72 khẩu súng máy phòng không DShK, ngoài ra còn có khoảng vài chục khẩu M2 Browning thu được của quân Pháp), nên đã giảm bớt được ưu thế về không quân của Pháp.
Bộ Tổng Tư lệnh Quân đội Quốc gia và dân quân Việt Nam nhìn nhận trận Điện Biên Phủ như cơ hội đánh tiêu diệt lớn, tạo chiến thắng vang dội để từ đó chấm dứt kháng chiến trường kỳ, và đã chấp nhận thách thức của quân Pháp để tiến công tập đoàn cứ điểm Điện Biên Phủ. Đây là trận quyết chiến chiến lược của QĐNDVN. Trung ương Đảng Lao động Việt Nam (nay là Đảng Cộng sản Việt Nam) đã hạ quyết tâm: "Tiêu diệt tập đoàn cứ điểm Điện Biên Phủ để tạo nên một bước ngoặt mới trong chiến tranh, trước khi đế quốc Mỹ can thiệp sâu hơn vào Đông Dương".
Thời gian hoạt động ở Tây Bắc sẽ chia làm hai đợt:
- Đợt 1: Đại đoàn 316 tiến hành đánh Lai Châu và kết thúc vào cuối tháng 1 năm 1954. Sau đó, bộ đội nghỉ ngơi, chấn chỉnh khoảng 20 ngày, tập trung đầy đủ lực lượng để đánh Điện Biên Phủ.
- Đợt 2: Tiến công Điện Biên Phủ. Thời gian đánh Điện Biên Phủ ước tính 45 ngày. Nếu Pháp không tăng cường thêm nhiều quân, có thể rút ngắn hơn. Chiến dịch sẽ kết thúc vào đầu tháng 4 năm 1954. Phần lớn lực lượng sau đó sẽ rút, một bộ phận ở lại tiếp tục phát triển sang Lào cùng với bộ đội Lào bao vây Luangprabang.

## Tương quan lực lượng

### Quân đội Nhân dân Việt Nam
Lực lượng QĐNDVN tham gia gồm:
- 11 trung đoàn bộ binh thuộc các đại đoàn bộ binh 304, 308, 312, 316
- 1 trung đoàn công binh, 1 trung đoàn pháo binh với 24 khẩu trọng pháo 105 mm (4 khẩu thu được từ Pháp. 20 khẩu kia được Quân Giải phóng Nhân dân Trung Hoa hỗ trợ từ sau năm 1951)
- 1 Trung đoàn pháo binh với 24 khẩu sơn pháo 75mm và 16 khẩu súng cối cỡ 120mm do Trung Quốc viện trợ.
- 1 Trung đoàn gồm 24 pháo cao xạ 61K-37 mm (367) (sau được tăng thêm một tiểu đoàn với thêm 12 khẩu 61K) vốn là phối thuộc của đại đoàn công pháo 351 (công binh – pháo binh)

Bộ Chỉ huy Chiến dịch
- Tư lệnh kiêm Bí thư Đảng ủy: Đại tướng Võ Nguyên Giáp.
- Tham mưu Trưởng: Thiếu tướng Hoàng Văn Thái.
- Chủ nhiệm Cung cấp: Thiếu tướng Đặng Kim Giang.
- Chủ nhiệm Chính trị: Lê Liêm.

| Đại đoàn | Trung đoàn                                                                                               | Tiểu đoàn                                                         | Ghi chú |
| --- | --- | ----------------------------------------------------------------- | --- |
| Đại đoàn Bộ binh 304 (thiếu) Danh hiệu: Vinh Quang Mật danh: Nam Định Tư lệnh: Đại tá Hoàng Minh Thảo Chính ủy: Lê Chưởng Tham mưu trưởng: Nam Long | Trung đoàn Bộ binh 9 Chỉ huy: Trần Thanh Từ                                                              | Tiểu đoàn 353, Tiểu đoàn 375, Tiểu đoàn 400                       | Tham gia từ đợt 3 |
| Đại đoàn Bộ binh 304 (thiếu) Danh hiệu: Vinh Quang Mật danh: Nam Định Tư lệnh: Đại tá Hoàng Minh Thảo Chính ủy: Lê Chưởng Tham mưu trưởng: Nam Long | Trung đoàn Bộ binh 57 Chỉ huy: Nguyễn Cận                                                                | Tiểu đoàn 265, Tiểu đoàn 346, Tiểu đoàn 418                       | |
| Đại đoàn Bộ binh 308 Danh hiệu: Quân Tiên Phong Mật danh: Việt Bắc Tư lệnh: Đại tá Vương Thừa Vũ Chính ủy: Song Hào Tham mưu trưởng: Nguyễn Hải     | Trung đoàn Bộ binh 36 Danh hiệu: Bắc Bắc Mật danh: Sa Pa Chỉ huy: Phạm Hồng Sơn                          | Tiểu đoàn 80, Tiểu đoàn 84, Tiểu đoàn 89                          | |
| Đại đoàn Bộ binh 308 Danh hiệu: Quân Tiên Phong Mật danh: Việt Bắc Tư lệnh: Đại tá Vương Thừa Vũ Chính ủy: Song Hào Tham mưu trưởng: Nguyễn Hải     | Trung đoàn Bộ binh 88 Danh hiệu: Tu Vũ Mật danh: Tam Đảo Chỉ huy: Bùi Nam Hà                             | Tiểu đoàn 23, Tiểu đoàn 29, Tiểu đoàn 322                         | |
| Đại đoàn Bộ binh 308 Danh hiệu: Quân Tiên Phong Mật danh: Việt Bắc Tư lệnh: Đại tá Vương Thừa Vũ Chính ủy: Song Hào Tham mưu trưởng: Nguyễn Hải     | Trung đoàn Bộ binh 102 Danh hiệu: Thủ đô Mật danh: Ba Vì Chỉ huy: Nguyễn Hùng Sinh                       | Tiểu đoàn 18, Tiểu đoàn 54, Tiểu đoàn 79                          | |
| Đại đoàn Bộ binh 312 Danh hiệu: Chiến Thắng Mật danh: Bến Tre Tư lệnh: Lê Trọng Tấn Chính ủy: Trần Độ Tham mưu trưởng: Hoàng Kiện                   | Trung đoàn Bộ binh 141 Chỉ huy: Quang Tuyến                                                              | Tiểu đoàn 11, Tiểu đoàn 16, Tiểu đoàn 428                         | |
| Đại đoàn Bộ binh 312 Danh hiệu: Chiến Thắng Mật danh: Bến Tre Tư lệnh: Lê Trọng Tấn Chính ủy: Trần Độ Tham mưu trưởng: Hoàng Kiện                   | Trung đoàn Bộ binh 165 Danh hiệu: Lao Hà Yên, Thành đồng biên giới Mật danh: Đông Triều Chỉ huy: Lê Thùy | Tiểu đoàn 115, Tiểu đoàn 542, Tiểu đoàn 564                       | |
| Đại đoàn Bộ binh 312 Danh hiệu: Chiến Thắng Mật danh: Bến Tre Tư lệnh: Lê Trọng Tấn Chính ủy: Trần Độ Tham mưu trưởng: Hoàng Kiện                   | Trung đoàn Bộ binh 209 Danh hiệu: Sông Lô Chỉ huy: Hoàng Cầm                                             | Tiểu đoàn 130, Tiểu đoàn 154, Tiểu đoàn 166                       | |
| Đại đoàn Bộ binh 316 Danh hiệu: Bông Lau Mật danh: Biên Hòa Tư lệnh: Đại tá Lê Quảng Ba Chính ủy: Chu Huy Mân Tham mưu trưởng: Vũ Lập               | Trung đoàn Bộ binh 98 Chỉ huy: Vũ Lăng                                                                   | Tiểu đoàn 215, Tiểu đoàn 439, Tiểu đoàn 938                       | |
| Đại đoàn Bộ binh 316 Danh hiệu: Bông Lau Mật danh: Biên Hòa Tư lệnh: Đại tá Lê Quảng Ba Chính ủy: Chu Huy Mân Tham mưu trưởng: Vũ Lập               | Trung đoàn Bộ binh 174 Danh hiệu: Cao Bắc Lạng Mật danh: Sóc Trăng Chỉ huy Nguyễn Hữu An                 | Tiểu đoàn 249, Tiểu đoàn 251, Tiểu đoàn 255                       | |
| Đại đoàn Bộ binh 316 Danh hiệu: Bông Lau Mật danh: Biên Hòa Tư lệnh: Đại tá Lê Quảng Ba Chính ủy: Chu Huy Mân Tham mưu trưởng: Vũ Lập               | Trung đoàn Bộ binh 176                                                                                   | Tiểu đoàn 888, Tiểu đoàn 910, Tiểu đoàn 999                       | Tiểu đoàn 888 từ đợt 2, còn lại từ đợt 3 |
| Đại đoàn Công Pháo 351 Mật danh: Long Châu Tư lệnh: Đào Văn Trường (quyền) Chính ủy Phạm Ngọc Mậu                                                   | Trung đoàn Lựu pháo 45 Danh hiệu: Tất Thắng Chỉ huy: Nguyễn Hữu Mỹ                                       | Tiểu đoàn 632, Tiểu đoàn 954                                      | 24 khẩu lựu pháo 105mm (20 khẩu do Trung Quốc viện trợ. 4 khẩu còn lại do bộ đội ta thu được trong các cuộc giao tranh trước đó với quân đội Pháp) |
| Đại đoàn Công Pháo 351 Mật danh: Long Châu Tư lệnh: Đào Văn Trường (quyền) Chính ủy Phạm Ngọc Mậu                                                   | Trung đoàn Sơn pháo 675 Danh hiệu: Anh Dũng Chỉ huy: Doãn Tuế                                            | Tiểu đoàn 175, Tiểu đoàn 275                                      | 20 khẩu sơn pháo 75mm do Trung Quốc viện trợ |
| Đại đoàn Công Pháo 351 Mật danh: Long Châu Tư lệnh: Đào Văn Trường (quyền) Chính ủy Phạm Ngọc Mậu                                                   | Trung đoàn Cao xạ 367 (thiếu) Chỉ huy: Lê Văn Tri                                                        | 2 tiểu đoàn cao xạ 37mm                                           | 2 tiểu đoàn cao xạ được trang bị 24 cao xạ 37 mm được Trung Quốc viện trợ. Về sau được tăng cường thêm 1 tiểu đoàn cao xạ với 12 khẩu 37mm. Ngoài pháo phòng không 37 mm ra thì trung đoàn này còn có 72 khẩu đại liên DShK cỡ nòng 12,7mm và vài chục khẩu M2 Browning thu được của quân Pháp. |
| Đại đoàn Công Pháo 351 Mật danh: Long Châu Tư lệnh: Đào Văn Trường (quyền) Chính ủy Phạm Ngọc Mậu                                                   | Trung đoàn Công binh 151 Chỉ huy: Phạm Hoàng                                                             | 4 tiểu đoàn công binh                                             | |
| Đại đoàn Công Pháo 351 Mật danh: Long Châu Tư lệnh: Đào Văn Trường (quyền) Chính ủy Phạm Ngọc Mậu                                                   | Trung đoàn Pháo binh 237                                                                                 | Tiểu đoàn súng cối 413, Tiểu đoàn hỏa tiễn H6, Tiểu đoàn ĐKZ 75mm | Tiểu đoàn súng cối 413 được trang bị 54 súng cối 82mm do Trung Quốc viện trợ. Tiểu đoàn hỏa tiễn H6 được trang bị 12 dàn pháo phản lực H6 "Katyusha" 75mm được Trung Quốc viện trợ. Tiểu đoàn DKZ 75mm được trang bị (không rõ số lượng) súng ĐKZ 75mm được Trung Quốc viện trợ.                |
| Đại đoàn Công Pháo 351 Mật danh: Long Châu Tư lệnh: Đào Văn Trường (quyền) Chính ủy Phạm Ngọc Mậu                                                   | Tiểu đoàn Súng cối 83                                                                                    | Tiểu đoàn Súng cối 83                                             | Tiểu đoàn súng cối 83 được trang bị 12 khẩu súng cối PM-38 và 8 khẩu PM-43 (có cùng cỡ nòng 120mm) được Trung Quốc viện trợ |

Ngoài ra còn có 4 đơn vị thanh niên xung phong với gần 20.000 người có nhiệm vụ hỗ trợ chiến đấu (vận tải, sửa đường...). Trong quá trình chiến dịch, có khoảng 8.000 thanh niên xung phong được chuyển cho các đơn vị bộ đội chủ lực để bổ sung thêm lực lượng.

### Quân đội Liên hiệp Pháp

Sơ đồ bố trí của quân đội Pháp ở Điện Biên Phủ vào tháng 3 năm 1954. Vị trí các cụm cứ điểm của Quân đội Pháp nằm trên các ngọn đồi được gia cố hệ thống phòng thủ (màu xanh).

Lực lượng quân Pháp ở Điện Biên Phủ có 12 tiểu đoàn và 7 đại đội bộ binh (trong quá trình chiến dịch được tăng viện 4 tiểu đoàn và 2 đại đội lính nhảy dù), 2 tiểu đoàn pháo binh 105 mm (24 khẩu - sau đợt 1 được tăng thêm 4 khẩu nguyên vẹn và cho đến ngày cuối cùng được thả xuống rất nhiều bộ phận thay thế khác), 1 đại đội pháo 155 mm (4 khẩu), 2 đại đội súng cối 120 m (20 khẩu), 1 tiểu đoàn công binh, 1 đại đội xe tăng 18 tấn (10 chiếc M24 Chaffee do Mỹ cung cấp), 1 đại đội xe vận tải 200 chiếc, 1 phi đội máy bay gồm 14 chiếc (7 máy bay khu trục, 6 máy bay liên lạc trinh sát, 1 máy bay lên thẳng). Lực lượng này gồm khoảng 16.200 quân được tổ chức thành 3 phân khu:
- Phân khu Bắc: Him Lam (Béatrice), Độc Lập (Gabrielle), Đồi Độc lập có nhiệm vụ án ngữ phía bắc, ngăn chặn con đường từ Lai Châu về Điện Biên Phủ. Trung tâm đề kháng Him Lam, tuy thuộc khu trung tâm, nhưng cùng với các vị trí Đồi Độc lập, Bản Kéo là những vị trí ngoại vi đột xuất án ngữ phía đông bắc, ngăn chặn tiến công từ hướng Tuần Giáo vào.
- Phân khu Trung tâm: Các điểm cao phía đông – Dominique, Eliane, sân bay Mường Thanh, và các cứ điểm phía tây Mường Thanh – Huguette, Claudine, Bản Kéo (Anne Marie 1, 2) đây là khu vực mạnh nhất của quân Pháp, tập trung hai phần ba lực lượng (8 tiểu đoàn, gồm 5 tiểu đoàn chốt giữ và 3 tiểu đoàn cơ động).
- Phân khu Nam: cụm cứ điểm và sân bay Hồng Cúm – Isabella.

Bộ Chỉ huy Binh đoàn Tác chiến Tây Bắc (Le Groupement Opérationnel du Nord-Ouest - GONO)
Chỉ huy trưởng: Đại tá Christian de Castries
Tham mưu trưởng: Trung tá Louis Guth (sau lần lượt các Trung tá Keller, Ducroix, và cuối cùng là Hubert de Séguin-Pazzis)
| Cụm tác chiến | Cứ điểm              | Tiểu đoàn | Ghi chú   |
| --- | -------------------- | --- | --------- |
| Phân khu Bắc Chỉ huy trưởng: Trung tá André Trancart                                                                  | Anne-Marie (Bản Kéo) | Tiểu đoàn Thái số 3 (3e bataillon thaï - BT 3) Tiểu đoàn trưởng: Thiếu tá Léopold Thimonnier |           |
| Phân khu Bắc Chỉ huy trưởng: Trung tá André Trancart                                                                  | Gabrielle (Độc Lập)  | Tiểu đoàn 5, Trung đoàn Bộ binh Thuộc địa Algérie số 7 (5e bataillon du 7e régiment de tirailleurs algériens - V/7e RTA) Tiểu đoàn trưởng: Thiếu tá Roland de Mecquenem (Thiếu tá Edouard Kah đang nhận bàn giao) |           |
| Phân khu Trung tâm Chỉ huy trưởng: Trung tá Jules Gaucher (tử trận ngày 13/3, sau Trung tá Pierre Langlais kiêm thay) | Béatrice (Him Lam)   | Tiểu đoàn 3, Bán Lữ đoàn Lê dương số 13 (3e bataillon de la 13e demi-brigade de Légion étrangère - III/13e DBLE) Tiểu đoàn trưởng: Thiếu tá Paul Pégot                                                            |           |
| Phân khu Trung tâm Chỉ huy trưởng: Trung tá Jules Gaucher (tử trận ngày 13/3, sau Trung tá Pierre Langlais kiêm thay) | Claudine             | Tiểu đoàn 1, Bán Lữ đoàn Lê dương số 13 (1er bataillon de la 13e demi-brigade de Légion étrangère - I/13e DBLE)) Tiểu đoàn trưởng: Thiếu tá de Brinon (sau Thiếu tá Robert Coutant thay)                          |           |
| Phân khu Trung tâm Chỉ huy trưởng: Trung tá Jules Gaucher (tử trận ngày 13/3, sau Trung tá Pierre Langlais kiêm thay) | Dominique            | Tiểu đoàn 3, Trung đoàn Bộ binh Thuộc địa Algérie số 3 (3e bataillon du 3e régiment de tirailleurs algériens - III/3e RTA) Tiểu đoàn trưởng: Đại úy Jean Garandeau                                                |           |
| Phân khu Trung tâm Chỉ huy trưởng: Trung tá Jules Gaucher (tử trận ngày 13/3, sau Trung tá Pierre Langlais kiêm thay) | Éliane               | Tiểu đoàn 1, Trung đoàn Bộ binh Thuộc địa Maroc số 4 (1er bataillon du 4e régiment de tirailleurs marocains - I/4e RTM) Tiểu đoàn trưởng: Thiếu tá Jean Nicolas                                                   |           |
| Phân khu Trung tâm Chỉ huy trưởng: Trung tá Jules Gaucher (tử trận ngày 13/3, sau Trung tá Pierre Langlais kiêm thay) | Éliane               | Tiểu đoàn Thái số 2 (2e bataillon thaï - BT 2) Tiểu đoàn trưởng: Thiếu tá Maurice Chenel |           |
| Phân khu Trung tâm Chỉ huy trưởng: Trung tá Jules Gaucher (tử trận ngày 13/3, sau Trung tá Pierre Langlais kiêm thay) | Huguette             | Tiểu đoàn 3, Trung đoàn Bộ binh Thuộc địa Algérie số 2 (1er bataillon du 2e régiment étranger d'infanterie - I/2e REI) Tiểu đoàn trưởng: Thiếu tá Clémençon                                                       |           |
| Phân khu Trung tâm Chỉ huy trưởng: Trung tá Jules Gaucher (tử trận ngày 13/3, sau Trung tá Pierre Langlais kiêm thay) | Françoise            | Binh đoàn Biệt kích Cơ động Thái số 1 ( 1er groupement mobile de partisans thaïs - GMPT 1) Chỉ huy trưởng: Trung úy Réginald Wième                                                                                | 3 đại đội |
| Phân khu Trung tâm Chỉ huy trưởng: Trung tá Jules Gaucher (tử trận ngày 13/3, sau Trung tá Pierre Langlais kiêm thay) | Junon                | Cụm quân phụ lực Thái Trắng (Compagnie de supplétifs "Thaïs Blancs") Chỉ huy trưởng: Đại úy Michel Duluat | 2 đại đội |
| Binh đoàn Đổ bộ Đường không số 2 Groupement Aéroporté 2 - GAP 2 Chỉ huy trưởng: Trung tá Pierre Langlais              | Epervier             | Tiểu đoàn Xung kích Dù số 8 (8e bataillon de parachutistes de choc - 8e BPC) Tiểu đoàn trưởng: Đại úy Pierre Tourret                                                                                              |           |
| Binh đoàn Đổ bộ Đường không số 2 Groupement Aéroporté 2 - GAP 2 Chỉ huy trưởng: Trung tá Pierre Langlais              | Epervier             | Tiểu đoàn Hải ngoại Dù số 1 (1er bataillon étranger de parachutistes - 1er BEP) Tiểu đoàn trưởng: Thiếu tá Maurice Guiraud                                                                                        |           |
| Binh đoàn Đổ bộ Đường không số 2 Groupement Aéroporté 2 - GAP 2 Chỉ huy trưởng: Trung tá Pierre Langlais              | Epervier             | Tiểu đoàn Bảo an Dù số 5 (5e bataillon de parachutistes vietnamiens - 5e BPVN) Tiểu đoàn trưởng: Đại úy André Botella                                                                                             |           |
| Phân khu Nam Chỉ huy trưởng: Trung tá André Lalande                                                                   | Isabelle (Hồng Cúm)  | Tiểu đoàn 3, Trung đoàn Bộ binh Hải ngoại số 3 (3e bataillon du 3e régiment étranger d'Infanterie - III/3e REI) Tiểu đoàn trưởng: Thiếu tá Henri Grand d'Esnon                                                    |           |
| Phân khu Nam Chỉ huy trưởng: Trung tá André Lalande                                                                   | Isabelle (Hồng Cúm)  | Tiểu đoàn 2, Trung đoàn Bộ binh Thuộc địa Algérie số 1 (2e bataillon du 1er régiment de tirailleurs algériens - II/1er RTA) Tiểu đoàn trưởng: Đại úy Pierre Jeancenelle                                           |           |
| Pháo binh Chỉ huy trưởng: Trung tá Charles Piroth (tự sát ngày 15/3, Trung tá Guy Vaillant lên thay)                  | Cụm A (Groupement A) | Chỉ huy trưởng: Thiếu tá Alliou * 12 đại bác 105 mm M2A1 * 20 cối 120 mm |           |
| Pháo binh Chỉ huy trưởng: Trung tá Charles Piroth (tự sát ngày 15/3, Trung tá Guy Vaillant lên thay)                  | Cụm B (Groupement B) | Chỉ huy trưởng: Thiếu tá Paul Knecht * 4 đại bác 155 mm M114 * 12 đại bác 105 mm M2A1 * 8 cối 120 mm * 4 đại liên hạng nặng 12,7mm 4 nòng Quad-50 M2                                                              |           |
| Thiết giáp Chỉ huy trưởng: Đại úy Yves Hervouët                                                                       | Chi đội thiết giáp   | 10 xe tăng hạng nhẹ M24 Chaffee |           |
| Tăng viện | 16 tháng 3           | Tiểu đoàn Dù Thuộc địa số 6 (6e bataillon de parachutistes coloniaux - 6e BPC) Tiểu đoàn trưởng: Thiếu tá Marcel Bigeard                                                                                          |           |
| Tăng viện | 4 tháng 4            | Tiểu đoàn 2, Trung đoàn Khinh quân Dù số 1 (2e bataillon du 1er régiment de chasseurs parachutistes - II/1er RCP) Tiểu đoàn trưởng: Thiếu tá Jean Bréchignac                                                      |           |
| Tăng viện | 12 tháng 4           | Tiểu đoàn Dù Hải ngoại số 2 (2e bataillon étranger de parachutistes - 2e BEP) Tiểu đoàn trưởng: Thiếu tá Hubert Liesenfelt                                                                                        |           |
| Tăng viện | 1 tháng 5            | Tiểu đoàn Dù Thuộc địa số 1 (1er bataillon de parachutistes coloniaux - 1er BPC) Tiểu đoàn trưởng: Đại úy Guy Bazin de Bezons                                                                                     | 2 đại đội |

Tổng cộng tất cả là 10 trung tâm đề kháng được đặt theo tên phụ nữ Pháp: Gabrielle (Bắc), Béatrice, Dominique (Đông), Eliane, Isabelle (Nam), Junon, Claudine, Françoise (Tây), Huguette và Anne Marie. 10 trung tâm đề kháng lại chia ra thành 49 cứ điểm phòng thủ kiên cố liên hoàn trang bị hỏa lực mạnh yểm trợ lẫn nhau; có 2 sân bay: Mường Thanh và Hồng Cúm để lập cầu hàng không. Tổng cộng quân Pháp ban đầu có hơn 10.800 quân, cùng với đó là 2.150 lính phụ lực bản xứ và Quốc gia Việt Nam. Trong trận đánh có thêm hơn 4.300 lính (trong đó có 1.901 lính phụ lực bản xứ) được tiếp viện cho lòng chảo. Đại tá Christian de Castries (trong thời gian chiến dịch được thăng hàm Chuẩn tướng) là Chỉ huy trưởng tập đoàn cứ điểm.
Hỏa lực pháo binh được bố trí thành hai căn cứ: một ở Mường Thanh, một ở Hồng Cúm. Chúng có thể linh hoạt yểm trợ lẫn nhau và cho tất cả các cứ điểm khác khi bị tiến công. Ngoài hỏa lực chung của tập đoàn cứ điểm, mỗi trung tâm đề kháng còn có hỏa lực riêng, bao gồm nhiều súng cối các cỡ, súng phun lửa, và các loại súng bắn thẳng bố trí thành hệ thống vừa tự bảo vệ, vừa yểm hộ cho những cứ điểm xung quanh.

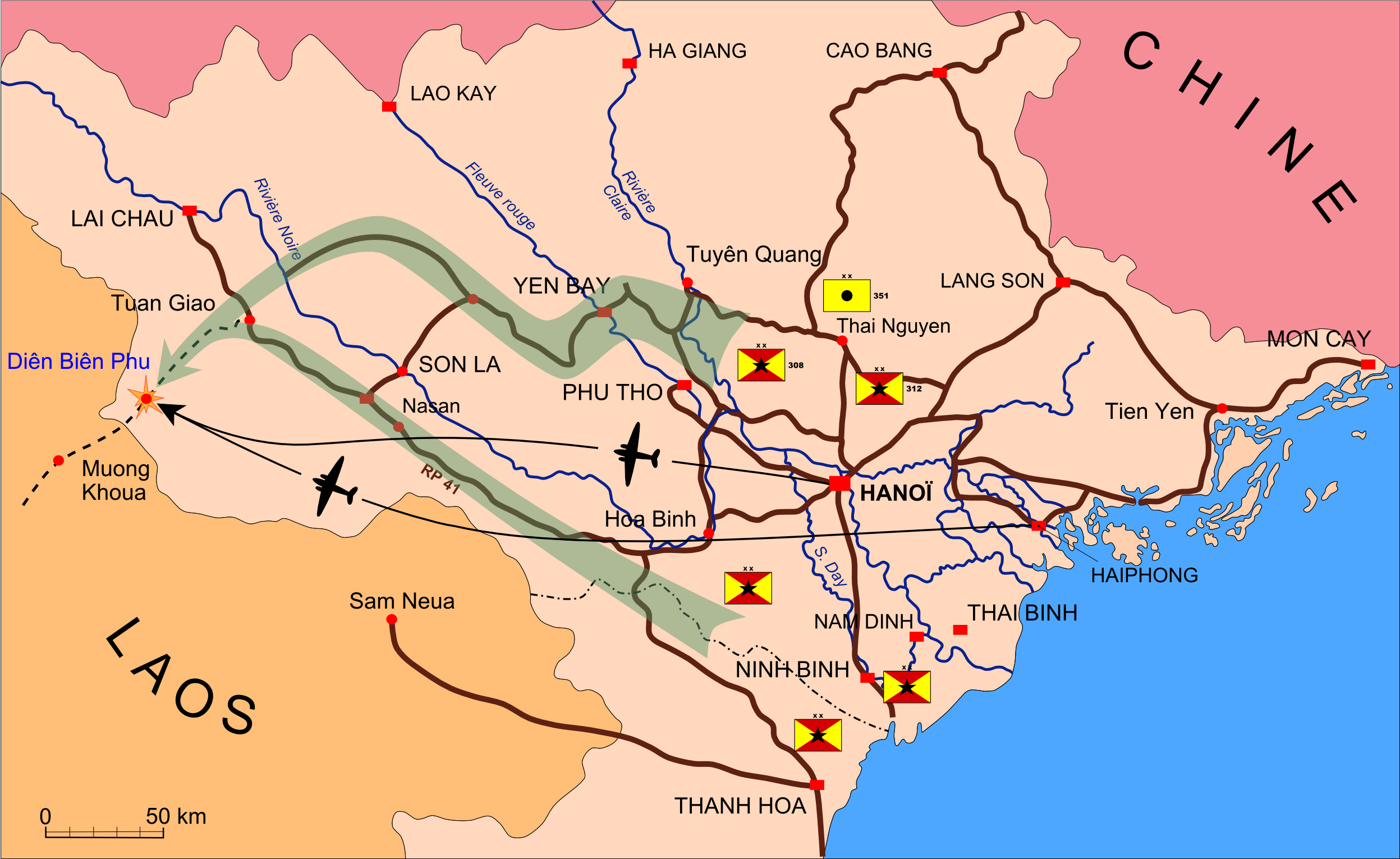
Đường bay yểm trợ không quân của Pháp.

Hỗ trợ cho Điện Biên Phủ là lực lượng không quân hùng hậu của Liên hiệp Pháp, và không quân dân sự Mỹ. Tổng cộng Pháp huy động 100 máy bay C-47 Dakota, cộng thêm 16 máy bay C-119 của Mỹ. Máy bay ném bom gồm 48 chiếc B-26 Invader, 8 oanh tạc cơ hạng nặng Privater. Máy bay cường kích có 227 chiếc gồm F6F Hellcat, F8F Bearcat và F4U Corsair. Điện Biên Phủ có hai sân bay. Sân bay chính ở Mường Thanh, và sân bay dự bị ở Hồng Cúm, nối liền với Hà Nội, Hải Phòng bằng một cầu hàng không, trung bình mỗi ngày có gần 100 lần chiếc máy bay vận tải tiếp tế khoảng 200 - 300 tấn hàng, và thả dù khoảng 100 - 150 tấn.
Tất cả các pháo và súng cối cũng như tất cả đạn pháo, đạn cối của Pháp đều được đưa trực tiếp từ Mỹ tới. Ngày 22 tháng 3, Tổng thống Mỹ Eisenhower chỉ thị cho Hội đồng Tham mưu trưởng Liên quân phải giải quyết cấp tốc các yêu cầu của Navarre. Một cầu hàng không được Mỹ thiết lập từ Nhật Bản, Nam Triều Tiên, Đài Loan, Philippines đến Bắc Bộ, rồi từ sân bay Cát Bi, Gia Lâm lên Điện Biên Phủ để đáp ứng kịp thời nhu cầu của quân Pháp, thậm chí cả những chiếc dù để thả hàng. Theo Bernard Fall, việc tiếp tế bằng đường hàng không của Mỹ cho Điện Biên Phủ đã tiêu thụ 82.296 chiếc dù, đã "bao phủ cả chiến trường như tuyết rơi, hoặc như một tấm vải liệm". Mỹ còn viện trợ cho Pháp loại bom mới Henlipholit, bên trong chứa hàng ngàn mảnh câu sắc nhằm sát thương hàng loạt bộ binh đối phương.
Tập đoàn cứ điểm Điện Biên Phủ gồm ba phân khu yểm hộ lẫn nhau. Mỗi cứ điểm đều có khả năng phòng ngự độc lập. Nhiều cứ điểm được tổ chức lại thành cụm cứ điểm, gọi là "trung tâm đề kháng theo kiểu phức hợp", có lực lượng cơ động, hỏa lực riêng, hệ thống công sự vững chắc, chung quanh là hào giao thông và hàng rào dây kẽm gai, khả năng phòng ngự khá mạnh. Mỗi một phân khu gồm nhiều trung tâm đề kháng kiên cố như vậy. Mỗi trung tâm đề kháng, cũng như toàn bộ tập đoàn cứ điểm, đều có hệ thống công sự nằm chìm dưới mặt đất, chịu được tác động của đạn pháo 105mm. Hệ thống công sự phụ (hàng rào, bãi dây thép gai, bãi mìn) dày đặc, hệ thống hỏa lực rất mạnh. Pháp đã rải xuống hàng ngàn km dây kẽm gai, chôn hàng vạn các loại mìn: mìn phát sáng, Mìn chống người, mìn cóc nhảy, hay mìn chứa xăng khô napalm để thiêu cháy hàng loạt bộ binh. Phương tiện chống đạn khói, máy hồng ngoại tuyến bắn đêm, áo chống đạn, súng phóng lựu hiện đại nhất cũng được cung cấp.
Theo đánh giá thì khu trung tâm tập đoàn cứ điểm chỉ rộng khoảng 2,5 km vuông đã có tới 12 khẩu 105mm, 4 khẩu 155mm, 24 khẩu cối 120mm và 81mm và một số dự trữ đạn dược khổng lồ (tương đương từ 6 đến 9 cơ số đạn trước trận đánh, hơn 100.000 viên) là quá mạnh. Navarre đã viết trong hồi ký: "Tất cả đều có những cảm tưởng thuận lợi trước sức mạnh phòng thủ của tập đoàn cứ điểm và tinh thần tốt của đạo quân đóng ở đây. Không một ai mảy may tỏ ý lo ngại... Chưa có một quan chức dân sự hoặc quân sự nào đến thăm (bộ trưởng Pháp và nước ngoài, những tham mưu trưởng của Pháp, những tướng lĩnh Mỹ) mà không kinh ngạc trước sự hùng mạnh của nó cũng như không bày tỏ với tôi tình cảm của họ".
Đặc biệt, trước khi trận đánh diễn ra, đích thân Phó Tổng thống Mỹ Richard Nixon (sau này trở thành Tổng thống) đã lên thị sát việc xây dựng cụm cứ điểm để "đảm bảo cho khoản đầu tư của Mỹ ở Đông Dương được sử dụng hiệu quả".

### Những khó khăn của Việt Nam
Về phía QĐNDVN, tuy có quân số đông hơn đối phương nhưng chưa có kinh nghiệm đánh công kiên lớn trên cấp tiểu đoàn. Theo lý thuyết quân sự "Ba công một thủ", bên tấn công phải mạnh hơn bên phòng thủ ít nhất là 3 lần cả về quân số lẫn hỏa lực thì mới là cân bằng lực lượng. Về quân số, QĐNDVN chỉ vừa đạt tỉ lệ này, nhưng về hỏa lực và trang bị thì lại kém hơn hẳn so với Pháp. Như các cuộc chiến tranh trước đó đã cho thấy, một nhóm nhỏ quân phòng thủ trong công sự kiên cố trên cao, sử dụng hỏa lực mạnh như đại liên có thể chặn đứng và gây thương vong nặng nề cho lực lượng tấn công đông hơn nhiều lần, đó gọi là lợi thế trên cao. Tiêu biểu như trận Iwo Jima, quân Mỹ dù áp đảo 5 lần về quân số và hàng chục lần về hỏa lực nhưng vẫn bị quân Nhật phòng thủ bằng súng máy và đại pháo trong các mỏm núi và lô cốt gây thương vong nặng nề (trận này quân Mỹ chịu thương vong còn cao hơn Nhật).
Trong từng trận đánh cụ thể, việc tiếp cận đồn Pháp cũng không dễ dàng. Khi Pháp nhảy dù xuống Điện Biên Phủ ngày 20 tháng 11 năm 1953, một trong những công việc đầu tiên của họ là dồn hàng nghìn dân sống ở trung tâm Điện Biên Phủ vào khu vực bản Noong Nhai. Sau đó, quân Pháp dùng súng phun lửa và bom cháy san phẳng mọi lùm cây và chướng ngại vật trong thung lũng, để tạo điều kiện tối đa cho tầm nhìn và tầm tác xạ của các loại hỏa lực, tiếp đó là để lấy nguyên vật liệu nhằm xây dựng tập đoàn cứ điểm. Các loại hỏa lực như xe tăng, lựu pháo, súng cối, súng phóng lựu, súng không giật (DKZ), v.v... được bố trí để bắn ngay khi phát hiện mục tiêu, nếu cần thì có thể gọi cả máy bay ném bom. Để có thể xung phong tiếp cận căn cứ địch, bộ đội Việt Nam sẽ phải chạy khoảng 200m giữa địa hình trống trải dày đặc dây kẽm gai và bãi mìn, phải hứng chịu đủ loại hỏa lực của Pháp mà không hề có xe thiết giáp và chướng ngại vật che chắn. Chỉ huy Pháp tự tin rằng, nếu QĐNDVN chỉ biết học theo cái chiến thuật biển người mà Trung Quốc áp dụng ở Triều Tiên, thì quân tấn công dù đông đảo tới đâu cũng sẽ bị bom, pháo và đại liên Pháp tiêu diệt nhanh chóng.

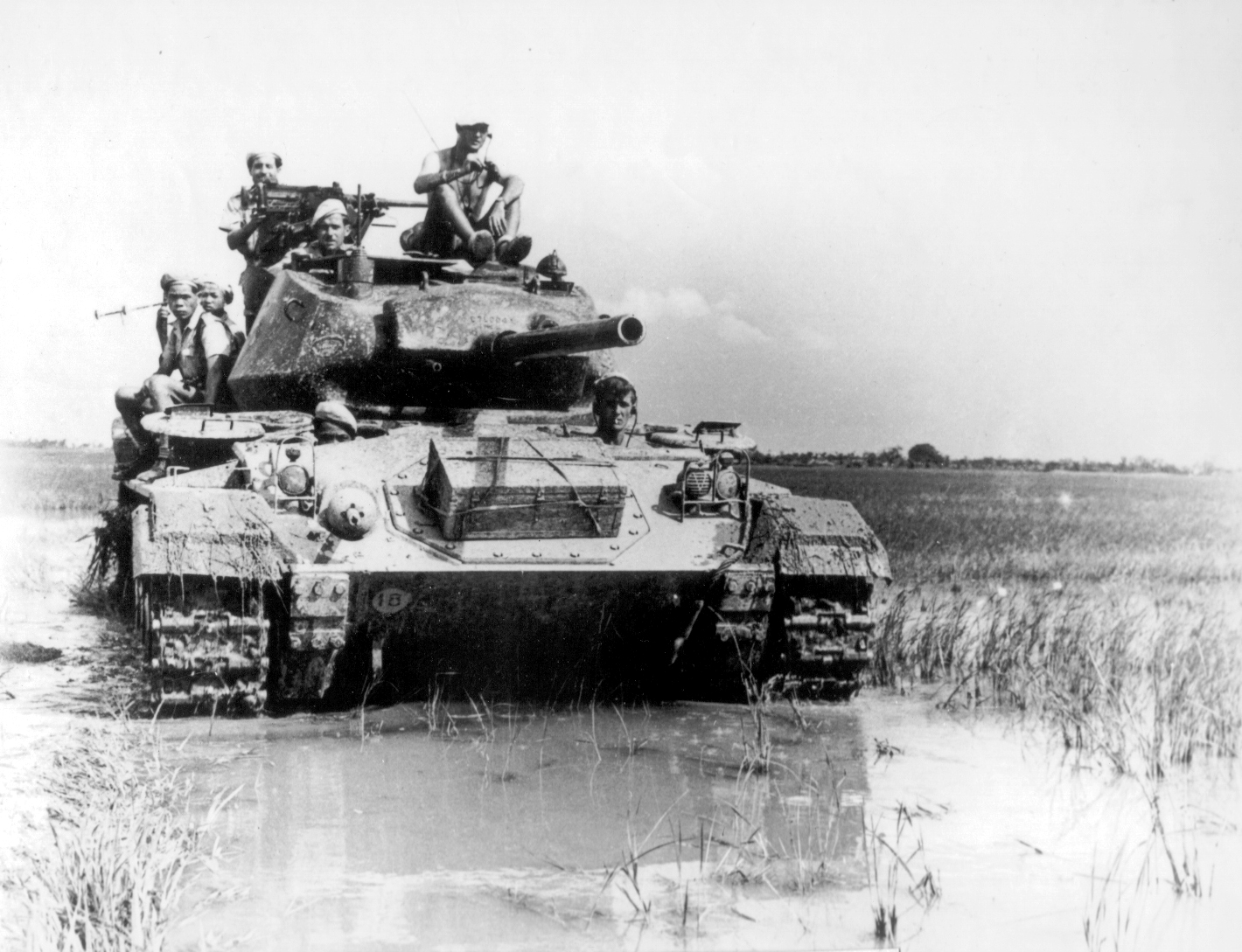
Xe tăng M24 Chaffee của Pháp do Mỹ viện trợ.

Thêm nữa, tuy quân Pháp bị bao vây vào giữa lòng chảo Điện Biên, Pháp ở đáy một chiếc mũ lộn ngược còn QĐNDVN ở trên vành mũ, nhưng đó là ở tầm quy mô chiến dịch. Từ đồn Pháp ra đến rìa thung lũng trung bình là 2 đến 3 km, vậy nên ở quy mô từng trận đánh thì Pháp lại ở trên cao, còn QĐNDVN phải ở dưới thấp tấn công lên. Quân Pháp cũng có dự trữ đạn pháo dồi dào hơn hẳn cùng với máy bay ném bom yểm trợ, nên áp đảo về hỏa lực: gấp 6 lần về đạn pháo và hơn tuyệt đối về không quân và xe tăng. Trung bình cứ 1 bộ đội Việt Nam phải hứng chịu 2 trái pháo, 1 trái bom và 6 viên đạn cối, trong khi không có xe tăng hay pháo tự hành để che chắn yểm trợ khi tiến công.
Việc bắn tỉa cũng hoàn toàn không đơn giản. Giống như phục kích, không phải chỗ nào cũng có thể là chỗ bắn tỉa được. QĐNDVN tuy có lợi thế hơn, nhưng thường thì những địa điểm bắn tỉa hiệu quả chỉ tập trung vào một vài đoạn hào chủ yếu. Một khi quân Pháp đã kê súng máy, hay chiếm được lợi thế trước thì công việc bắn tỉa gần như là bất khả thi. Các loại súng bắn tỉa của bộ đội Việt Nam thời đó cũng khá là thô sơ (chủ yếu là MAS-36 thu được của quân Pháp hoặc là Mosin-Nagant được Trung Quốc viện trợ), phần lớn chỉ dùng thước ngắm cơ khí thông thường, nên với những khoảng cách lớn (trên 300m), việc bắn tỉa không có hiệu quả.
Và đặc biệt khó khăn lớn nhất của QĐNDVN là khâu tiếp tế hậu cần. Phía Pháp cho rằng QĐNDVN không thể đưa pháo lớn (cỡ 105mm trở lên) vào Điện Biên Phủ, các khó khăn hậu cần của QĐNDVN là không thể khắc phục nổi nhất là khi mùa mưa đến. Navarre lý luận rằng Điện Biên Phủ ở xa hậu cứ Việt Minh 300–400 km, qua rừng rậm, núi cao, QĐNDVN không thể tiếp tế nổi lương thực, đạn dược cho 4 đại đoàn được, giỏi lắm chỉ một tuần lễ là QĐNDVN sẽ phải rút lui vì cạn tiếp tế. Trái lại quân Pháp sẽ được tiếp tế bằng máy bay, trừ khi sân bay bị phá hủy do đại bác của QĐNDVN. Navarre cho rằng trường hợp này khó có thể xảy ra vì sân bay ở quá tầm trọng pháo 105 ly của QĐNDVN, và dù QĐNDVN mang được pháo tới gần thì tức khắc sẽ bị máy bay và trọng pháo Pháp hủy diệt ngay.
Vì các lý do trên, khi thiết lập tập đoàn cứ điểm Điện Biên Phủ, các tướng lĩnh Pháp và Mỹ đã đánh giá sai khả năng của đối phương và đều tự tin cho rằng Điện Biên Phủ là "pháo đài bất khả chiến bại", là "cái bẫy để nghiền nát chủ lực Việt Minh". Nếu QĐNDVN tấn công sẽ chỉ chuốc lấy thảm bại.
Tướng Cogny đã trả lời phỏng vấn rằng: "Chúng tôi đã có một hỏa lực mạnh đủ sức quét sạch đối phương đông gấp 4-6 lần... Tôi sẽ làm tất cả để bắt tướng Giáp phải "ăn bụi" và chừa cái thói muốn đóng vai một nhà chiến lược lớn". Tướng Navarre nhận xét: "Làm cho Việt Minh tiến xuống khu lòng chảo! Đó là mơ ước của Đại tá Castries và toàn ban tham mưu. Họ mà xuống là chết với chúng ta... Và cuối cùng, chúng ta có được cái mà chúng ta đang cần: đó là mục tiêu, một mục tiêu tập trung mà chúng ta có thể " quất cho tơi bời". Charles Piroth, chỉ huy pháo binh thì tự đắc: "Trọng pháo thì ở đây tôi đã có đủ rồi... Nếu tôi được biết trước 30 phút, tôi sẽ phản pháo rất kết quả. Việt Minh không thể nào đưa được pháo đến tận đây; nếu họ đến, chúng tôi sẽ đè bẹp ngay... và ngay cả khi họ tìm được cách đến, tiếp tục bắn, họ cũng không có khả năng tiếp tế đầy đủ đạn dược để gây khó khăn thật sự cho chúng tôi!"  Pierre Schoenderffer, phóng viên mặt trận của Pháp, nhớ rõ câu trả lời của Piroth: "Thưa tướng quân, không có khẩu đại bác nào của Việt Minh bắn được 3 phát mà không bị pháo binh của chúng ta tiêu diệt!"

### Các nỗ lực hậu cần của Việt Nam
Bộ Tổng Tham mưu Quân đội Nhân dân Việt Nam cùng với Tổng cục Cung cấp đã tính toán rằng: Bước đầu, ta phải huy động cho chiến dịch ít nhất 4.200 tấn gạo (chưa kể gạo cho dân công), 100 tấn rau, 100 tấn thịt, 80 tấn muối và 12 tấn đường. Tất cả đều phải vận chuyển qua chặng đường dài 500 km phần lớn là đèo dốc hiểm trở, máy bay Pháp thường xuyên đánh phá. Theo kinh nghiệm vận tải đã tổng kết ở chiến dịch Tây Bắc (năm 1952), nếu dùng dân công gánh gạo bằng đòn gánh thì để có 1 kg gạo đến đích phải có 24 kg ăn dọc đường. Vậy nếu cũng vận chuyển hoàn toàn bằng dân công gánh bộ, muốn có số gạo trên phải huy động từ hậu phương hơn 100.000 tấn gạo, và phải huy động hơn 2 triệu dân công để gánh. Cả hai con số này đều cao gấp nhiều lần so với nguồn lực có thể huy động được.

Tranh Bộ đội xây dựng cầu, ký họa năm 1954 của Trần Văn Cẩn.

Chủ tịch Hồ Chí Minh cùng Bộ Chính trị và Tổng Quân ủy đã đề ra những giải pháp quyết đoán và đầy sáng tạo. Một mặt, Hồ chủ tịch động viên nhân dân và các dân tộc thiểu số ở Tây Bắc ra sức tiết kiệm lương thực để đóng góp ngay tại chỗ. Mặt khác, Hồ chủ tịch lại động viên dân công phối hợp với công binh ra sức đẩy mạnh việc làm đường, sửa đường, huy động tối đa các phương tiện vận chuyển như: xe ngựa, xe đạp thồ, thuyền bè... nhằm giảm đến mức tối đa lượng lương thực, thực phẩm bị tiêu thụ dọc đường vận chuyển do phải đưa từ xa tới.
Số dân công chỉ tính từ trung tuyến trở lên, đã cần tới 14.500 người. Về chuẩn bị đường sá, các con đường thuộc tuyến chiến dịch đều phải bảo đảm vận chuyển bằng ô tô. Trước đây, để chuẩn bị đánh Nà Sản, con đường 13 từ Yên Bái lên Tạ Khoa đã sửa chữa xong, nhưng lúc này cần tiếp tục tu bổ thêm. Đường từ Mộc Châu đi Lai Châu rất xấu, phải sửa chữa nhiều. Phân công cho Bộ Giao thông Công chính phụ trách đường 13 lên tới Cò Nòi, và đường 41 từ Mộc Châu lên Sơn La, bộ đội phụ trách quãng đường 41 còn lại từ Sơn La đi Tuần Giáo, và từ Tuần Giáo đi Điện Biên Phủ (sau này gọi là đường 42). Hai trung đoàn bộ binh cùng bộ đội công binh và hàng ngàn dân công được huy động để mở rộng 89 km đường và tu sửa 100 cầu hư hỏng trên đường Tuần Giáo - Điện Biên Phủ để ô tô gấp rút chuyển gạo và đạn cho các đơn vị. Hậu cần chiến dịch còn tổ chức tuyến vận tải bộ Sơn La - Mường Luân - Nà Sang bảo đảm cho các đơn vị ở Hồng Cúm; tổ chức thuyền, bè mảng theo sông Nậm Na chuyển 1.700 tấn gạo do Trung Quốc viện trợ từ Ba Nậm Cúm về Lai Châu. Thời gian tiến hành từ tháng 12 năm 1953. Trong giai đoạn chuẩn bị, các lực lượng cầu đường đã làm mới 89 km và sửa chữa nâng cấp được 500 km đường.
Lần đầu tiên xe cơ giới đã được huy động hàng loạt để chở số lượng lớn người và phương tiện để tiếp cận chiến trường. Toàn bộ 16 đại đội xe ô tô vận tải (534 xe) của Tổng cục Cung cấp đã được sử dụng (tuyến chiến dịch sử dụng 446 xe); có thời gian còn được tăng cường 94 xe của các các đơn vị binh chủng.
Để một lực lượng mạnh cho chiến dịch Điện Biên Phủ, phía Việt Nam Dân chủ Cộng hòa đã huy động tối đa về sức người và sức của: hàng vạn dân công và bộ đội làm đường dã chiến trong khoảng thời gian cực ngắn, dưới các điều kiện rất khó khăn trên miền núi, lại luôn bị máy bay Pháp oanh tạc. Các dân công từ vùng do Việt Minh kiểm soát ở miền xuôi đi tiếp tế lên Điện Biên bằng gánh gồng, xe đạp thồ kết hợp cùng cơ giới để đảm bảo hậu cần cho chiến dịch. Đội quân gồm thanh niên xung phong, dân công hỏa tuyến, được huy động tới hàng chục vạn người (gấp 5 lần số bộ đội chủ lực) và được tổ chức biên chế như quân đội.
Một trong những lực lượng quan trọng phục vụ hậu cần cho chiến dịch là đội xe thồ trên 2 vạn người, với năng suất tải mỗi xe chở được 200–300 kg, kỷ lục lên đến 352 kg (người đó là ông Ma Văn Thắng, chỉ huy đội dân công hơn 10 người ở Thanh Ba (Phú Thọ). Hiện nay, tại Bảo tàng Lịch sử Quân sự Việt Nam có trưng bày chiếc xe đạp thồ của ông Thắng). Xe thồ được cải tiến có thể cho năng suất chở hàng cao hơn gấp hơn 10 lần dân công gánh bộ. Đồng thời, xe thồ cũng làm giảm được mức tiêu hao gạo ăn dọc đường cho người chuyên chở. Ngoài ra, xe thồ còn có thể hoạt động tốt trên cả những tuyến đường ghồ ghề, sình lầy, lắm bùn đất mà ô tô không thể đi được. Chính phương tiện vận chuyển thô sơ này đã gây nên sự bất ngờ lớn ngoài tầm dự tính của các chỉ huy Pháp, làm đảo lộn toàn bộ những tính toán, dự đoán trước đây của Pháp khi cho rằng Việt Minh không thể bảo đảm hậu cần cho một chiến dịch lớn, dài ngày trong các điều kiện phức tạp như vậy được.
Trong một tháng, bộ đội và thanh niên xung phong đã làm được một khối lượng công việc đồ sộ. Con đường Tuần Giáo - Điện Biên Phủ, dài 82 km, trước đây chỉ rộng 1 m, đã được mở rộng và sửa sang cho xe kéo pháo vào cách Điện Biên 15 km. Từ đây, các khẩu pháo được kéo bằng tay vào trận địa trên quãng đường dài 15 km. Đường kéo pháo rộng 3 mét, chạy từ cửa rừng Nà Nham, qua đỉnh Pha Sông cao 1.150 mét, xuống Bản Tấu, đường Điện Biên Phủ - Lai Châu, tới Bản Nghễu, mở mới hoàn toàn. Để bảo đảm bí mật, đường được ngụy trang toàn bộ, máy bay trinh sát Pháp khó có thể phát hiện.
Tổng cộng trong thời gian tiến hành chiến dịch, Việt Minh đã huy động được hơn 261.451 dân công từ các dân tộc Tây Bắc, Việt Bắc, Liên khu 3, Liên khu 4..., 20.991 xe đạp thồ, 11.800 bè mảng, đóng góp cho chiến dịch 25.056 tấn gạo, 907 tấn thịt, 917 tấn các loại thực phẩm khác. Ngoài ra, từ Thanh Hóa, Hòa Bình, Vĩnh Yên, Phúc Yên, Thái Nguyên, Phú Thọ... cũng đã huy động được hơn 7.000 xe cút kít, 1.800 xe trâu, 325 xe ngựa, hàng chục ngàn xe đạp thồ để phục vụ hậu cần chiến dịch. Trừ số tiêu hao dọc đường, số hàng tới được mặt trận để cung cấp cho quân đội là 14.950 tấn gạo, 266 tấn muối, 62 tấn đường, 577 tấn thịt, 565 tấn lương khô, 1.200 tấn đạn, 1.733 tấn xăng dầu và 177 tấn vật chất khác. Số lượng hàng hóa bảo đảm cho hơn 87.000 người tham gia chiến dịch, trong đó 53.830 là bộ đội chủ lực (dự kiến 35.000 người) và 33.300 thanh niên xung phong/dân công phục vụ chiến dịch; vận chuyển và cứu chữa 8.458 thương bệnh binh (dự kiến 5.000)
Để ngăn chặn, máy bay Pháp đã không kích 1.186 trận vào các tuyến giao thông, ngày cao nhất sử dụng 250 lần máy bay ném bom (có cả máy bay B-26). Các đèo Lũng Lô, Pha Đin, các đầu mối giao thông Cò Nòi, Tuần Giáo, bến phà Tạ Khoa... thành trọng điểm đánh phá, có ngày Pháp ném xuống Cò Nòi và đèo Pha Đin 160-300 quả bom các loại. Để bảo đảm giao thông thông suốt, Bộ chỉ huy Chiến dịch đã sử dụng 2 tiểu đoàn pháo cao xạ 37 mm, các tiểu đoàn súng máy 12,7mm bắn máy bay; 4 tiểu đoàn công binh cùng hàng vạn dân công bám các trục đường để sửa chữa cả ngày lẫn đêm. Từ tuyến trung tuyến trở lên đã sửa được 308 km đường ô tô, làm mới 63 km đường kéo pháo, phá 102 thác để tổ chức vận tải thủy trên sông Nậm Na. Tổng khối lượng đào đắp lên tới 35.000m3 đất, 15.000m3 đá, phá hàng ngàn quả bom nổ chậm. Vì vậy, trong suốt Chiến dịch "...hiếm có đoạn đường nào bị đứt quá 24 giờ. Hơn nữa, trong thời gian đường bị cắt đứt, việc vận chuyển vẫn được tiếp tục bằng cách chuyển tải hoặc đi vòng đường khác".
Ngoài ra, các chỉ huy pháo binh Pháp cũng đã đánh giá quá sai lầm khả năng tác chiến bằng pháo binh của QĐNDVN khi cho rằng với địa hình rừng núi quá hiểm trở, không có đường giao thông nên đối phương không thể nào có năng lực mang được các loại pháo cỡ lớn (lựu pháo 105mm và pháo phòng không 37 mm) vào Điện Biên Phủ tham chiến mà chỉ có thể mang loại pháo nhẹ là sơn pháo 75 mm trợ chiến mà thôi. Trong thực tế chiến đấu, tất cả vũ khí của quân Pháp trong trận này đều là do không quân vận tải từ các sân bay ở Bắc Bộ vận chuyển đến. Các tướng Pháp ngạo mạn cho rằng xe vận tải của Quân đội Nhân dân Việt Nam không thể chạy tới Điện Biên Phủ được. Tuy nhiên, những người lính pháo binh của QĐNDVN đã đáp trả lại sự ngạo mạn của các chỉ huy Pháp bằng cách khôn khéo tháo rời những chi tiết có thể tháo rời được một cách đơn giản và dễ dàng của khẩu pháo (như bệ pháo, tấm chắn, quy-lát pháo,...) rồi dùng sức người để vận chuyển đến trận địa. Sau khi đến trận địa thì bộ đội pháo binh Việt Minh tiến hành lắp ráp những chi tiết này lại với nhau một cách bí mật, nhanh chóng và chính xác. Bằng cách thức đơn giản đó, bộ đội pháo binh Việt Nam đã đưa được thành công những khẩu lựu pháo 105 mm nặng tới 2,2 tấn (hay những cỗ pháo phòng không 37mm nặng 2,1 tấn) lên bố trí sâu trong các hầm pháo được lính công binh khoét vào sâu bên trong các lòng núi, sườn đồi. Bộ đội pháo binh Việt Minh đã xây dựng các trận địa pháo cực kì bí mật, an toàn nhưng lại rất nguy hiểm với quân Pháp. Từ trên cao, những trận địa này khống chế rất tốt lòng chảo Điện Biên Phủ mà lại cực kỳ an toàn trước bom và pháo của đối phương. Với thế trận hỏa lực này, các khẩu pháo của QĐNDVN được đặt chỉ cách mục tiêu chừng 5–7 km, chỉ bằng một nửa tầm bắn tối đa để mỗi phát đạn được bắn ra phải chính xác hơn, ít tốn đạn và sức công phá cũng cao hơn, thực hiện đúng nguyên tắc "hỏa khí phân tán, hỏa lực tập trung" được đại tướng Võ Nguyên Giáp đề ra, từ nhiều hướng bắn chụm vào một trung tâm. Ngược lại, pháo binh Pháp lại bố trí ở ngay giữa trung tâm, phơi mình trên trận địa, nhanh chóng trở thành mục tiêu cho pháo Việt Minh ngắm thẳng vào phản pháo, bắn phá.
Các trang bị vũ khí (pháo binh và đạn dược) chủ yếu là chiến lợi phẩm hoặc do Trung Quốc viện trợ. Theo Đại tướng Lê Đức Anh nhận xét trong hồi ký của ông thì "Ở Điện Biên Phủ, nếu không có lựu pháo, vũ khí, đạn dược và quân trang quân dụng của Trung Quốc giúp đỡ thì Việt Nam khó giành được thắng lợi". Mặc dù vậy, lượng viện trợ không có nhiều và việc vận chuyển cũng rất khó khăn. Việc sử dụng đạn pháo cũng như đạn cối của QĐNDVN trong chiến dịch phải rất tiết kiệm. Trước mỗi trận đánh có hiệp đồng binh chủng, số lượng đạn pháo và đạn cối đều phải được duyệt trước. Ngoài ra, các trung đoàn, đại đoàn muốn xin pháo 105mm bắn chi viện thì cứ từ 3 viên đạn phải được phép của Tham mưu trưởng chiến dịch xác nhận, còn từ 5 viên đạn trở lên phải được đích thân Tổng Tư lệnh là đại tướng Võ Nguyên Giáp kí duyệt. Bởi với dự trữ chỉ có khoảng hơn 15.000 viên đạn pháo 105mm, nếu bắn cấp tập theo kiểu "nã thẳng tay" như Pháp thì các khẩu pháo cũng như cối của Việt Nam sẽ hết sạch đạn chỉ sau vài ngày.
Bên cạnh đó, các chỉ huy pháo binh QĐNDVN còn lập trận địa giả để nghi binh – dùng những thanh gỗ sơn thui đen rồi sắp xếp lại thành những khẩu pháo giả, ghếch nòng lên. Khi trận địa thật khai hỏa thì chiến sĩ phụ trách nghi binh từ trong công sự chui ra rồi tung từ 1 đến 3 quả bộc phá loại nhỏ (mỗi quả chứa khoảng từ 2,5 đến 3 kg thuốc nổ) lên trên không thật cao. Xong xuôi, anh ta sẽ chạy thật nhanh ra khỏi khu vực đó. Máy bay trinh sát Pháp sẽ nghĩ đó là pháo địch nên sẽ phát tín hiệu cho pháo binh và không quân Pháp tiến hành bắn phá tơi bời. Sau khi mất khoảng 80% bom đạn để đánh các "khẩu pháo" giả của Việt Minh thì các chỉ huy Pháp mới nhận ra là đã bị Việt Minh lừa cho một vố đau. Những khẩu pháo thật được bộ đội pháo binh cất giữ trong núi, hầm và được ngụy trang kỹ. Suốt chiến dịch, pháo binh QĐNDVN chỉ hỏng một pháo 105mm (Khẩu pháo này vốn đã bị hỏng hóc tương đối nhiều từ lúc mà Trung Quốc tiến hành hỗ trợ cho Việt Minh một lô 20 khẩu pháo 105mm mà họ thu giữ được từ tay quân đội Tưởng Giới Thạch trong thời kỳ Nội chiến Trung Quốc, những khẩu pháo 105mm này vốn do Hoa Kỳ chế tạo và viện trợ cho quân đội Tưởng Giới Thạch trong suốt Thế chiến 2 và thời kỳ nội chiến Trung Quốc). Đây là một nguyên nhân làm cho pháo binh Pháp dù có các thiết bị phản pháo hiện đại vẫn bị thất bại. Tướng Võ Nguyên Giáp về sau nhận xét: "Thực tế kinh nghiệm này của chiến dịch Điện Biên Phủ đã trở thành truyền thống chiến đấu dùng thô sơ đánh hiện đại của quân đội ta trong suốt chiều dài chống Mỹ cứu nước". Còn tướng Paul Ély, Tổng Tham mưu trưởng Quân đội Pháp khi diễn ra trận Điện Biên Phủ, sau này nhận định: "Một lần nữa, kỹ thuật lại bị thua bởi những con người có tâm hồn và một lòng tin". 

### Chuyển đổi phương án tác chiến
Ngày 14 tháng 1 năm 1954 tại hang Thẩm Púa, tướng Võ Nguyên Giáp và Bộ Chỉ huy chiến dịch phổ biến lệnh tác chiến bí mật với phương án "đánh nhanh thắng nhanh" và ngày nổ súng dự định là 20 tháng 1. Nhiệm vụ thọc sâu giao cho Đại đoàn 308, đại đoàn chủ lực đầu tiên của Bộ. Đại đoàn 308 sẽ đánh vào tập đoàn cứ điểm từ hướng Tây, xuyên qua những vị trí nằm trên cánh đồng, thọc thẳng tới Sở Chỉ huy của de Castries. Các Đại đoàn 312, 316 nhận nhiệm vụ, đột kích vào hướng Đông, nơi có những cao điểm trọng yếu. Phương án này đặt kế hoạch tiêu diệt Điện Biên Phủ trong 3 ngày đêm bằng tiến công ồ ạt đồng loạt, thọc sâu, đã được Trung ương Đảng Lao động Việt Nam, Quân ủy Trung ương cùng Bộ Tổng Tham mưu phê duyệt với sự nhất trí của đoàn cố vấn quân sự trung ương Trung Quốc, bởi đánh sớm khi Pháp chưa tập trung đủ lực lượng và củng cố công sự thì có nhiều khả năng giành chiến thắng.
Do một đơn vị trọng pháo QĐNDVN vào trận địa chậm nên ngày nổ súng được quyết định lùi lại thêm 5 ngày, đến 17 giờ ngày 25 tháng 1. Sau đó, do tin về ngày nổ súng bị lộ, Pháp biết được, Bộ Chỉ huy chiến dịch quyết định hoãn lại 24 giờ, chuyển sang 26 tháng 1.
Đêm 25 tháng 1, sau cả một ngày dài suy nghĩ, tướng Giáp quyết định phải cho lui quân vì ông nhận thấy ba khó khăn rõ rệt:
1. Bộ đội chủ lực cho đến thời điểm đó chưa có nhiều trang bị và kinh nghiệm trong việc đánh các công sự nằm liên hoàn trong một cứ điểm. Ví dụ điển hình nhất là trận Nà Sản (1953) đã không thành công, và bị thương vong nhiều.
2. Trận này là một trận đánh hiệp đồng lớn, nhưng pháo binh và bộ binh chưa qua tập luyện kĩ lưỡng, chưa qua diễn tập nhiều
3. QĐNDVN từ trước chỉ quen tác chiến ban đêm ở những địa hình dễ ẩn náu, chưa có nhiều kinh nghiệm trong việc công đồn ban ngày trên địa hình bằng phẳng, nhất là với một đối phương có ưu thế tập trung máy bay, pháo binh, xe tăng chi viện như quân Pháp.

Tướng Giáp cho rằng phương án "đánh nhanh thắng nhanh" mang nhiều tính chủ quan, không đánh giá đúng thực lực hai bên, không thể đảm bảo chắc thắng. Ông kiên quyết tổ chức lại trận đánh theo phương án "đánh chắc, tiến chắc", đánh dài ngày theo kiểu "bóc vỏ" dần dần tập đoàn cứ điểm.
Cuộc họp Đảng ủy, Bộ Chỉ huy QĐNDVN sáng 26 tháng 1 không đi đến được ý kiến thống nhất tuy không ai tin rằng trận này sẽ chắc thắng. Tuy nhiên, tướng Giáp quyết định hoãn cuộc tấn công chiều hôm đó. Ông kết luận: Để bảo đảm nguyên tắc cao nhất là "đánh chắc thắng", cần chuyển phương châm tiêu diệt địch từ "đánh nhanh thắng nhanh" sang "đánh chắc tiến chắc". Nay quyết định hoãn cuộc tiến công. Ra lệnh cho bộ đội trên toàn tuyến lui về địa điểm tập kết, và kéo pháo ra.

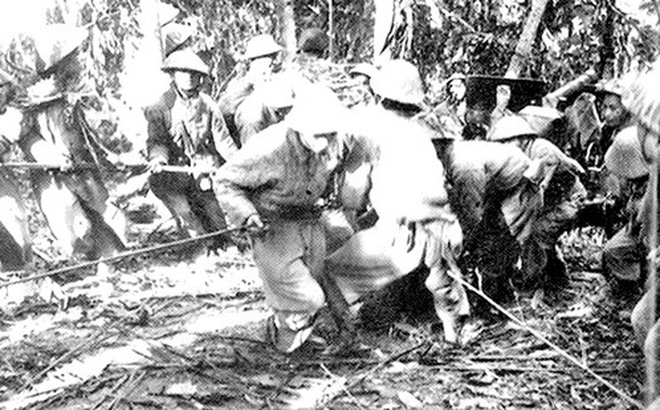
Kéo pháo vào trận địa.

Trong vòng gần 2 tháng sau đó, pháo được kéo ra, QĐNDVN tiếp tục đánh nghi binh, mở đường rộng hơn, dài hơn chung quanh núi rừng Điện Biên Phủ, rồi lại kéo pháo vào, xây dựng công sự kiên cố hơn, hào được đào sâu hơn, tiếp cận gần hơn căn cứ của quân Pháp, lương thảo, vũ khí từ hậu phương dồn lên cho mặt trận nhiều hơn. Tất cả chuẩn bị cho trận đánh dài ngày, có thể sang đến cả mùa mưa.
Về chiến thuật tác chiến bộ binh, từ những kinh nghiệm thu được ở Hòa Bình, Nà Sản, Bộ Chỉ huy QĐNDVN chủ trương tiêu diệt dần từng trung tâm đề kháng, từng cứ điểm từ ngoài vào trong, thu hẹp phạm vi chiếm đóng cho tới lúc Pháp không còn sức kháng cự. Không sử dụng lối đánh xung phong trực diện mà dùng cách đánh vây lấn, đào hào áp sát cứ điểm địch. Cách đánh này cần một thời gian chuẩn bị và chiến đấu dài ngày, thường gọi là "Đánh chắc Tiến chắc", cũng còn được gọi là "đánh bóc vỏ". Bộ binh được đường hào che chắn và có được vị trí tiến công gần nhất có thể, sẽ hạn chế tối đa thương vong khi tấn công (xem thêm Chiến thuật công kiên).
Sau này, tướng Võ Nguyên Giáp cho rằng đây là quyết định khó khăn nhất trong đời cầm quân của mình. Việc điều chỉnh phương châm tác chiến này kéo theo việc phải chuẩn bị lại hậu cần cho chiến dịch, nhu cầu hậu cần sẽ tăng lên gấp nhiều lần, diễn ra trong mùa mưa và phải bố trí lại các trận địa pháo, phải kéo pháo ra khỏi các sườn núi rồi kéo lại vào các vị trí mới. QĐNDVN đã quyết tâm thực hiện và đã thực hiện được với một nỗ lực rất lớn.
Sau này khi tổng kết về chiến thắng của QĐNDVN tại Điện Biên Phủ, các tướng lĩnh và các nhà nghiên cứu của hai bên đều thống nhất được với nhau: một nguyên nhân chính làm nên chiến thắng của QĐNDVN tại trận đánh này là đã huy động được rất lớn nguồn sức người để đảm bảo hậu cần cho chiến dịch, một việc mà Pháp cho rằng không thể giải quyết được. Trong hồi ký Navarre cũng khẳng định: "Nếu tướng Giáp tiến công vào khoảng 25 tháng 1 như ý đồ ban đầu thì chắc chắn ông ta sẽ thất bại. Nhưng không may cho chúng ta, ông ta đã nhận ra điều đó và đây là một trong những lý do khiến ông ta tạm ngưng tiến công".

## Diễn biến

### Vòng vây Điện Biên Phủ
Phát hiện lực lượng lớn của Quân đội nhân dân Việt Nam đang tiến về lòng chảo Điện Biên, de Castries liên tục tung lực lượng giải tỏa các ngọn đồi. Theo nhà báo Bernard Fall thì từ ngày 6 tháng 12 năm 1953 đến 13 tháng 3 năm 1954, de Castries đã huy động một nửa lực lượng của tập đoàn cứ điểm vào những cuộc hành binh giải tỏa: "Theo những bản kê mới nhất từ Điện Biên Phủ gửi về, thiệt hại của binh đoàn đồn trú từ 20 tháng 11 đến 15 tháng 2 đã lên tổng số 32 sĩ quan, 96 hạ sĩ quan và 836 binh lính, tương đương với 10% số sĩ quan và hạ sĩ quan và 8% binh lính ở thung lũng. Nói cách khác, số tổn thất của người Pháp tương đương với một tiểu đoàn bộ binh nhưng số sĩ quan là của hai tiểu đoàn. Trong tổng số này còn chưa tính đến số thiệt hại của các đơn vị trong cuộc hành binh Pollux".
Navarre đã viết trong cuốn hồi ký của mình: "Trong thời gian này, đại tá Castries thực hành những trận chiến đấu mạnh mẽ có tính thăm dò xung quanh Điện Biên Phủ. Ở khắp nơi, quân Pháp đều vấp phải những đơn vị bộ đội vững vàng và phòng ngự rất giỏi của địch. Chúng ta bị thiệt hại khá nặng nề. Rõ ràng là vòng vây chung quanh tập đoàn cứ điểm không hề bị rạn nứt".
Tướng Gilles muốn phát hiện những nơi đóng quân của đối phương và chuẩn bị cho kế hoạch tiếp theo cuộc hành quân Castor, tức là đón đoàn quân từ Lai Châu rút xuống, rời bỏ pháo đài cuối cùng của Pháp ở vùng thượng du vì biết trước không thể nào đương đầu nổi với các Sư đoàn 308 và Sư đoàn 316 của Việt Minh. Cuộc hành quân rút khỏi Lai Châu được mang tên mật là Cuộc hành quân Pollux. Điều rủi ro là các sư đoàn Việt Nam có thể ngăn chặn cuộc rút quân từ Lai Châu về Điện Biên Phủ. Để hạn chế mối nguy hiểm này, Trung tá André Trancart, Chỉ huy Binh đoàn Tác chiến Tây Bắc đã nhận được chỉ thị phân chia số binh lính đóng ở Lai Châu làm ba bộ phận để rút lui.
Giai đoạn ba của cuộc hành quân đã biến thành một cuộc chạy trốn hỗn loạn. QĐNDVN đã có mặt ở Lai Châu còn sớm hơn dự đoán của Pháp, lính chặn hậu của Pháp bị bộ đội chủ lực của Sư đoàn 316 đuổi đánh quyết liệt. Lính người Thái trang bị kém, thường chỉ thường dùng vào việc biệt kích phá hoại, không quen với chiến đấu chính quy đã bị đánh tan tác. Những tốp lính Thái đi chân đất chạy trốn, không còn lương thực, đạn dược. Sáng 10 tháng 12 năm 1953, 200 lính người Thái này do Trung sĩ Blanc chỉ huy bị vây chặt ở Mường Pồn là một bản nhỏ cách Điện Biên Phủ 18 km, trên đường Pavie từ Điện Biên Phủ đi Lai Châu, và bị tiêu diệt toàn bộ sau 36 giờ chống cự. Tiểu đoàn Dù Lê dương tới chi viện bị phục kích, bộ đội Việt Nam áp sát đánh giáp lá cà bằng lưỡi lê và lựu đạn khiến các máy bay B-26 Invader (đến để ném bom chi viện) ném bom trúng cả quân Pháp lẫn bộ đội Việt Minh. Đại đội 2 thuộc Tiểu đoàn Dù Lê dương là đơn vị thương vong nặng nhất trong cuộc hành quân: 11 người bị chết, khoảng 30 người bị thương và bị bắt.

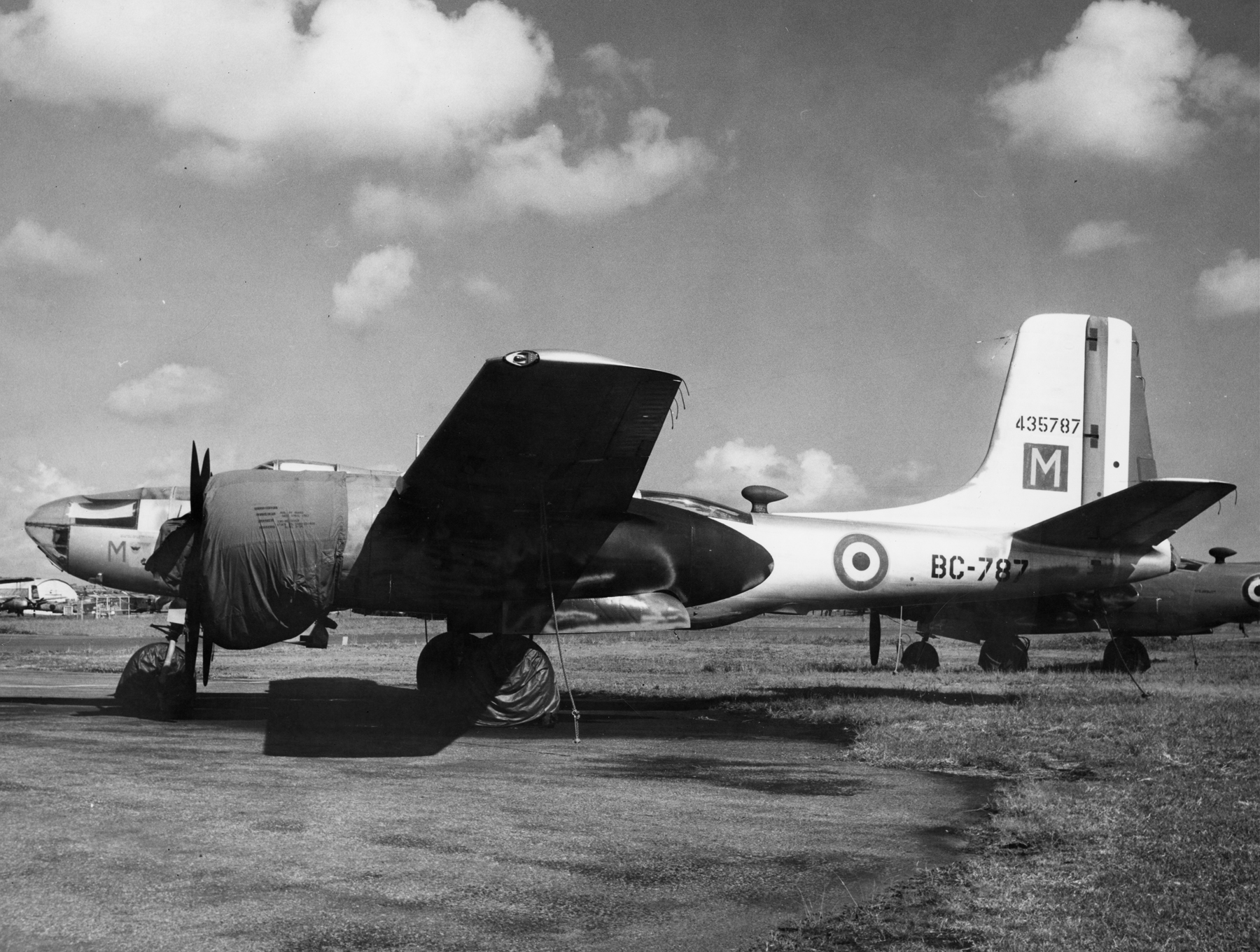
Máy bay ném bom B-26 Invader do Mỹ viện trợ là loại máy bay ném bom chính của Pháp tại Điện Biên Phủ.

Nếu so sánh với cánh quân lính Thái từ Lai Châu rút về mà lính Dù lê dương có nhiệm vụ đi đón thì thiệt hại của đơn vị Dù lê dương vẫn còn nhẹ. Khi rời khỏi Lai Châu ngày 8 tháng 12, toàn bộ các Đại đội lính Thái có tổng cộng 2.101 người trong đó có 3 sĩ quan, 34 hạ sĩ quan người Pháp. Khi những binh lính sống sót cuối cùng đến được Điện Biên Phủ ngày 20 tháng 12, chỉ còn lại có 1 sĩ quan là Trung úy Ulpat, 9 hạ sĩ quan và 175 lính Thái.
Những chiến sĩ đặc công và bộ đội địa phương của QĐNDVN còn tổ chức đánh tập kích, tiêu hao lực lượng không quân Pháp tại các sân bay lớn như Gia Lâm, Cát Bi,...Đêm ngày 31/1/1954, 4 chiếc Douglas C-47 Skytrain bị đặc công Việt Nam đặt thuốc nổ phá hủy hoặc đánh hỏng nặng ở sân bay Đồ Sơn. Đêm ngày 5/3/1954, 16 chiến sĩ đặc công Việt Nam lại tổ chức đánh tập kích sân bay Gia Lâm, đặt thuốc nổ phá hủy hoặc làm hỏng nặng 10 máy bay của Pháp (2 chiếc Boeing 307, 5 chiếc Douglas C-47 Skytrain, 1 chiếc Bristol Freighter, 2 chiếc DHC-2 Beaver). Đêm ngày 7/3/1954, sân bay Cát Bi bị tấn công, 1 chiếc máy bay ném bom B-26 Invader và 6 chiếc Criquet bị phá hủy. Tổng cộng có 78 máy bay Pháp bị phá hủy hoặc bị đánh hỏng nặng trong các vụ tấn công kiểu như thế này.
Tuy thế, giới chỉ huy Pháp vẫn rất tự tin vào chiến thắng. Bộ trưởng Quốc phòng René Pleven đã báo cáo với Chính phủ Pháp sau chuyến đi thị sát tình hình Đông Dương: "Tôi không tìm được bất cứ ai tỏ ra nghi ngờ về tính vững chắc của tập đoàn cứ điểm. Nhiều người còn mong ước cuộc tiến công của Việt Minh".
Về phía QĐNDVN, công tác chính trị ngay trước trận đánh được triển khai một cách sâu rộng. Cán bộ, chiến sĩ được phổ biến chỗ mạnh, chỗ yếu của Pháp, những điều kiện tất thắng của mình. Ý nghĩa to lớn của chiến dịch thấm tới từng người: "Tiêu diệt tập đoàn cứ điểm mạnh nhất của địch, đập tan kế hoạch Nava, đánh bại âm mưu kéo dài chiến tranh xâm lược của đế quốc Pháp - Mỹ, mở ra một cục diện mới cho kháng chiến".
Tổng Quân ủy gửi thư hiệu triệu toàn thể cán bộ, đảng viên hoàn thành nhiệm vụ Trung ương Đảng đã trao. Nhân ngày kỷ niệm thành lập Quân đội Nhân dân 22 tháng 12 năm 1953, Hồ Chủ tịch đã trao cho mỗi đại đoàn, mỗi quân khu một lá cờ "Quyết chiến Quyết thắng" làm giải thưởng luân lưu. Các chi bộ đều mở hội nghị xác định thái độ đảng viên, kêu gọi đảng viên dẫn đầu trong chiến đấu, cắm bằng được lá cờ trên nóc sở chỉ huy tập đoàn cứ điểm. Lá cờ Quyết chiến Quyết thắng đã trở thành một biểu tượng trong cả chiến dịch, trong mỗi trận đánh.
Ngày 11 tháng 3 năm 1954, Chủ tịch Hồ Chí Minh gửi thư tới các chiến sĩ: "Các chú sắp ra trận. Nhiệm vụ các chú lần này rất to lớn, khó khăn nhưng rất vinh quang... Bác tin chắc rằng các chú sẽ phát huy thắng lợi vừa qua, quyết tâm vượt mọi khó khăn gian khổ để làm tròn nhiệm vụ vẻ vang sắp tới... Chúc các chú thắng to!"
Cùng ngày, lệnh động viên toàn thể cán bộ, chiến sĩ mở cuộc tiến công vào tập đoàn cứ điểm Điện Biên Phủ đã được gửi tới các đơn vị: "Chiến dịch Điện Biên Phủ sắp bắt đầu! Đây là chiến dịch công kiên quy mô lớn nhất trong lịch sử quân đội ta... Đánh thắng ở Điện Biên Phủ, chúng ta sẽ phá tan kế hoạch Nava, giáng một đòn chí tử vào âm mưu mở rộng chiến tranh của bọn đế quốc Pháp - Mỹ. Chiến dịch thắng lợi sẽ có ảnh hưởng vang dội trong nước và ngoài nước, sẽ là một cống hiến xứng đáng vào phong trào hòa bình thế giới đòi chấm dứt chiến tranh ở Việt - Miên - Lào... Giờ ra trận đã đến! Tất cả các cán bộ và chiến sĩ, tất cả các đơn vị, tất cả các binh chủng hãy dũng cảm tiến lên, thi đua lập công, giật lá cờ Quyết chiến Quyết thắng của Hồ Chủ tịch".
Chiến dịch diễn ra trong 55 ngày đêm nhưng các trận đánh không diễn ra liên tục, vì QĐNDVN có khó khăn trong hậu cần nên không thể tiến công liên tục mà chia thành các đợt tiến công. Sau mỗi đợt lại tổ chức lại quân số, bổ sung hậu cần.

### Đợt 1
Đợt 1 từ ngày 13 tháng 3 đến ngày 17 tháng 3, QĐNDVN tiêu diệt phân khu Bắc của tập đoàn cứ điểm.
Các đơn vị được bố trí như sau: Đại đoàn 312 (thiếu Trung đoàn 165) tiến công tiêu diệt trung tâm đề kháng Him Lam. Trung đoàn 165 (312) và Trung đoàn 88 (Đại đoàn 308) tiêu diệt trung tâm đề kháng đồi Độc lập. Trung đoàn 36 (308) tiêu diệt trung tâm đề kháng Bản Kéo. Trung đoàn 57 (Đại đoàn 304) kiềm chế pháo binh đối phương ở Hồng Cúm.
Để bảo đảm nguyên tắc "trận đầu phải thắng", tham mưu đã bố trí một lực lượng mạnh hơn quân Pháp gấp 3 lần, nếu kể cả lực lượng dự phòng thì gấp 5 lần, có kế hoạch phòng pháo, phòng không, chống phản kích, dự kiến các tình huống cơ bản và cách xử lý trong quá trình diễn biến chiến đấu đã được soạn và thực hành kĩ lưỡng. Công tác kiểm tra được thực hiện tỉ mỉ.

#### Trận Him Lam
Lúc 15 giờ ngày 13 tháng 3, các đơn vị của Đại đoàn 312 bắt đầu xuất phát tiến ra trận địa ở đồi Him lam.
Lúc 17 giờ 05 phút chiều ngày 13 tháng 3 năm 1954, trận đánh bắt đầu. 40 khẩu pháo (sơn pháo 75mm và lựu pháo 105mm) và súng cối (các cỡ 60mm, 82mm, 120mm) của Việt Nam đồng loạt khai hỏa, bắn cấp tập vào cụm cứ điểm Him Lam (cụm cứ điểm Beatrice). 

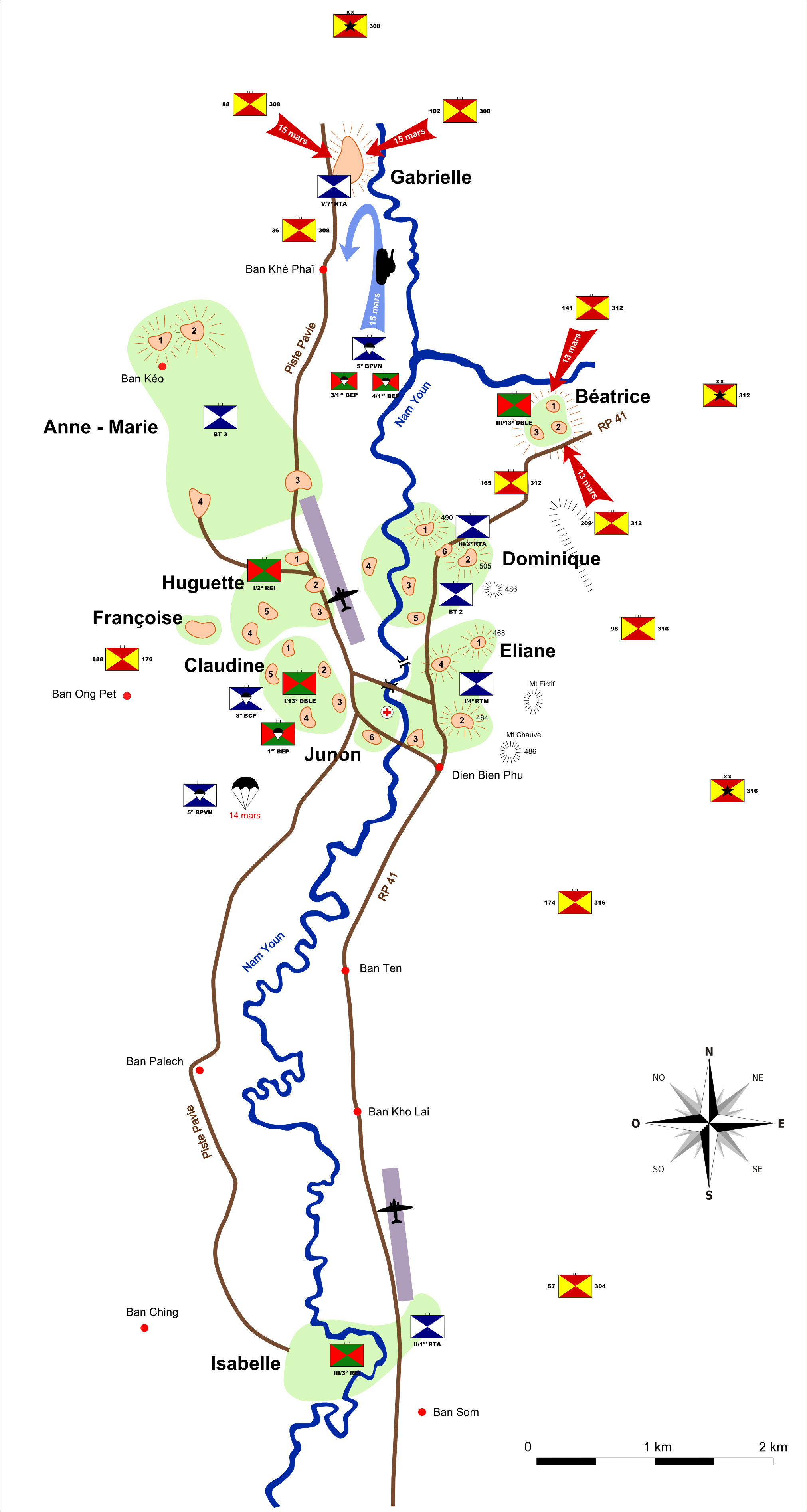
Bản đồ đợt 1 chiến dịch.

Một viên đạn pháo 105mm rơi trúng Sở Chỉ huy Him Lam, giết chết Thiếu tá Chỉ huy trưởng Paul Pégot cùng với ba sĩ quan khác và cả chiếc điện đài. Him Lam mất liên lạc với Mường Thanh ngay từ đầu trận đánh. Một kho xăng bốc cháy sau khi lãnh 2 quả đạn cối 82mm của Việt Nam. Các trận địa pháo của Pháp ở Him Lam bị tê liệt hoàn toàn ngay từ đầu. 12 khẩu trọng pháo và súng cối của Pháp ở Him Lam bị đạn pháo và súng cối của Việt Nam đánh hỏng. Đường dây điện thoại từ phân khu trung tâm tới cứ điểm Him Lam bị cắt đứt. Nhiều hầm, hào, công sự sụp đổ. 18 máy bay Pháp đang đậu trên sân bay bị đạn pháo 105mm và đạn cối 120mm của Việt Nam phá hủy (trong đó có 3 chiếc Douglas C-47 Skytrain, 1 chiếc C-119, 1 chiếc C-46, 7 chiếc Criquet). Chỉ riêng trong trận mở màn thì pháo binh Việt Minh đã bắn hết 2.000 viên đạn pháo cùng với hàng nghìn viên đạn súng cối.
Sau hơn 4 tiếng đồng hồ bắn pháo liên tục và dữ dội thì lính bộ binh của QĐNDVN xung phong tấn công như vũ bão vào cụm cứ điểm Him Lam (Béatrice). Sau hơn 3 giờ đồng hồ tấn công, lính của đại đoàn 312 đã xóa sổ tập đoàn cứ điểm Him Lam (Beatrice). Đến 23 giờ 30 đêm hôm đó, đại đoàn trưởng Lê Trọng Tấn đã báo cáo tới Bộ Chỉ huy chiến dịch: "Đại đoàn 312 đã hoàn thành nhiệm vụ tiêu diệt trung tâm đề kháng Him Lam, xóa sổ hoàn toàn Tiểu đoàn III/13e DBLE, thu giữ toàn bộ vũ khí, trang bị". Ngày hôm sau, đại đoàn 312 cho phép một xe jeep và một xe cứu thương kiểu Mỹ không mang theo vũ khí của Pháp chạy từ Mường Thanh lên Him Lam để thu lượm thương binh và xác lính Pháp. Trong trận đánh này, bộ đội Việt Nam tiêu diệt hoặc làm bị hơn 200 lính Pháp và bắt sống khoảng 270 lính, thu giữ được rất nhiều vũ khí, đạn dược.
Ngày 14 tháng 3 năm 1954, đại đội Pháo cao xạ 815 (Trung đoàn pháo cao xạ 367) bắn rơi tại chỗ chiếc máy bay trinh sát "Moran", đây là chiếc máy bay đầu tiên của Pháp bị pháo cao xạ bắn rơi tại Điện Biên Phủ. Đại đội 815 được Ban chỉ huy Trung đoàn tặng cờ "Lập công đầu" và được Bộ Tổng tư lệnh thưởng Huân chương quân công Hạng 3.

#### Trận đồi Độc lập
Lúc 14 giờ 45 ngày 14 tháng 3, tướng Cogny đáp ứng yêu cầu của Castries là tăng cường ngay cho Điện Biên Phủ một tiểu đoàn Dù để duy trì số lượng của tập đoàn cứ điểm như trước khi nổ ra trận đánh: 12 tiểu đoàn bộ binh. Những chiếc C-47 Dakota liều lĩnh vượt qua lưới lửa do pháo phòng không tầm thấp của bộ đội Việt Minh bắn lên, bay thấp thu ngắn thời gian tiếp đất của những chiếc dù, vội vã ném xuống 16 lính dù của Tiểu đoàn 5e BPVN do Đại úy André Botella chỉ huy.
Trong khi đó, phía QĐNDVN cũng triển khai bước tiếp theo. Nhiệm vụ tiến công đồi Độc Lập (Pháp gọi là Gabrielle) được giao cho Trung đoàn 165 (Đại đoàn 312) và Trung đoàn 88 (Đại đoàn 308) dưới quyền chỉ huy của Đại đoàn trưởng Đại đoàn 308 Vương Thừa Vũ. Trung đoàn 165 đảm nhiệm mũi chủ yếu đột phá từ hướng đông - nam, đánh dọc theo chiều dài của cứ điểm. Trung đoàn 88 phụ trách mũi thứ yếu, đột phá từ hướng đông bắc, đồng thời mở một mũi vu hồi ở hướng tây, và bố trí lực lượng làm nhiệm vụ chặn viện từ Mường Thanh ra.
Lúc 3 giờ 30 phút ngày 15, Chỉ huy trưởng trận đánh hạ lệnh tiến công, cả lựu pháo và sơn pháo lúc này lại lên tiếng. Lúc 4 giờ sáng, Chỉ huy trưởng cứ điểm Gabrielle là Thiếu tá Roland de Mecquenem báo cáo tình hình bằng điện đài và được Chỉ huy tập đoàn cứ điểm de Castries hứa sẽ yểm trợ pháo tối đa, kể cả pháo 155 ly, và sẽ có phản kích nhanh chóng bằng bộ binh và chiến xa. Không lâu sau đó, một trái đại bác rơi trúng hầm chỉ huy cứ điểm Gabrielle. Mecquenem may mắn thoát chết nhưng Thiếu tá Edouard Kah, người đang nhận bàn giao thay thế Mecquenem chỉ huy cứ điểm bị thương nặng. Đến 6 giờ 30 phút sáng ngày 15, QĐNDVN cắm cờ Quyết chiến Quyết thắng lỗ chỗ vết đạn trên đỉnh đồi Độc lập. Tiểu đoàn V/7e RTA bị xóa sổ, cả Kah, Mecquenem và những sĩ quan, binh lính sống sót đều bị bắt làm tù binh.
Quân Pháp mở cuộc phản công dưới sự chỉ huy của Trung tá Pierre Langlais, chỉ huy trưởng phân khu Trung tâm thay cho Trung tá Jules Gaucher tử trận, huy động 2 tiểu đoàn Dù 8e BPC và 5e BPVN, tổng cộng 1.000 lính cùng 5 xe tăng, nhưng đang tiến quân thì bị lựu pháo 105mm cùng với súng cối 82mm và 120mm của bộ đội Việt Minh nã cập tấp, trúng đội hình nên bị đẩy lùi.
Cũng sáng hôm đó, Trung tá Charles Piroth, chỉ huy pháo binh cứ điểm, sau hai đêm không thực hiện được lời hứa phá hủy các họng pháo của Việt Minh, đã tự sát trong hầm của mình bằng một trái lựu đạn. Jean Pouget viết trong hồi ký: "Trung tá Piroth đã dành trọn một đêm (13 tháng 3) quan sát hỏa lực dần dần bị đối phương phản pháo chính xác một cách kinh khủng vào trận địa pháo của ông, hai khẩu pháo 105 ly bị quét sạch cùng pháo thủ, một khẩu 155 ly bị loại khỏi vòng chiến đấu..." Trung tá André Trancart, chỉ huy phân khu Bắc, bạn thân của Piroth kể lại sau trận đồi Độc lập, Piroth khóc và nói: "Tôi đã mất hết danh dự. Tôi đã bảo đảm với Castries và Tổng Chỉ huy sẽ không để pháo binh địch giành vai trò quyết định, và bây giờ, chúng ta sẽ thua trận. Tôi đi thôi".

#### Trận Bản Kéo
Sáng ngày 17, đồn Bản Kéo (Anne-Marie) xôn xao vì có tin Việt Minh sắp tiến công. Buổi trưa, từng đám binh lính dân tộc Thái của Đèo Văn Long kéo tới gặp viên Đại úy đồn trưởng, nêu hai yêu sách: "Một, phải phát hết khẩu phần lương thực. Hai, giải tán đồn cho binh lính về quê hương làm ăn." Đại úy Clarchambre (Clácsăm) kinh hoàng điện cho Mường Thanh: "Chúng tôi buộc phải bỏ vị trí rút về khu trung tâm đây!" . Và Clarchambre mở cổng đồn, ra lệnh cho binh lính theo mình về sân bay. Nhưng binh lính không còn nghe theo lời chỉ huy, ào ào chạy về phía khu rừng. Clarchambre vội gọi điện về Mường Thanh, yêu cầu cho pháo bắn chặn đường rút chạy của binh sĩ Thái, nhưng cũng không ngăn cản được. Trung đoàn 36 chiếm gọn Bản Kéo mà không tốn một viên đạn. Thừa thắng xông lên, Trung đoàn 36 tiến thẳng vào Bản Kéo và chiếm gọn luôn cả các ngọn đồi ở phía bắc sân bay.

#### Kết quả đợt 1
Chỉ sau năm ngày chiến đấu, cánh cửa phía bắc của tập đoàn cứ điểm Điện Biên Phủ đã mở toang. Lực lượng phản kích Pháp không thể giành lại những vị trí đã mất, đặc biệt chỗ dựa của tập đoàn cứ điểm là sân bay đã bị pháo 105 và cối 120 của Việt Minh uy hiếp nghiêm trọng. Ngày 20/3/1954, Tổng Tham mưu trưởng Pháp - Ely, được phái sang Mỹ cầu viện. Ely phát biểu công khai: "Pháp không thể thắng được với phương tiện hiện có trong tay" và yêu cầu Mỹ tăng cường giúp đỡ vũ khí, đặc biệt là máy bay ném bom B-26, và nếu cần thì can thiệp bằng không quân.
Ngay từ những ngày đầu (từ ngày 23 tháng 3), pháo binh của Việt Nam đã loại bỏ khả năng cất, hạ cánh của sân bay Mường Thanh và Hồng Cúm, từ đó trở đi các máy bay Pháp chỉ còn tiếp tế được cho tập đoàn cứ điểm bằng cách thả dù, điều này cho thấy cầu hàng không mà bộ chỉ huy Pháp đặt nhiều kỳ vọng thực tế là rất yếu ớt trước cách đánh áp sát, đánh giáp lá cà bằng lựu đạn và lưỡi lê của đối phương.
Nói riêng về đạn pháo, trong toàn chiến dịch tại Điện Biên Phủ, quân Pháp đã bắn hơn 131.500 quả đạn lựu pháo cỡ 105mm và 155mm. Trong khi đó, Quân đội Nhân dân Việt Nam đã bắn khoảng 16.600 quả đạn 105mm trong tổng số gần 21.000 quả dự trữ (gồm khoảng hơn 5.000 quả là thu được từ dù tiếp tế của đối phương, 11.715 quả là chiến lợi phẩm thu được trong Chiến dịch Biên giới năm 1950, 400 quả thu được trong Chiến dịch Trung Lào và 3.600 quả do Trung Quốc viện trợ).
Mới chưa hết ba ngày chiến đấu, quân Pháp ở Điện Biên Phủ đã tiêu thụ một số lượng đạn dược khổng lồ: 12.600 viên đại bác 105 ly, 10.000 viên đạn cối 120 ly, 3.000 viên đạn trọng pháo 155 ly, chiếm gần nửa số lượng đạn dự trữ. Thế nhưng, cay đắng thay, 11 khẩu súng cối cỡ 120 ly bị phá hủy hoàn toàn, và 4 khẩu đại bác cỡ 105mm và 155mm bị hỏng hóc quá nhiều, cần phải được thay thế và sửa chữa ngay. Trong khi đó, những khẩu pháo và súng cối của pháo binh Việt Minh vẫn chưa có dấu hiệu bị hư hại gì cả. Nhưng "con nhím Điện Biên Phủ" lúc này không chỉ cần có đạn dược và lương thực. Pháp cần vận chuyển cho binh đoàn đồn trú những thứ tối cần thiết không thể thả bằng dù, và di tản số thương binh đã làm cho những căn hầm cứu chữa dưới lòng đất bên bờ sông Nậm Rốm trở nên ngột ngạt. Nhưng do chiến hào của QĐNDVN đã vào gần, đặc biệt là sự tiếp cận của súng máy phòng không, những cuộc hạ cánh ban đêm trở nên hết sức khó khăn. Súng máy phòng không 12,7mm và pháo cao xạ 37mm của bộ đội Việt Minh đã trở thành nỗi kinh hoàng đối với những viên phi công Pháp và Mỹ. Các loại máy bay chiến đấu và vận tải, kể cả pháo đài bay B-26 của Hoa Kỳ, liên tiếp bị bắn rơi trên bầu trời Điện Biên Phủ.
Ngay từ những ngày đầu của đợt 1 quân Pháp đã nhận ra những tính toán ban đầu của họ là quá sai lầm, dẫn tới các điểm yếu chết người và tương lai thất bại rõ ràng, nhưng họ vẫn tăng cường cầm cự Điện Biên Phủ đến mức tối đa vì hy vọng khi mùa mưa đến sẽ làm Quân đội Nhân dân Việt Nam không thể giải quyết vấn đề hậu cần và phải bỏ cuộc, Điện Biên Phủ sẽ tránh được việc phải đầu hàng. Sau đó khi mùa mưa không giúp được, Bộ Chỉ huy Pháp hy vọng cầm cự càng lâu càng tốt để Hội nghị Genève sẽ nhóm họp vào đầu tháng 5, sẽ có ngừng bắn trước khi tập đoàn cứ điểm sụp đổ. Nhưng hy vọng này cũng không có được, Điện Biên Phủ đầu hàng một ngày trước khi nhóm họp Hội nghị Genève về vấn đề Đông Dương.
Tổng kết đợt 1, QĐNDVN đã tiêu diệt hoàn toàn 2 tiểu đoàn Pháp tinh nhuệ, 1 tiểu đoàn và 3 đại đội quân Pháp bị bắt, tổng cộng 2.000 lính đã bị loại khỏi vòng chiến đấu, 12 máy bay bị bắn rơi. Báo cáo kết luận tại Hội nghị sơ kết đợt 1 chiến dịch đã kết luận phải tiếp tục "nắm vững phương châm và chủ trương tác chiến, tích cực hoàn thành nhiệm vụ của giai đoạn 2".

### Đợt 2
Đợt 2 của chiến dịch diễn ra từ ngày 30 tháng 3 đến ngày 26 tháng 4, Quân đội Nhân dân Việt Nam đánh phân khu trung tâm và đặc biệt là dãy điểm cao quan trọng phía đông, vây lấn bóp nghẹt tập đoàn cứ điểm.
Đây là đợt tiến công vào phân khu trung tâm chủ yếu nhằm chiếm dãy đồi phía đông khống chế cánh đồng Mường Thanh (các cụm Dominique và Eliane) với hơn một vạn quân, nằm trên dãy đồi phía đông và ken nhặt với nhau trên cánh đồng hai bên bờ sông Nậm Rốm. Hơn ba mươi cứ điểm ở đây được chia thành 4 trung tâm đề kháng mang tên những cô gái: Huguette, Claudine, Eliane, Dominique. Mỗi trung tâm đề kháng gồm nhiều cứ điểm. Huguette và Claudine gồm khoảng hai chục cứ điểm ở phía tây, nằm trên cánh đồng bằng phẳng bên hữu ngạn sông Nậm Rốm. Eliane và Dominique ở phía đông, gồm hơn một chục cứ điểm tiếp giáp nhau bên tả ngạn sông Nậm Rốm, có những cao điểm lợi hại kiểm soát toàn bộ trận địa khu trung tâm. Trong số các cao điểm này, Eliane 2 (đồi A1) giữ vai trò đặc biệt quan trọng, vì nó khống chế một phạm vi khá rộng gồm cả khu vực sở chỉ huy của de Castries và hai chiếc cầu trên sông Nậm Rốm.
Chủ trương của Đảng ủy Mặt trận trong đợt 2 là tập trung ưu thế binh hỏa lực đánh chiếm đồng thời các cao điểm phía đông. Trong số này, có 5 cao điểm quan trọng. Đó là các cao điểm E, D1 thuộc trung tâm đề kháng Dominique và các cao điểm C1, C2, A1 thuộc trung tâm đề kháng Eliane.
- Đại đoàn 312, được phối thuộc hai đại đội sơn pháo 75 ly, hai đại đội súng cối 120 ly, một đại đội súng cối 82 ly có nhiệm vụ tiêu diệt các cao điểm E (Dominique 1), D1 (Dominique 2), D2 (Dominique 3) thuộc trung tâm đề kháng Dominique, và dùng một đơn vị thọc sâu đánh vào vị trí pháo binh Pháp ở cao điểm 210 (Dominique 6) và Tiểu đoàn Dù 5 hoặc Tiểu đoàn Dù 6 cơ động ở khu vực này.
- Đại đoàn 316 (thiếu một trung đoàn), được phối thuộc hai đại đội sơn pháo 75 ly, hai đại đội súng cối 120 ly, có nhiệm vụ tiêu diệt các cao điểm A1 (Eliane 2), C1 (Eliane 1), C2 (Eliane 4) thuộc trung tâm đề kháng Eliane, và phối hợp với các đơn vị khác tiêu diệt lực lượng Dù cơ động.
- Đại đoàn 308 có nhiệm vụ dùng hỏa lực kiềm chế pháo binh địch ở tây Mường Thanh, dùng bộ đội nhỏ tích cực dương công các cứ điểm 106 (Huguette 7) và 311 (trong cụm Huguette) ở phía tây, cử một tiểu đoàn tham gia bộ phận thọc sâu vào trung tâm khu đông, tiêu diệt Tiểu đoàn Thái số 2, trận địa pháo binh, phối hợp với Trung đoàn 98 của Đại đoàn 316 tiêu diệt lực lượng Dù cơ động.
- Trung đoàn 57 của Đại đoàn 304, được phối thuộc Tiểu đoàn 888 (Đại đoàn 316), một đại đội lựu pháo 105 ly, một đại đội súng cối 120 ly, 18 khẩu trọng liên cao xạ 12,7 ly DShK có nhiệm vụ kiềm chế các trận địa pháo binh địch ở Hồng Cúm, chặn quân tiếp viện từ Hồng Cúm lên Mường Thanh, và đánh quân nhảy dù ở xung quanh và phía nam Hồng Cúm.
- Đại đoàn 351 trực tiếp yểm hộ bộ binh tiến công các cứ điểm: A1 (Eliane 2), D1 (Dominique 2), C1 (Eliane 1), E (Dominique 1), chế áp pháo binh Pháp, sát thương và tiêu diệt một lực lượng cơ động Pháp ở trung tâm phía đông Mường Thanh, kiềm chế pháo binh đối phương.

#### Các cao điểm phía đông

Phân khu trung tâm của Pháp cuối tháng 3-1954.

18 giờ ngày 30 tháng 3 năm 1954, đợt tiến công thứ hai vào tập đoàn cứ điểm Điện Biên Phủ bắt đầu.
Tại cao điểm C1 (Eliane 1), QĐNDVN lần đầu mở rào bằng đạn phóng bộc lôi. Sau 5 phút Tiểu đoàn 215 của Trung đoàn 98 đã dọn xong cửa mở qua bảy lần rào dây thép gai, sau đó xung phong. Được sự hỗ trợ của pháo binh, trong 10 phút, Đại đội 38 đã chiếm được chiếc lô cốt nằm trên mỏm đất cao nhất nhô lên trên đỉnh đồi, được gọi là mỏm Cột Cờ, và cắm lá cờ Quyết chiến Quyết thắng lên nóc sở chỉ huy. Quân Pháp dồn về những lô cốt ở khu vực phía tây, gọi pháo bắn vào trận địa. Các chiến sĩ QĐNDVN xung kích dùng lưỡi lê, lựu đạn lao lên đánh giáp lá cà. Trận đánh diễn ra đúng 45 phút. Toàn bộ một đại đội 140 lính thuộc Tiểu đoàn I/4e RTM bị tiêu diệt hoặc bắt sống. Số thương vong của QĐNDVN chỉ là 10 người.
Đồi C2 (Eliane 4) kế tiếp C1 bởi một dải đất hình yên ngựa. 23 giờ, một trung đội của Đại đội 35 đột nhập được một đoạn hào của C2, chiếm liên tiếp 11 lô cốt và ụ súng. Tuy nhiên lực lượng phía sau qua nhiều lần xung phong đều bị hỏa lực rất mạnh của Pháp cản lại. Tiểu đoàn 215 quyết định lui về C1 tiếp tục chuẩn bị tạo điều kiện tiến công C2 ban ngày.
Tại cao điểm D1 (Dominique 2), Trung đoàn 209 sử dụng hai tiểu đoàn 166 và 154, thời gian mở cửa đột phá cũng diễn ra nhanh. Chỉ sau 5 phút, ở hướng chính, Tiểu đoàn 166 đã phá xong ba lượt hàng rào và xung phong vào căn cứ, thọc sâu chia cắt đội hình Pháp ra từng mảng để tiêu diệt. Tuy nhiên, ở hướng phụ, giao thông hào đã bị Pháp lấp mất 50 mét, Tiểu đoàn 154 tiến vào gặp lầy, mở cửa chậm bị hỏa lực trong đồn khống chế, phải mất gần một giờ mới lọt vào trong đồn. Viên Đại úy Garandeau, chỉ huy Tiểu đoàn III/3e RTA, bị pháo vùi chết trong hầm của sở chỉ huy. Sau hai giờ chiến đấu, QĐNDVN chiếm toàn bộ đồi D1.
Tại cao điểm E (Dominique 1), pháo nổ đúng lúc diễn ra cuộc thay quân giữa một đại đội của Tiểu đoàn III/3e RTA với đại đội của Tiểu đoàn 5e BPVN tới thay thế đang tập trung dọc giao thông hào không có hầm trú ẩn. Toàn bộ quân số của 2 đại đội với đầy đủ trang bị, cùng đại đội súng cối hạng nặng nằm giữa vị trí bị pháo bắn tiêu diệt. Hai mũi tiến công của Tiểu đoàn 16 và Tiểu đoàn 428 (Trung đoàn 141) mở cửa qua hàng rào dây kẽm gai và bãi mìn và chiếm toàn bộ cứ điểm vào lúc 19 giờ 45 phút. Đại đoàn tiếp tục điều Tiểu đoàn 130 tiến công sang D2, các đơn vị vừa chiếm được đồi E phát triển vào các ngọn đồi ở phía trong. Cuộc chiến đấu kéo dài cho đến khi trời sáng.
Tại đồi A1 (Eliane 2), Trung đoàn trưởng Nguyễn Hữu An chủ động ra lệnh cho hỏa lực của trung đoàn bắn vào cứ điểm yểm hộ cho xung kích mở cửa trong nửa giờ. Tuy nhiên, pháo binh Pháp lúc này đã kịp phản pháo, bắn dữ dội vào cửa mở. Mất hơn nửa giờ, hai mũi tiến công của các tiểu đoàn 251 và 249 mới vượt qua 100 mét rào và bãi mìn lọt vào đồn. Pháp đã dựa vào địa thế tự nhiên của quả đồi, bố trí công trình phòng thủ thành ba tuyến. Bên ngoài, ở tiền duyên là tuyến chống cự chủ yếu. Tuyến trung gian có đặt trận địa hỏa lực. Trên đỉnh đồi là tuyến cố thủ và sở chỉ huy. Trong cứ điểm có nhiều tuyến chiến hào và giao thông hào liên hoàn. Tất cả các lô cốt và hầm trú ẩn đều có nắp đậy, chịu được đạn súng cối và pháo. Lực lượng QĐNDVN bị tổn thất nhiều khi vượt qua cửa mở.
Lúc này cuộc chiến đấu trên những cao điểm khác đã kết thúc, Pháp dồn tất cả hỏa lực đại bác và súng cối vào A1 mong cứu vãn tình hình. Các đợt xung phong của Tiểu đoàn 255 cũng không vượt qua hàng rào lửa đại bác. Quá nửa đêm, cuộc chiến đấu tại A1 diễn ra giằng co. Mỗi bên giữ được nửa đồi.
Sở Chỉ huy nhận định: Bộ đội đã hoàn thành phần quan trọng nhiệm vụ đợt 2, nhưng vẫn chưa chiếm được cao điểm phòng ngự then chốt A1. Trung đoàn 174 đã sử dụng cả lực lượng dự bị, không còn khả năng giải quyết A1, Trung đoàn 98 đánh xuống C2 không thành công, đã bị tiêu hao, cần điều một đơn vị khác tiếp tục hoàn thành nhiệm vụ tiêu diệt A1, và phòng ngự ở C1 ban ngày. Bộ Chỉ huy chiến dịch quyết định: Các đơn vị khẩn trương tổ chức trận địa phòng ngự trên các cao điểm C1, D1, E, chuẩn bị đánh địch phản kích ban ngày, quyết không để địch chiếm lại. Đại đoàn 308 đưa Trung đoàn 102 từ phía tây sang phía đông, tiếp tục tiến công tiêu diệt A1 và phòng ngự tại C1.
Các mỏm đồi có tính sống còn đối với tập đoàn cứ điểm, đặc biệt là các đồi A1 (Eliane 2), C1 (Eliane 1), D1 (Dominique 2). Một mặt, Pháp dựa vào hầm ngầm, lô cốt để cố thủ và đưa quân từ các điểm khác dùng xe tăng và lính dù, lính lê dương (légionnaire) phản kích các cứ điểm này vì có tính sống còn với quân Pháp.

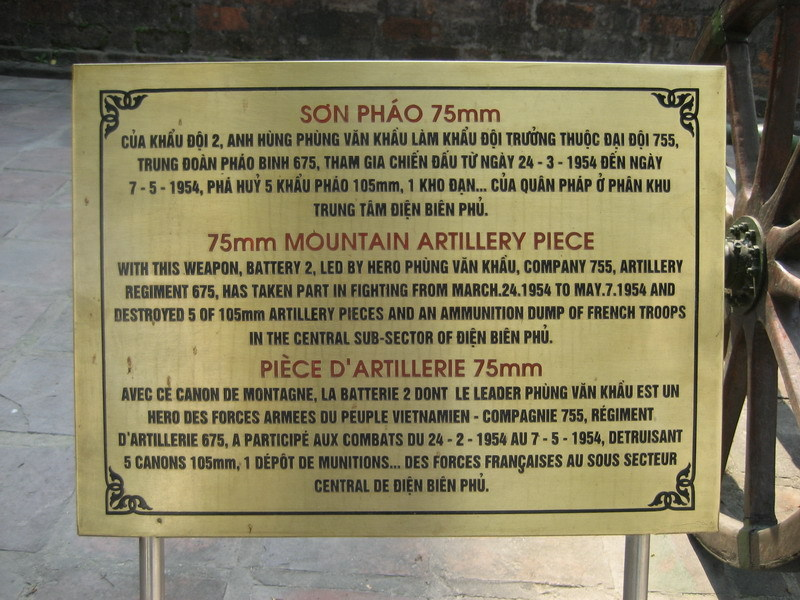
Khẩu sơn pháo 75mm của anh hùng Phùng Văn Khầu đã phá hủy 4 lô cốt tại đồi E1, 4 khẩu pháo 105mm, 2 khẩu đại liên Browning M2 của quân Pháp

Ngày 31 tháng 3, Tiểu đoàn 8e BPC lợi dụng màn khói đại bác tiến lên Dominique 2. Lúc này lực lượng cảnh giới của QĐNDVN đã tử thương khi pháo Pháp bắn phá. Sau 25 phút, Pháp chiếm lại gần hết đồi D1, dồn đại đội phòng ngự vào một góc. Bộ đội Việt Nam dùng lựu đạn, lưỡi lê đánh lui những đợt phản kích của Pháp, quyết tử giữ mảnh đồi còn lại. Tuy đường dây điện thoại đã đứt, nhưng đài quan sát trung đoàn phát hiện kịp thời sự có mặt của quân Pháp trên D1, lập tức dùng pháo 105mm bắn chặn và điều lực lượng lên tăng viện. Hai đại đội chi viện đã đảo lộn thế trận. Đại úy Pichelin, chỉ huy đại đội Dù xung kích, tử trận. Thấy tình thế bất lợi, Tiểu đoàn trưởng Tourret yêu cầu Thiếu tá Bigeard tiếp viện thêm lực lượng. Bigeard đáp: "Tôi không còn gì trong tay. Nếu không giữ được nữa thì biến!" Sau 1 giờ chiến đấu, quân Pháp rút về Mường Thanh. Bigeard đã không chiếm lại được Dominique 2 mà còn phải bỏ luôn cả Dominique 5 (D3) do một đại đội Thái bảo vệ và rút trận địa pháo tại Dominique 5 (210), vì biết những cao điểm này không thể đứng vững nếu đã mất Dominique 2.
1 giờ 30 chiều cùng ngày, Bigeard trực tiếp chỉ huy hai tiểu đoàn dù 6e BPC và 5e BPVN tiến lên Eliane 1. Đại đội 273 của Trung đoàn 102 đã có mặt trên cao điểm từ buổi sáng cùng với bộ phận còn lại của Đại đội 35 Trung đoàn 98 đánh trả. Lần này Pháp chiếm được điểm cao Cột Cờ, đẩy những chiến sĩ phòng ngự vào thế bất lợi. Pháo binh không thể tiếp tục yểm hộ vì không phân biệt được vị trí 2 bên. Các chiến sĩ của ta đã lấy vải dù trắng buộc lên đầu súng làm chuẩn cho pháo binh. Trong lúc pháo nổ dồn dập, trung đoàn đưa một bộ phận tăng viện theo đường hào mới đào phía đồi D, cùng với những người phòng ngự đánh bật quân Pháp khỏi Cột Cờ, khôi phục lại trận địa. Đến 16 giờ chiều ngày hôm đó, Bigeard buộc phải ra lệnh rút lui, để lại trận địa gần 100 lính Pháp tử trận.
Những cuộc phản kích của Pháp ngày 31 tháng 3 đã hoàn toàn thất bại. 10 giờ tối, Chỉ huy trưởng Phân khu Trung tâm Langlais gọi điện thoại cho Bigeard, hỏi có thể giữ được những gì còn lại trong đêm nay không! Bigeard trả lời: "Thưa Trung tá, chừng nào còn một người sống sót, tôi sẽ không bỏ Eliane [A1]". A1 đã trở thành "thành lũy cuối cùng" (dernier rempart) của tập đoàn cứ điểm.

#### Giai đoạn đào hào, vây siết
Để chống lại các cứ điểm phòng ngự kiên cố của quân Pháp, phía QĐNDVN đã áp dụng chiến thuật "vây lấn" rất có hiệu quả bằng việc đào các giao thông hào dần dần bao vây và siết chặt, tiếp cận dần vào các vị trí của Pháp.
Những tuyến chiến hào dài khoảng hơn 100 km và việc đào công sự được thực hiện liên tục thường xuyên. Dựa trên những yêu cầu về chiến thuật, QĐNDVN đã xây dựng hai loại đường hào: đường hào trục dùng cho việc cơ động pháo, vận chuyển thương binh, điều động bộ đội với số lượng lớn và đường hào tiếp cận địch của bộ binh.
- Loại đường hào thứ nhất chạy một vòng rộng bao quanh toàn bộ trận địa địch ở phân khu trung tâm.
- Loại đường hào thứ hai chạy từ những vị trí trú quân của đơn vị trong rừng đổ ra cánh đồng cắt ngang đường hào trục, tiến vào vị trí sẽ tiêu diệt.

Các loại đường hào này đều có chiều sâu tới 1,7 mét và không quá rộng để bảo đảm an toàn trước bom đạn địch, giữ bí mật cho bộ đội khi di chuyển. Đáy của đường hào bộ binh rộng 0,5 mét, trục đáy hào rộng tới 1,2 mét. Dọc đường hào, bộ binh có hố phòng pháo, hầm trú ẩn, chiến hào và ụ súng để đối phó với những cuộc tiến công của Pháp.
Trận địa hào được xây dựng vào ban đêm, ngụy trang rất kỹ và triển khai cùng một lúc trên toàn thể mặt trận nên đã phân tán được sự đánh phá của Pháp. Việc đào hào, xây dựng trận địa cũng thực sự cũng là một cuộc chiến đấu. Bộ đội chủ lực cùng với lính công binh phải lao động cật lực từ 14 đến 18 tiếng mỗi ngày với những công việc liên tục như chuẩn bị vật liệu, đốn gỗ, chặt lá, ngụy trang, dùng cuốc, thuổng, xẻng đào đất, dựng hào, lấp hố (hố bom). Thời tiết lại không thuận lợi: mưa dầm, gió bấc, công sự lầy lội, bùn nước... dưới làn mưa bom bão đạn của quân Pháp. Bộ đội Việt Nam đã sáng tạo ra những "con cúi". Những con cúi này được làm bằng những chiếc rọ tre (rọ bắt cá) tròn, dài khoảng 2m, đường kính khoảng 1 mét, bên trong rọ được nhồi đặc bằng những khúc gỗ hoặc thân cây chuối rừng để chắn đạn súng máy và đạn súng bắn tỉa của quân Pháp. Ban đêm, khi đội hình hàng dọc của tiểu đội tiếp cận trận địa, "con cúi" được lăn lên phía trước để chắn đạn cho bộ đội nằm trên mặt đất đào hào...
Các chiến hào này giúp hạn chế đáng kể thương vong vì pháo binh vào sát được vị trí của quân đối phương, làm bàn đạp tấn công rất thuận lợi. Quân Pháp ngay từ ngày đầu tiên của trận đánh đã nhận thức rất rõ sự nguy hiểm của cách đánh này nhưng không có phương sách nào để khắc chế. QĐNDVN vây lấn đào hào cắt ngang cả sân bay, đào hào đến tận chân lô cốt cố thủ, khu vực kiểm soát của quân Pháp bị thu hẹp đến mức không thể hẹp hơn.
Suốt ngày đêm, từng giờ, những chiến hào nổi, chiến hào ngầm của bộ đội nhích dần đến gần phân khu trung tâm. Từ những đoạn hào chỉ cách quân Pháp vài chục mét, bộ đội Việt Minh dùng ĐKZ (hoặc Bazooka) bắn sập những lô cốt, ụ súng, tạo điều kiện cho những chiến sĩ khác lao lên xung phong, tấn công kẻ địch. Chiến hào tiến vào gần còn mang cho quân Pháp nhiều tai họa khác. Hàng rào dây kẽm gai và bãi mìn dày đặc của cứ điểm lúc này lại trở thành những vật chướng ngại bảo vệ an toàn cho chính những người tiến công, vì nếu quân Pháp lao ra tấn công để phá hào (hoặc bỏ chạy) thì rất dễ đạp phải mìn hoặc vướng vào dây kẽm gai do chính tay bọn chúng chôn xung quanh cứ điểm với mật độ dày đặc.

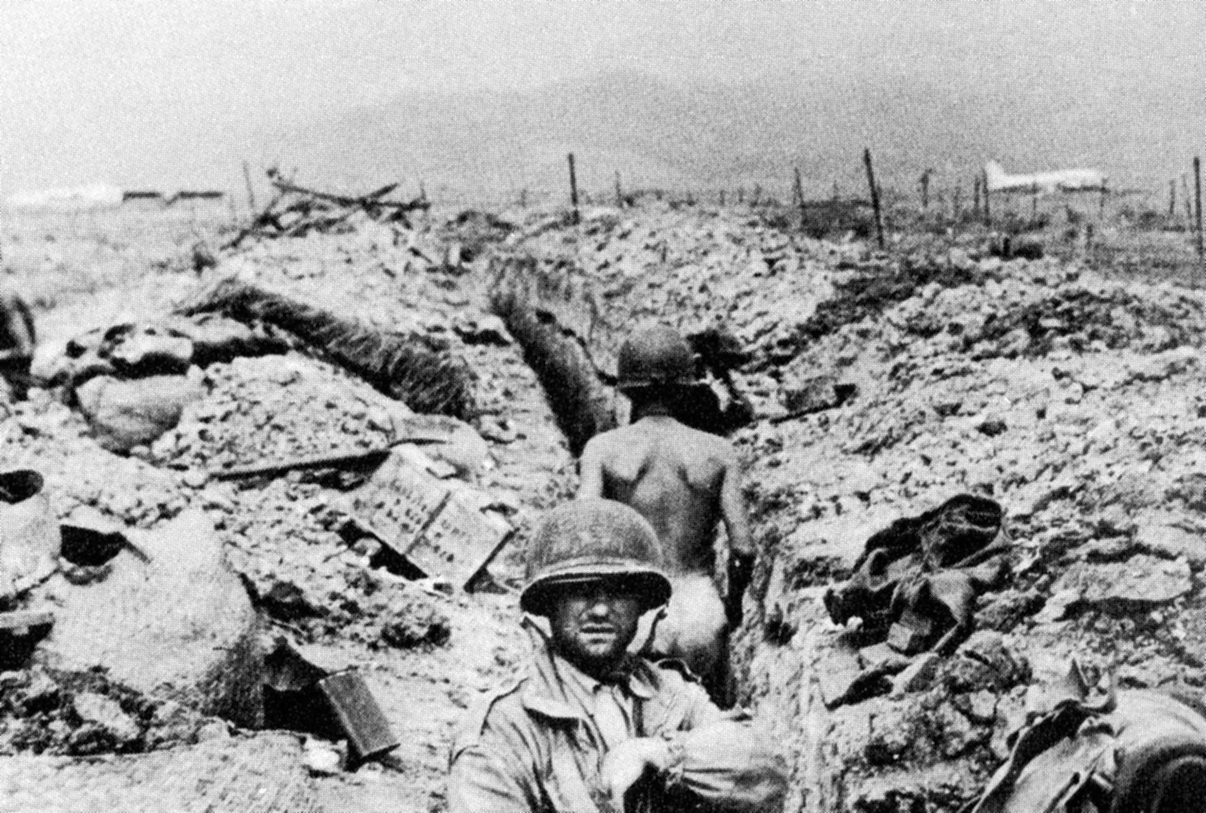
Quân Pháp bị vây hãm trong chiến hào.

Bộ chỉ huy Việt Nam còn đẩy mạnh phong trào "săn Tây bắn tỉa", đẩy mạnh tiêu diệt địch bằng nhiều hình thức, nhằm làm cho quân Pháp càng bị tiêu hao quân số. Các tổ thiện xạ tìm những vị trí bất ngờ để phục kích, bắn tỉa như bụi rậm, bờ sông,.... Việc đi lấy nước dưới sông Nậm Rốm trở thành vô cùng khó khăn, về sau trở thành mạo hiểm với lính Pháp. Con số lính Pháp bị diệt trong thời gian này bằng bắn tỉa rất đáng kể. Chỉ trong vòng 10 ngày, các chiến sĩ bắn tỉa của Đại đoàn 312 diệt 110 lính Pháp, ngang với số quân bị loại khỏi vòng chiến đấu trong một trận công kiên. Chiến sĩ Đoàn Tương Líp của Trung đoàn 88 dùng một cây súng trường Lee-Enfield (cây súng này do Trung đoàn 88 của anh Líp thu được từ một tên hàng binh Pháp sau trận đồi Độc Lập diễn ra ngày 15/3/1954) với 9 viên đạn đã tiêu diệt 9 địch. Chiến sĩ Lục của Trung đoàn 165 trong một ngày bắn tỉa với 1 cây súng trường K-44 diệt được 30 địch. Ở Hồng Cúm, trong 15 ngày sau khi phát động phong trào bắn tỉa, Trung đoàn 57 đã diệt ngót 100 địch. Ở một đơn vị thuộc Đại đoàn 308 ở phía Tây, trong vòng 10 ngày, bốn tổ thiện xạ đã hạ được hơn 100 địch. Chiến sĩ Lâm Văn Vượng với 15 viên đạn súng trường MAS-36 diệt được 13 địch. Quân Pháp phải suốt cả ngày lẫn đêm đề phòng, lo lắng đủ thứ: lo tránh đạn pháo (ban ngày) rồi lại đến lính bắn tỉa Việt Nam (ban đêm) khiến cho quân Pháp càng ngày càng mệt mỏi về thể chất, rệu rã về tinh thần vì chiến đấu xong mà lại chẳng được nghỉ ngơi, lúc nào cũng trong trạng thái lo sợ mất ăn mất ngủ.
Quân Pháp sống trong những điều kiện cực kỳ khủng khiếp. Trên diện tích 1 km vuông, một khoảng rộng bên bờ sông phải dành cho bệnh viện và cái "hố chung". Nếu tập đoàn cứ điểm không ngừng bị thu hẹp thì khu vực dành cho thương binh và người chết cũng không ngừng phát triển. Công binh Pháp ra sức đào thêm những nhánh hào mới để mở rộng bệnh viện nhưng vẫn không đủ chỗ cho thương binh. Nhiều thương binh phải nằm ngay tại cứ điểm. Chiếc máy xúc duy nhất còn lại chỉ chuyên vào việc đào hố chôn người chết. Danh mục đồ tiếp tế cho Điện Biên Phủ có thêm một yêu cầu khẩn cấp, đó là thuốc sát trùng và thuốc diệt côn trùng DDT. Ruồi, muỗi, gián, nhặng, rắn, rết,... từ các cánh rừng già, sông, suối, ao tù, vũng nước đọng,... ở xung quanh tập đoàn cứ điểm kéo tới hút máu, đẻ trứng, sinh sôi, nảy nở,...ngay trên những vết thương. Thương binh nặng nằm trên những chiếc giường ba tầng, sáu người trong một căn hầm nhỏ chật chội, ẩm ướt, thiếu ánh sáng,.... Nhiều người bị thương sọ não và mắc chứng hoại tử. Máu mủ của những người nằm bên trên chảy xuống những người nằm bên dưới. Những cẳng tay, cẳng chân, những ống tiêm được quân y Pháp chôn ngay trong đường hầm, khi trời mưa, nước bên ngoài chảy vào, tất cả lại lềnh bềnh nổi lên. Phần lớn những bộ phận lọc nước đã bị hỏng. Những viên chỉ huy ra lệnh cho binh lính đào giếng nhưng chỉ thấy một thứ nước váng dầu đục ngầu. Rời công sự đi lượm dù hoặc lấy nước là làm mồi cho lính bắn tỉa, khó trở về an toàn. Điện Biên Phủ khẩn thiết yêu cầu gửi thật nhiều ống nhòm ngầm (kính tiềm vọng) vì nhô đầu lên khỏi chiến hào để quan sát đã trở thành một trò chơi mạo hiểm với lính Pháp, ló đầu ra khỏi hào quan sát là rất dễ bị trúng đạn bắn tỉa của lính Việt Nam.

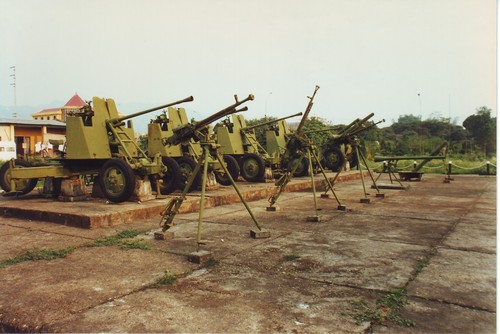
Pháo cao xạ 37mm và súng máy phòng không 12,7mm của QĐNDVN tại bảo tàng Điện Biên Phủ.

Vòng vây thu hẹp, tiếp tế và tiếp viện trở nên cực kỳ khó khăn. Những phi công Mỹ làm công việc này đã được đánh giá là dũng cảm, nhưng cũng không đáp ứng được yêu cầu đề ra khi phải bay thấp thả dù trong một không phận nhỏ hẹp có pháo phòng không chờ sẵn. Nếu bay thấp thì máy bay trở thành mồi ngon cho pháo phòng không Việt Nam, nhưng nếu bay cao thì việc thả dù sẽ thiếu chính xác. Riêng trong ngày 26 tháng 4, 50 máy bay trúng đạn trên bầu trời Điện Biên Phủ và 3 chiếc bị bắn hạ, trong đó có một máy bay A-26 Invader và hai chiếc F6F Hellcat của Hạm đội 11, do phi công Mỹ lái. Đêm hôm đó hứa tăng viện 80 người, nhưng chỉ thả dù được 36 người, hứa thả 150 tấn hàng tiếp tế, nhưng chỉ thả được 91 tấn, 34% còn lại rơi lạc vào phía Việt Nam.
Việc các kiện hàng thả dù trượt đã làm tăng thêm dự trữ lương thực, đạn dược cho phía Việt Nam. Đây là một hệ quả tai hại mà các chỉ huy Pháp không hề mong muốn, nhưng Pháp buộc phải tiếp tục thả dù để duy trì khả năng chiến đấu của binh lính, ngoài ra hình ảnh những chiếc máy bay vẫn đang thả dù chi viện cũng là một cách để lính Pháp không mất hết hi vọng chiến đấu.
Một trung đoàn QĐNDVN trong một tuần đã thu được 776 dù với đủ các thứ như: đạn (đạn súng bộ binh, rồi có cả đạn pháo, đạn cối), gạo, đồ hộp (thịt hộp, cá hộp, rau hộp), sữa bò, dầu hỏa, thịt tươi, muối ăn, đường kính, nước ngọt (đựng trong các bi đông dã chiến (làm bằng inox) kiểu Mỹ), rượu các loại, rau xanh, bánh quy (đựng trong các hộp cát cút dã chiến kiểu Mỹ), bột mì, trứng tươi, bơ, ngũ cốc, trái cây, bánh mì... Số hàng này Pháp đã phải dùng khoảng 30 chuyến Đakôta để chuyên chở lên đây. Đại đoàn 304 thu được 600 viên đạn pháo 105 ly, 3.000 viên đạn cối 120 ly và 81 ly, hàng tấn đạn bộ binh các cỡ khác, hàng chục tấn lương thực, thuốc men. Tổng số đạn pháo 105mm thu được là hơn 5.500 viên, tương đương 1/3 kho đạn của QĐNDVN, đã bổ sung đáng kể tình trạng thiếu đạn vào cuối chiến dịch.
Cuốn "Nhật ký chiến sự" của Jean Pouget ghi nhận: "Có tới 50% kiện hàng rơi ngoài bãi thả. Ngày 1-4, hơn một nửa số hàng thả rơi ngoài vị trí. Ngày 6-4, hơn mười khẩu pháo không giật 75mm thả xuống Điện Biên, lính Pháp chỉ thu được hai khẩu, số còn lại coi như làm quà cho Việt Minh. Ngày 9-4, trong tổng số 195 tấn hàng tiếp tế đã thả, quân của tôi chỉ thu được có vỏn vẹn... 6 tấn. Ngày 13-4, máy bay C-119 của Mỹ đã "trút toàn bộ số đạn pháo 105mm xuống trận địa Việt Minh, coi như tiếp tế đạn cho đối phương!" Ngày 18-4, hơn 30 tấn hàng "rơi lạc" sang trận địa Việt Minh. Ngày 27-4, có tới 70% số dù hàng rơi lạc mục tiêu. Ngày 5-5, hầu hết số hàng do C-119 thả xuống đều rơi xuống trận địa Việt Minh".
Jean Pouget, sĩ quan giúp việc của Navarre, kể lại rằng: Ngày 16/4, một đoàn 35 lính người Việt do một đại úy Pháp chỉ huy, tải nước đến vị trí Huy–ghét 6 (Việt Nam gọi là cứ điểm 105, phía bắc sân bay Hồng Cúm). Sau khi vượt quãng đường hơn một km, khi tới đích chỉ còn 7 người sống sót, cõng 5 can nước. Tính ra, mất 28 lính để tiếp tế cho mỗi lính trong cứ điểm 1/4 lít nước. Đêm 16 rạng ngày 17/4, muốn ra sông lấy một vài can nước và thu chừng nửa tá hòm quân nhu được thả xuống, hai đại đội phải chiến đấu trong vòng 10 tiếng đồng hồ. Trong "Vài hồi ức về Điện Biên Phủ", Đại tướng Võ Nguyên Giáp viết: "Hàng ngày, ở sở chỉ huy, khi nghe báo cáo số địch chết vì bị bắn tỉa, số lương thực, đạn dược của địch thả dù mà bộ đội ta đã đoạt được, tôi chẳng khỏi nghĩ, chúng ta đang cho kẻ địch nếm những đòn cay đắng nhất"
Để động viên tinh thần cho lính Pháp ở Điện Biên Phủ, tháng 4 năm 1954, chính phủ Pháp đã thăng quân hàm trước thời hạn cho de Castries, từ Đại tá lên Chuẩn tướng (nhiều tài liệu tiếng Việt ghi là Thiếu tướng). Ngày 15 tháng 4, lúc 16 giờ, một chiếc C-119 bay đến lượn mấy vòng rồi thả xuống một loạt dù, trong đó có một chiếc dù đỏ rơi gần trận địa QĐNDVN. Nó được đưa về trụ sở trung đoàn. Trong hòm toàn những đồ hạng sang như thuốc lá cao cấp, rượu vang trắng Bordeaux (vang Boóc đô) loại đắt tiền, xúc xích bò, áo may ô, lưỡi dao cạo râu, và một lá thư màu hồng của vợ Castries gửi cho chồng nhân dịp ông được thăng lên tướng. Số hàng này được giữ lại và trao cho de Castries sau đó 1 tháng, khi ông ta đã trở thành tù binh. Tại buổi lễ ăn mừng lên chức của De Castries ở Điện Biên thì ông ta được "chào đón" bằng loại rượu vang chua loét đã hết hạn sử dụng từ nhiều ngày trước đó và đi kèm với thái độ thờ ơ, chán ngấy, ghẻ lạnh và có cả thù ghét nữa đến từ đám lính dưới quyền của mình ở Điện Biên.
Cuộc chiến đấu tại Điện Biên Phủ càng ngày càng yếu thế cho phía Pháp. Tình cảnh của quân Pháp ngày càng bi đát và đi đến cùng cực. Điện Biên Phủ cho thấy khi bị bao vây cô lập thì một tiền đồn dù mạnh đến đâu rồi cũng sẽ bị tiêu diệt.

#### Kế hoạch cứu nguy của Hoa Kỳ
Ngày 20-3, tướng Ely, Tổng Tham mưu trưởng Pháp bay sang Washington nhờ Mỹ chi viện. Tổng thống Hoa Kỳ Eisenhower đã mắc nợ với cử tri Mỹ một lời hứa khi tranh cử là sẽ tạo một không khí hòa dịu trong tình hình quốc tế đang bị đầu độc vì chiến tranh Lạnh giữa Tây và Đông. Nhưng ông ta không thể giữ thái độ thờ ơ trước lời kêu cứu của nhà cầm quyền Pháp. Trong hồi ký "Không có thêm những Việt Nam mới" (No more Vietnams), Tổng thống Nixon viết: "Đô đốc Radford, Chủ tịch Hội đồng Tham mưu trưởng Liên quân, đề nghị chúng ta dùng 60 máy bay ném bom B-29 ở Philippines mở các cuộc đột kích vào ban đêm để tiêu diệt các vị trí của Việt Minh. Và đặt ra kế hoạch mang tên "Cuộc hành binh Chim kền kền" (Opération Vautour) nhằm đạt cùng mục tiêu với ba quả bom nguyên tử chiến thuật nhỏ".

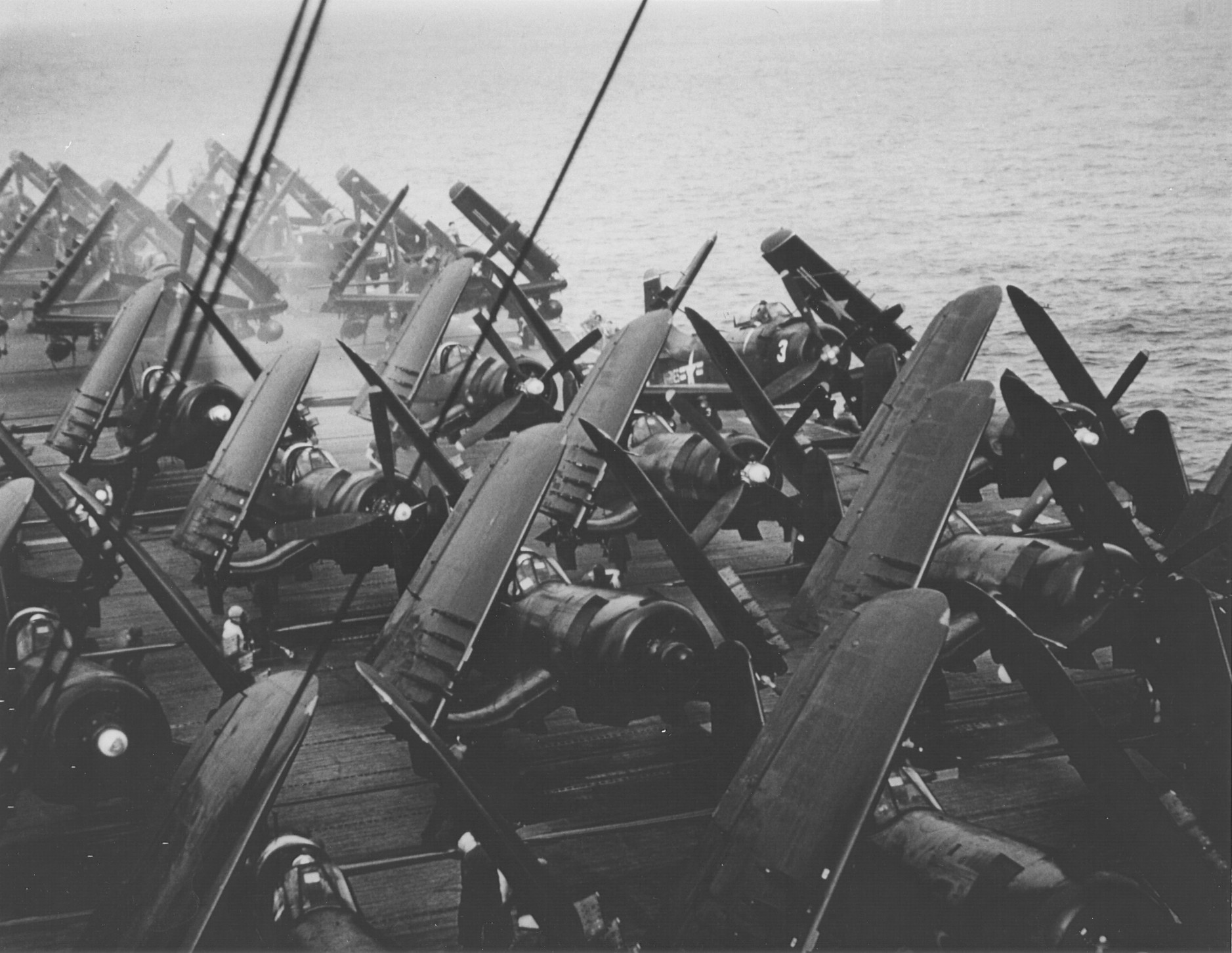
Tàu sân bay USS Saipan của Mỹ chờ lệnh tại Đà Nẵng, tháng 4-1954.

Những phe phái "diều hâu" ở Washington cũng xúc tiến kế hoạch. Ngày 3 tháng 4 năm 1954, Ngoại trưởng Mỹ John Dulles và Đô đốc Arthur Radford họp với 8 nghị sĩ có thế lực trong Quốc hội, thuộc hai đảng Dân chủ và Cộng hòa, phổ biến ý định của Tổng thống muốn có một nghị quyết cho phép sử dụng lực lượng không quân và hải quân Mỹ ở Đông Dương. Dulles nhấn mạnh Đông Dương sụp đổ có thể dẫn tới mất toàn bộ Đông Nam Á, Hoa Kỳ cuối cùng sẽ bị đẩy về quần đảo Hawaii. Nếu Mỹ không giúp Pháp thì hậu quả sẽ là Pháp phải từ bỏ chiến tranh Đông Dương.
Nhưng theo những quan chức Mỹ, nhiệm vụ chính phải được hoàn tất với 3 sư đoàn không quân ném bom, hai ở Okinawa, một ở Clark Field, tổng cộng là 98 siêu pháo đài bay B-29, mỗi chiếc mang 14 tấn bom, phải có thêm 450 máy bay tiêm kích phản lực bảo vệ cho máy bay ném bom.
Ngày 9 tháng 4, tại Washington, Eisenhower họp với Radford, các Tham mưu trưởng ba quân chủng và nhiều sĩ quan cao cấp khác xem xét lần cuối mọi mặt tình hình. Radford là người duy nhất ủng hộ một cuộc can thiệp của Mỹ dù là đơn phương để tránh sự thất trận ở Điện Biên Phủ. Các vị tham mưu trưởng của Hải quân và Không quân Mỹ tỏ vẻ không muốn dính dán đến cuộc chiến này. Riêng Tham mưu trưởng Lục quân Matthew Ridgway thì lại phản đối quyết liệt. Ridgway viện dẫn sự thất bại thê thảm của Mỹ từ cuộc hành binh "Bóp nghẹt" (Strangle) ở Triều Tiên khi Mỹ mở cuộc hành binh này nhằm mục đích chính là tiêu diệt con đường tiếp tế của Liên Xô và Trung Quốc dành cho Bắc Triều Tiên, để chứng minh sự hạn chế của những hành động bằng không quân trong loại hình chiến tranh này. Ridgway cho rằng những cuộc ném bom sẽ dẫn Hoa Kỳ vào một cuộc chiến tranh mới bằng bộ binh tốn kém với lối thoát không rõ ràng ở lục địa châu Á.
Ý kiến của Ridgway được nhiều người tán đồng và kế hoạch Chim kền kền ngay lập tức bị đình chỉ. Nhưng mười năm sau, cũng tại Việt Nam, nhà cầm quyền Mỹ đã quên đi những kinh nghiệm này.

### Đợt 3
Đợt 3 của chiến dịch diễn ra từ ngày 1 tháng 5 đến ngày 7 tháng 5, QĐNDVN đánh dứt điểm dẫy đồi phía đông và tổng tiến công tiêu diệt các vị trí còn lại. Sau khi lực lượng của Pháp đã trở nên tuyệt vọng, suy kiệt, bổ sung bằng dù không còn đủ để duy trì sức chiến đấu, và quân Pháp ở Bắc Bộ cũng đã hết lính dù và lính lê dương (légionnaire) có thể ném tiếp xuống Điện Biên Phủ, QĐNDVN tổ chức đợt đánh dứt điểm các quả đồi phía đông.
Mở đầu kế hoạch đợt 3 là tiếp tục hoàn thành nốt những nhiệm vụ đã đề ra cho đợt 2: tiêu diệt hoàn toàn hai cao điểm A1 và C1, đồng thời đánh chiếm thêm một số cứ điểm ở phía tây và phía đông, thu hẹp thêm nữa phạm vi chiếm đóng của quân Pháp, chuẩn bị cho tổng công kích. Nhiệm vụ được trao cho các đơn vị như sau:
- Đại đoàn 316, được phối thuộc Trung đoàn 9 của Đại đoàn 304 (thiếu 1 tiểu đoàn), tiêu diệt A1, C1 và C2.
- Đại đoàn 312 tiêu diệt các cứ điểm: 505, 505A, 506, 507, 508 ở phía đông, tiến sát bờ sông Nậm Rốm.
- Đại đoàn 308 tiêu diệt các cứ điểm 311A, 311B ở phía tây.
- Đại đoàn 304: Trung đoàn 57 được phối thuộc 1 tiểu đoàn của Trung đoàn 9, cử 1 tiểu đoàn chốt chặn trên đường đi Tây Trang không cho quân địch rút chạy sang Lào, siết chặt vòng vây chung quanh Hồng Cúm, tập kích trận địa pháo binh, tiêu diệt khu C Hồng Cúm.
- Đại đoàn 351 phối hợp với bộ binh trong các trận đánh điểm và đánh phản kích.

Để chống lại hệ thống hầm ngầm cố thủ không thể xung phong đánh chiếm được trên đồi A1 có vị trí quyết định, công binh Việt Nam đào đường hầm từ trận địa tại A1 tới dưới hầm ngầm, đưa bộc phá với số lượng lớn vào đặt rồi cho nổ. Một đội đặc biệt gồm 25 cán bộ, chiến sĩ do Nguyễn Phú Xuyên Khung, cán bộ công binh của Bộ, trực tiếp chỉ huy, đã tiến hành công việc ngay trước mũi súng quân Pháp, trong tầm kiểm soát của lựu đạn, khắc phục thêm khó khăn: thiếu không khí, đèn, đuốc mang vào hầm đều bị tắt, số đất moi từ lòng núi ra ngày càng nhiều không được để cho quân Pháp phát hiện. Các chiến sĩ phòng ngự tại A1 đã có kế hoạch chiến đấu không cho quân Pháp tiến xuống cửa hầm, dù phải hy sinh tới người cuối cùng, để bảo vệ bí mật tuyệt đối ý đồ đào hầm.
Tại phía đông, Trung đoàn 98 tiến công cứ điểm C1 lần thứ hai. Thiếu tá Jean Bréchignac, vẫn đặt sở chỉ huy trên Eliane 4, đã linh cảm trận đánh Eliane 1 sắp nổ ra. Ngày 1 tháng 5, Bréchignac quyết định đưa Đại đội 3 của Tiểu đoàn Dù xung kích số 2 lên thay thế cho Đại đội Clédic đã bị tiêu hao, đồng thời ra lệnh cho Đại đội 1 sẵn sàng tham gia phản kích.

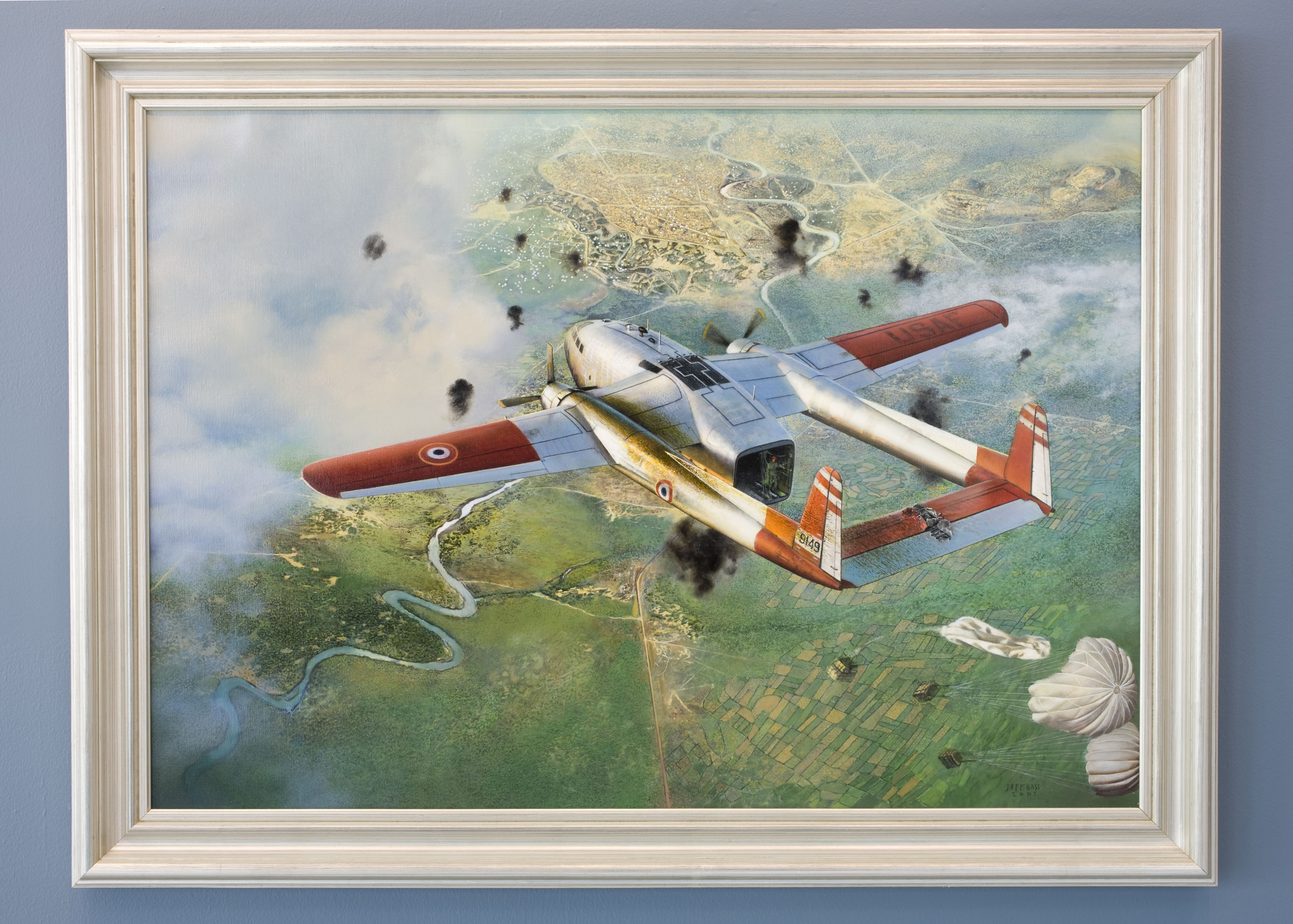
Máy bay vận tải C-119 do phi công Mỹ lái đang bay để thả hàng tiếp tế cho lính Pháp tại Điện Biên Phủ dưới cơn mưa mảnh đạn của pháo cao xạ 37 mm và cả đại liên 12,7 mm DShK của bộ đội Việt Nam ở bên dưới bắn lên.

Ngày 1-5, Đại đội 811 của QĐNDVN đã có 20 ngày đêm phòng ngự tại C1, được lệnh rời khỏi trận địa 200 mét cho hỏa pháo chuẩn bị. Sơn pháo đặt trên đồi D1 nhắm từng hỏa điểm trên C1 bắn phá. Dứt tiếng pháo, tổ bộc phá lập tức mở những hàng rào cự mã ngăn cách, đưa bộ đội xông lên phía Cột Cờ. Chỉ sau năm phút, QĐNDVN đã chiếm được Cột Cờ. Lực lượng Dù xung kích của Pháp mới lên tiếp viện bắn xối xả vào khu vực Cột Cờ. Tuy nhiên, Đại đội 1480 từ phía dưới tiến lên đã kịp thời có mặt, cùng với 811 hình thành hai mũi tiến công chia cắt quân Pháp để tiêu diệt.
Nửa đêm, toàn bộ quân Pháp ở C1 bị tiêu diệt. Dây thép gai và mìn lấy từ trận địa lập tức được trải ra sườn đồi thành một bãi chướng ngại dày đặc, đề phòng quân Pháp phản kích. Sau hơn 30 ngày đêm liên tục chiến đấu, trận đánh tại C1 lúc này đã kết thúc.
ở phía đông sông Nậm Rốm, hai tiểu đoàn 166 và 154 của Trung đoàn 209 tiến công các cứ điểm 505 và 505A (Dominique 3). Một đại đội của Tiểu đoàn 6e BPC và những đơn vị lính Algérie, lính Thái tại đây, do Tiểu đoàn trưởng Chenel chỉ huy, chống cự khá quyết liệt. 2 giờ sáng ngày 2 tháng 5, Trung đoàn 209 tiêu diệt hoàn toàn hai cứ điểm này, chấm dứt sự tồn tại của trung tâm đề kháng Dominique.
Trên cánh đồng phía tây, trận đánh tiêu diệt cứ điểm 811A (Huguette 5) của Trung đoàn 88 diễn ra rất nhanh chóng. Với những đường hào đã đào xuyên qua hàng rào cứ điểm, bộ đội bất thần tổ chức xung phong. Toàn bộ đại đội Âu Phi, vừa tới thay quân để tăng cường phòng thủ cứ điểm này, bị diệt gọn trong vòng không đầy 80 phút.
Như vậy, ngay trong đêm đầu của đợt tiến công thứ ba, Pháp đã mất thêm bốn cứ điểm: C1, 505, 505A ở phía đông, và 311A ở phía tây.
Đêm ngày 4 tháng 5, trên cánh đồng phía tây, sau khi tiêu diệt 311A, Đại đoàn 308 tiếp tục đánh 311B (Huguette 4) ở phía trong. Trung đoàn 36 tiêu diệt 1 đại đội gồm lính lê dương và lính Maroc, đưa trận địa tới gần trung tâm đề kháng Lili (Lilie, từ Claudine mới tách ra), tấm bình phong cuối cùng che chở cho Sở Chỉ huy Đờ Cát ở hướng này. Buổi sáng, Pháp phản kích định chiếm lại nhưng thất bại.
Cũng trong ngày 5 tháng 5, Trung đoàn 174 báo cáo đường hầm ở A1 đã hoàn thành. Trong đêm, một tấn bộc phá chia thành những gói hai mươi ký, được đưa vào đặt dưới hầm ngầm Pháp. Sáng ngày 6 tháng 5 năm 1954, Tiểu đoàn 255 của Trung đoàn 174 phòng ngự suốt 34 ngày đêm trên đồi A1 được lệnh rút qua Đồi Cháy làm lực lượng dự bị. Tiếng nổ của khối bộc phá trên đồi A1 được chọn làm hiệu lệnh xung phong cho đợt tiến công tối hôm đó.
Trước giờ G năm phút, các chiến sĩ ở chiến hào xuất phát xung phong được lệnh quay lưng về A1, nhắm mắt, há mồm đề phòng sóng xung kích và ánh chớp của ngàn cân bộc phá. Đúng 20 giờ 30, một tiếng nổ trầm vang lên, trên đồi A1 có một đám khói lớn phụt lên. Khối bộc phá nổ cách hầm ngầm vài chục mét thổi bay chiếc lô cốt bên trên, diệt phần lớn Đại đội Dù 2 của Trung úy Edme (Étmơ) đóng ở đây. Nguyễn Hữu An lập tức ra lệnh cho pháo của trung đoàn nổ súng. Khối bộc phá một tấn đã tiêu diệt một phần tuyến ngang gây khó khăn cho các đơn vị đánh A1 trong đợt trước, tạo nên một cửa mở quan trọng giúp cho hai đại đội của Tiểu đoàn 249 xung phong thuận lợi. Trên đỉnh đồi, lính dù dựa vào chiến hào và công sự đã được củng cố trong thời gian qua ra sức chống đỡ chờ quân viện. Quá nửa đêm, Trung đoàn trưởng Nguyễn Hữu An quyết định đưa đại đội dự bị của Tiểu đoàn 249 vào giải quyết trận đánh. Bộ đội chia thành từng tổ nhỏ tiêu diệt dần dần từng ụ đề kháng của quân Pháp.
4 giờ sáng ngày 7 tháng 5 năm 1954, Đại úy Jean Pouget chỉ còn lại 34 lính dù. Quân dù đã sử dụng đến những viên đạn, quả lựu đạn cuối cùng. Pouget bị thương nặng và bị bắt. Sáng ngày 7 tháng 5 năm 1954, lá cờ Quyết chiến Quyết thắng tung bay trên cao điểm A1 báo hiệu giờ tàn của tập đoàn cứ điểm.

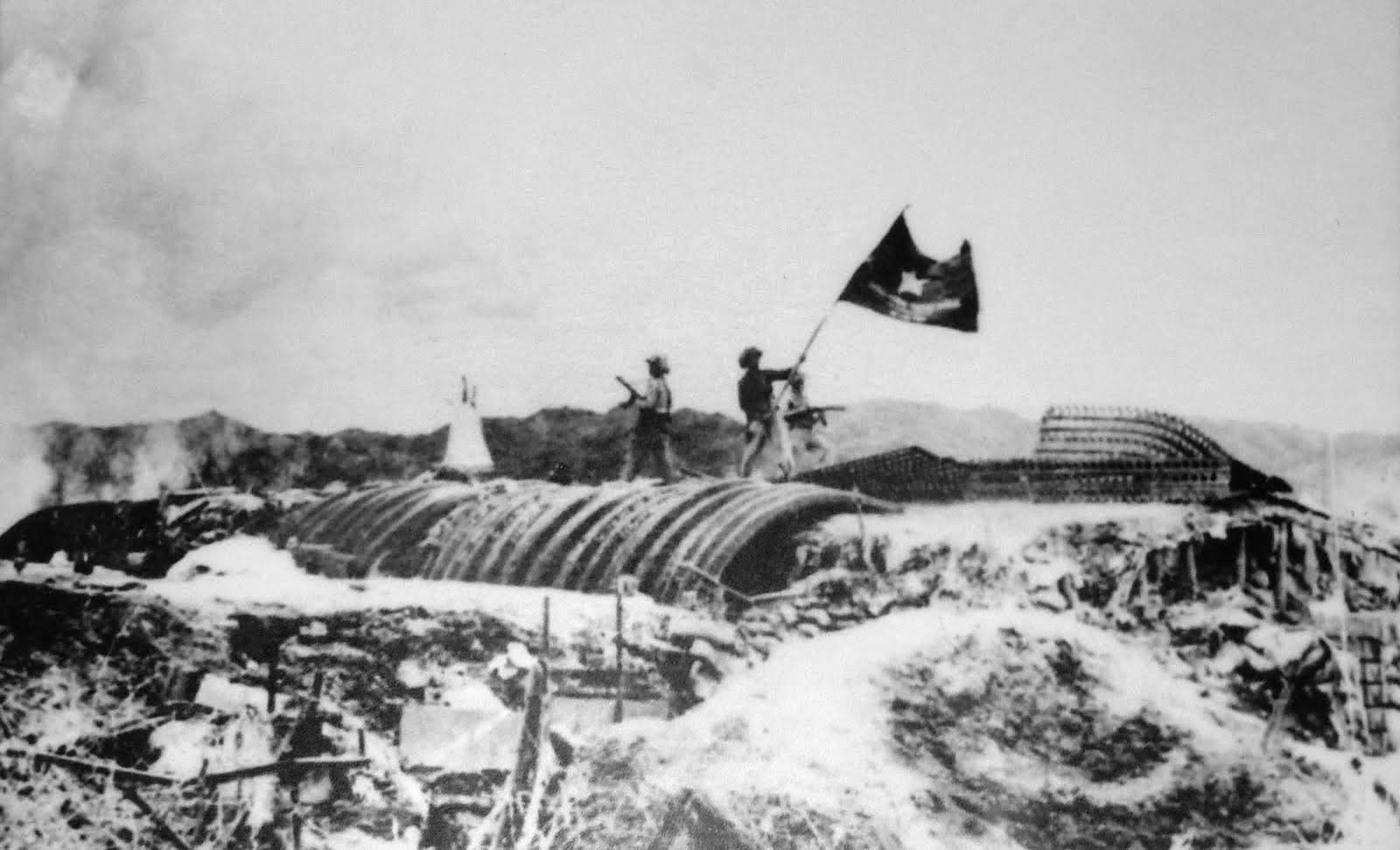
Quân đội Nhân dân Việt Nam phất cờ chiến thắng.

Phiên bản số hóa của lá cờ Quyết chiến Quyết thắng được sử dụng trong các chiến dịch

Đến sáng ngày 7 tháng 5, QĐNDVN đã tiến công tiêu diệt cứ điểm C2, 506, 507, 310F. Các quả đồi phía đông này đã thất thủ hoàn toàn mà phía Pháp không còn lực lượng khả dĩ chiếm lại. Tại Mường Thanh, 12 giờ, Langlais triệu tập cuộc họp các chỉ huy tiểu đoàn. Lần này vắng mặt những người chỉ huy dù. Theo kế hoạch Albatross, quân Pháp sẽ mở cuộc phá vây vào 20 giờ ngày hôm nay, mồng 7 tháng 5. Nhưng con đường cách đây ba ngày còn để ngỏ phía nam Junon, đã bị ba đường hào cắt ngang. Chỉ huy các tiểu đoàn lần lượt báo cáo đơn vị mình không ở trong trạng thái thực hiện một cuộc phá vây mà họ tin là khó sống sót. Những người dự họp đều nhận thấy: dù có hy sinh phần lớn quân rút chạy, cũng khó giúp cho một nhóm người thoát khỏi thung lũng. Cuộc tiến công của những người lính kiệt sức nhắm vào những vị trí được đối phương bảo vệ vững chắc, sẽ là một hành động tự sát.
Đúng 3 giờ chiều, các đại đoàn được lệnh: "Không cần đợi trời tối, lập tức mở cuộc tổng công kích vào Mường Thanh. Đơn vị phía đông đánh thẳng vào khu vực trung tâm, đơn vị phía tây giáp công sang, cùng tiến vào Sở chỉ huy của địch. Phải đánh thật mạnh, bao vây thật chặt, không để cho Đờ Cát hoặc bất cứ tên địch nào chạy thoát".

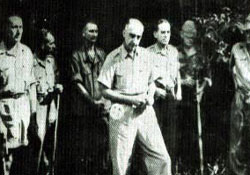
Bộ Chỉ huy tập đoàn cứ điểm đầu hàng.

QĐNDVN tổng tiến công trên khắp các mặt trận. Quân Pháp đã sức tàn lực kiệt, rệu rã kéo cờ quyết định đầu hàng. Đại đội trưởng Tạ Quốc Luật thuộc trung đoàn Hoàng Cầm lập tức dẫn Đại đội 360 luồn dưới làn đạn của những khẩu trọng liên bốn nòng, băng qua cầu Mường Thanh. Nhận thấy quân Pháp hầu như không chống cự, Tạ Quốc Luật nhảy lên mặt đất, dùng một lính bảo an người Việt dẫn theo đường tắt tiến thật nhanh tới sở chỉ huy của de Castries. Các đài quan sát báo cáo về: "Quân ta từ ba phía đang đánh vào khu trung tâm, 312 từ phía đông tiến qua cầu Mường Thanh, 308 từ phía tây mở đường qua sân bay, và từ phía tây nam mở đường vào Lili, hướng về sở chỉ huy của Đờ Cát. Quân địch chỉ chống cự lẻ tẻ."
Lúc đó, Đại đội 360 chỉ còn 5 người: Tạ Quốc Luật, Hoàng Đăng Vinh, Bùi Văn Nhỏ, Nguyễn Văn Lam và Đào Văn Hiếu. Khoảng 17 giờ, sau khi dùng thủ pháo tiêu diệt tổ bảo vệ ở phòng ngoài sát cửa ra vào, 5 chiến sĩ vượt qua gian hầm thứ 2, tiến vào gian hầm giữa khá rộng có tướng de Castries và các sĩ quan Pháp đang ở đấy. Tạ Quốc Luật nói bằng tiếng Pháp, đại ý: "Các ông hàng đi. Các ông thua rồi. Các ông phải ra lệnh cho các ổ đề kháng bỏ súng, đầu hàng và điện về Hà Nội không cho máy bay ném bom xuống Điện Biên nữa".
Sau đó, nhóm chiến sĩ dẫn giải tù binh lên khỏi hầm, đi về phía cầu Mường Thanh rồi bàn giao cho Nguyễn Thăng Bình - Trung đoàn phó Trung đoàn 209 - trực tiếp chỉ huy Tiểu đoàn 130. 5 giờ 30 chiều, Đại đoàn 312 báo cáo lên: "Toàn bộ quân địch tại khu trung tâm đã đầu hàng. Đã bắt được tướng Đờ Cát"
Cụm phân khu Nam Hồng Cúm mưu toan chạy sang Lào nhưng bị các đơn vị QĐNDVN đuổi theo, tất cả đã bị bắt không đi thoát. Gần 11.000 quân Pháp còn lại tại Điện Biên Phủ đều bị bắt làm tù binh. Chỉ có một số ít lính Pháp may mắn được giải cứu bằng cách chạy vào rừng (4 lính Châu Âu và 40 lính Thái nhảy xuống sông và băng rừng sang Lào, một trung đội từ các kíp lính xe tăng đã đi 160 km đường rừng trong 20 ngày, 3 lính tăng và 1 lính dù từ cứ điểm Isabelle trốn thoát khỏi trại tù binh và băng rừng trong 5 ngày).

## Kết quả trận đánh

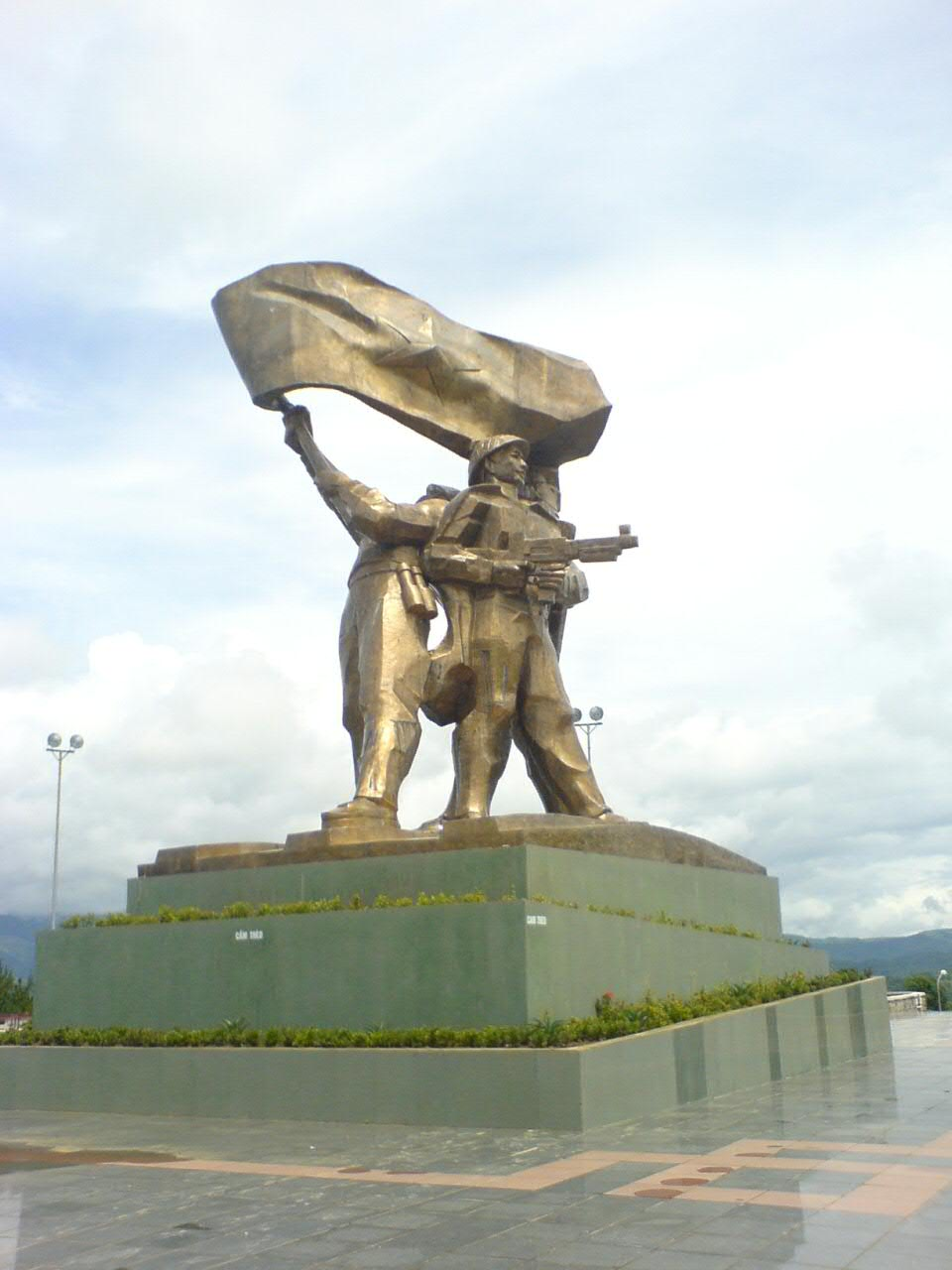
Đài tưởng niệm Chiến thắng Điện Biên Phủ.

Dù quân Pháp đã phải gia tăng quân số lên đến 16.000 người, họ đã không thể nào lật ngược được thế cờ. Toàn bộ quân Pháp ở Điện Biên Phủ bị tiêu diệt và bị bắt làm tù binh. Thiệt hại về phía Pháp là 1.747 tới 2.293 người chết, 5.240 tới 6.650 người bị thương, 1.729 người mất tích và 11.721 bị bắt làm tù binh. Toàn bộ 17 tiểu đoàn bộ binh và lính dù, 3 tiểu đoàn pháo binh, 10 đại đội Quân đội Quốc gia Việt Nam bị Việt Minh tiêu diệt. Tổng số sĩ quan và hạ sĩ quan bị diệt và bị bắt là 1.706, gồm 1 chuẩn tướng, 16 đại tá và trung tá, 353 sĩ quan từ thiếu úy đến thiếu tá. Thiệt hại về phía Mỹ là 2 phi công chết và 1 bị thương.
Về không quân, Pháp bị tổn thất 59 phi cơ bị phá hủy (38 chiếc bị bắn rơi, 21 chiếc bị phá hủy khi đậu trên sân bay), trong đó có 3 máy bay khác bị phá hủy trước ngày 13 tháng 3 năm 1954, ngoài ra còn có 2 trực thăng cũng bị phá hủy. Ngoài số máy bay bị phá hủy, còn có 186 phi cơ khác bị hư hại ở các mức độ khác nhau. Phía Mỹ có 1 vận tải cơ hạng nặng C-119 bị bắn rơi. Về vũ khí, Pháp mất toàn bộ trang bị vũ khí, xe tăng và pháo binh ở Điện Biên Phủ. Phía QĐNDVN thu giữ 2 chiếc xe tăng M24 Chaffee, 28 khẩu đại bác và súng cối các loại, 5.915 khẩu súng bộ binh các loại (súng cá nhân và súng cộng đồng), 20.000 lít xăng dầu cùng rất nhiều đạn dược, quân trang, quân dụng khác.
Thiệt hại về phía Quân đội nhân dân Việt Nam theo hồ sơ quân y của Việt Nam là 4.020 người chết, 9.691 người bị thương, và 792 mất tích. Hiện nay tại Điện Biên Phủ, có 3 nghĩa trang liệt sĩ trận này là nghĩa trang phía gần đồi Độc Lập, nghĩa trang gần đồi Him Lam và nghĩa trang gần đồi A1, mỗi nghĩa trang lần lượt có 2.432, 896 và 648 ngôi mộ, tổng cộng là 3.976 ngôi mộ. Do một trận lũ lớn vào năm 1954 cuốn trôi các bia mộ nên 3.972 mộ đều là liệt sĩ chưa xác định được thông tin. Chỉ có 4 ngôi mộ được đặt riêng biệt là mộ của các anh hùng Bế Văn Đàn, Phan Đình Giót, Tô Vĩnh Diện, Trần Can là còn biết được tên tuổi cụ thể (xem thêm Danh sách Anh hùng Lực lượng vũ trang nhân dân trong Chiến dịch Điện Biên Phủ).
Trong 210 ngày (từ tháng 11/1953 đến tháng 7/1954), QĐND Việt Nam tiêu thụ lượng đạn dược như sau: 16.600 viên đạn pháo 105mm, 4.700 viên đạn pháo 75mm, 31.750 viên đạn cao xạ 37mm, 3000 viên đạn cối 120mm, 37.300 viên đạn cối 81mm và 82mm, 23.320 viên đạn cối 60mm, 1800 viên đạn BZK 90mm, 530 viên đạn ĐKZ 75mm, 4000 viên đạn ĐKZ 57mm, 512.000 viên đạn súng máy 12,7mm, 840.000 viên đạn tiểu liên, 950.000 viên đạn trung liên, 86.080 lựu đạn, 25 tấn thuốc nổ
Ngày hôm sau, 8 tháng 5 năm 1954, Chủ tịch Hồ Chí Minh gửi thư khen: "Quân ta đã giải phóng Điện Biên Phủ, Bác và Chính phủ thân ái gửi lời ngợi khen cán bộ, chiến sĩ, dân công, thanh niên xung phong và đồng bào địa phương đã làm tròn nhiệm vụ một cách vẻ vang. Thắng lợi tuy lớn nhưng mới là bắt đầu. Chúng ta không nên vì thắng mà kiêu, không nên chủ quan khinh địch. Chúng ta kiên quyết kháng chiến để giành độc lập, thống nhất, dân chủ, hòa bình. Bất kỳ đấu tranh về quân sự hay ngoại giao cũng đều phải trường kỳ gian khổ mới đi đến thắng lợi hoàn toàn..."
Sau đó, Chủ tịch Hồ Chí Minh đến gặp và chúc mừng Bộ Tổng Tham mưu và Đại tướng Võ Nguyên Giáp. Tại đây, bằng kinh nghiệm chính trị, ông đã nói một câu chúc mừng kèm dự đoán chính xác: "Chúc mừng chú [Võ Nguyên Giáp] thắng trận. Nhưng đừng chủ quan, còn phải đánh với Mỹ nữa. Sớm muộn gì chúng cũng sẽ nhảy vào Đông Dương thế chỗ Pháp". Quả nhiên như lời chủ tịch Hồ Chí Minh nói, chỉ mất chưa đầy 1 năm, Mỹ đã chính thức nhảy vào Việt Nam thay thế cho Pháp.

## Ảnh hưởng quốc tế của trận đánh
Đối với thực dân Pháp, trận này là một thất bại thảm hại và bất ngờ. Mặc dù đã chiến đấu nhiều năm và về sau còn được Hoa Kỳ trợ giúp đắc lực, Pháp đã không thể bình định Việt Nam. Thảm bại này khiến cho họ không còn nhân lực và ý chí để mà tiếp tục ứng chiến. Một ngày sau khi Pháp để Điện Biên Phủ thất thủ, ngày 8 tháng 5 năm 1954, Hội nghị Genève bắt đầu bàn về vấn đề Đông Dương. Sau hội nghị này, Pháp công nhận quyền tự do, thống nhất, chủ quyền và toàn vẹn lãnh thổ của các nước Đông Dương trong đó có Việt Nam, chính thức chấm dứt chế độ thực dân Pháp tại Đông Dương. Dù đã áp dụng kỹ nghệ "Chiến tranh hiện đại", Pháp đã không thể nào tránh khỏi những biến cố này. Nhiều sĩ quan nổi giận trước thất bại chính trị và quân sự này và họ lại đổ tội cho các chính trị gia, giống như hồi bị Đức đánh bại năm 1940.
Sau này, trung tướng Marcel Bigeard, nguyên là Trung tá phó Chỉ huy của tập đoàn cứ điểm Điện Biên Phủ, sang thăm Việt Nam năm 1993, nhìn lại chiến trường cũ, đã có một câu với một nhà quay phim nước ngoài: "Nếu tôi là người Việt Nam, tôi cũng sẽ trở thành Việt Minh". Còn tướng De Castries, sau khi thất bại trở về Pháp, đã trả lời trước Ủy ban Điều tra của Bộ Quốc phòng Pháp rằng: "Người ta có thể đánh bại một quân đội, chứ không thể đánh bại được một dân tộc".

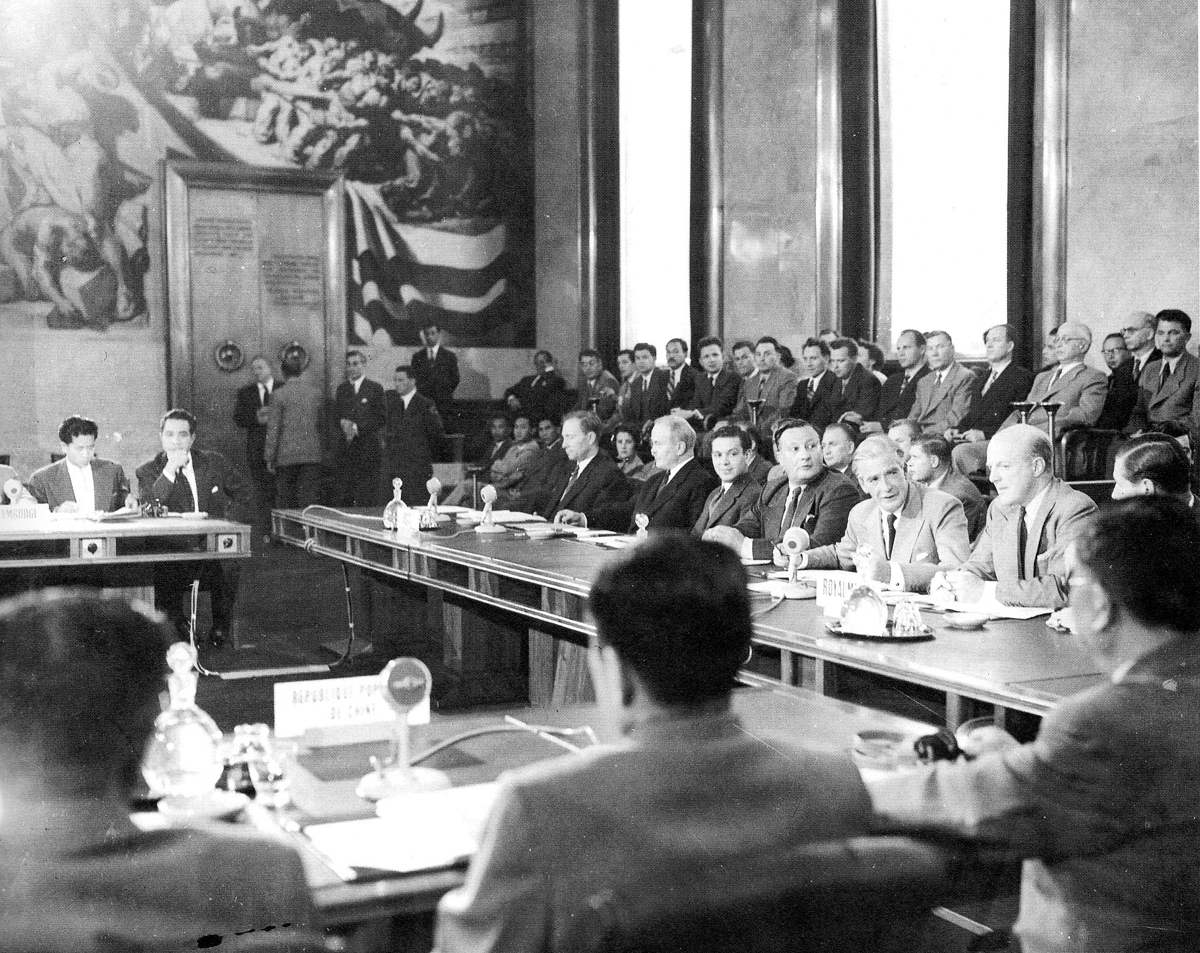
Hiệp định Genève, chấm dứt chiến tranh tại 3 nước Đông Dương.

Chỉ huy phó của Tập đoàn cứ điểm, Đại tá Pierre Langlais cũng viết trong cuốn hồi ký Điện Biên Phủ của ông rằng: "Ở Điện Biên Phủ, nếu người ta muốn nhìn thẳng vào sự thật, thì ắt phải thấy rằng viện trợ cho Việt Minh chỉ là một giọt nước đặt bên cạnh dòng thác vật tư của Mỹ đổ vào cho người Pháp chúng ta". Nhà báo Pháp Giuyn Roa khẳng định: "Không phải viện trợ của Trung Quốc đã đánh bại tướng Navarre mà chính là những chiếc xe đạp Peugeot thồ 200, 300 kg hàng và đẩy bằng sức người, những con người ăn chưa đủ no và ngủ thì nằm ngay dưới đất trải tấm nilông. Cái đã đánh bại tướng Navarre không phải bởi các phương tiện mà là sự thông minh và ý chí của đối phương..."
Trận Điện Biên Phủ được coi là một trong những trận đánh được phân tích tỉ mỉ nhất trong lịch sử. Thắng lợi quyết định của lực lượng Việt Minh dưới quyền Võ Nguyên Giáp trong chiến dịch ác liệt đánh dấu sự chấm dứt của Chiến tranh Đông Dương, chính trận chiến này đã đưa Việt Nam trở thành quốc gia thuộc địa đầu tiên tại châu Á dùng vũ lực buộc quân đội một nước phương Tây rút về nước, giành được độc lập, được xem là một đòn giáng mạnh vào nước Pháp nói riêng và thế giới phương Tây nói chung. Theo cuốn The French Secret Services của sử gia Douglas Porch, thảm bại Điện Biên Phủ đã "thay đổi diễn biến lịch sử Pháp" và sánh vai với các thất bại trước kia của Pháp dưới quyền tướng Joseph Joffre (1914) và Maurice Gamelin (1940).
Được chiến thắng của người Việt Nam cổ vũ, các khu vực thuộc địa ở châu Phi cũng đồng loạt nổi dậy. Nhiều người đã ăn mừng tại các vùng thuộc địa Pháp, từ Algiers (Algeria), qua Dakar (Senegal) đến Tananarive (Madagascar). 4 ngày sau thất bại của Pháp, nghị sỹ Pháp Christian Fouchet bày tỏ lo ngại: "Khắp nơi tại Liên hiệp Pháp, những tiếng xì xào âm ỉ làm trái tim của một số người lo sợ và làm kích động một số khác". Tại Ma-rốc, ở Casablanca xuất hiện những tấm bưu thiếp có ghi: "Casablanca, Điện Biên Phủ của người Pháp". Còn tại Tuynidi, khi ăn mừng tại các khu phố bình dân, nơi người ta phục vụ một món ăn đặc biệt mang tên "Tagine Điện Biên Phủ". Chỉ 3 tháng sau trận Điện Biên Phủ, nhân dân Algérie, thuộc địa lớn nhất của Pháp đã nổi dậy đòi độc lập, nửa năm sau lại đến các nước Maroc và Tuynidi, hàng chục nước thuộc địa khác cũng nổi dậy trong vài năm sau đó. Đến năm 1967, Pháp đã buộc phải trao trả quyền độc lập cho tất cả các nước thuộc địa. Qua đó, đại thắng Điện Biên Phủ của Việt Minh là một thảm họa đánh dấu cho thất bại hoàn toàn của Pháp trong việc tái xây dựng thuộc địa Đông Dương nói riêng và đế quốc thực dân của mình nói chung sau Chiến tranh thế giới thứ hai.
Tổng thống lâm thời nước Cộng hòa Algeria Ben Youcef Ben Khedda sau này nhận định: "Ngày 7/5/1954, quân đội của Chủ tịch Hồ Chí Minh đã buộc đạo quân viễn chinh Pháp tại Việt Nam phải chịu thảm họa Điện Biên Phủ nhục nhã. Thất bại này của Pháp xảy ra như một khối thuốc nổ mạnh tác động tới những người tin rằng lựa chọn nổi dậy trong thời gian ngắn từ nay là giải pháp duy nhất, chiến lược khả dĩ duy nhất". Năm 1962, trong lời đề tựa cuốn "Đêm thực dân" (La Nuit Coloniale), nhà lãnh đạo giải phóng dân tộc Ferhat Abbas, sau này trở thành tổng thống đầu tiên của Algerie, đã viết: "Điện Biên Phủ không chỉ là một chiến thắng quân sự. Đó là khẳng định của người dân châu Á và châu Phi trước người châu Âu. Đó là xác nhận về nhân quyền quy mô toàn cầu. Tại Điện Biên Phủ, nước Pháp đã đánh mất sự hiện diện hợp lý duy nhất, đó là lý lẽ của kẻ mạnh". Năm 2013, Tổng thống Algérie - Abdelaziz Bouteflika - đã gọi Võ Nguyên Giáp là người anh hùng quân đội của nền độc lập Việt Nam, là nhà chiến lược vĩ đại đã khiến cho thực dân Pháp phải kinh hoàng ở Điện Biên Phủ, và tên tuổi ông "sẽ vẫn mãi khắc sâu trong ký ức của nhân dân Algeria."
Đại tướng Võ Nguyên Giáp tổng kết: 
"Dân tộc ta có thể tự hào rằng: Dưới sự lãnh đạo của Đảng ta, đứng đầu là Chủ tịch Hồ Chí Minh kính yêu, chúng ta đã chứng minh một chân lý vĩ đại. Chân lý đó là trong thời đại ngày nay một dân tộc thuộc địa bị áp bức, khi đã biết đứng dậy đoàn kết đấu tranh, kiên quyết chiến đấu cho độc lập, tự do và chủ nghĩa xã hội thì có đầy đủ khả năng để chiến thắng quân đội xâm lược hùng mạnh của một nước đế quốc chủ nghĩa".

## Tù binh Pháp
Theo Jane Hamilton-Merritt, thì vào ngày 8 tháng 5, sau khi Việt Minh kiểm tra số tù binh thì có 11.721 binh lính quân đội Liên hiệp Pháp đã bị bắt, trong đó 4.436 người đã bị thương, số còn lại cũng đã suy kiệt nặng về sức khỏe do thiếu ăn, thiếu ngủ và bị bệnh truyền nhiễm. Đây là số lượng tù binh lớn nhất Việt Minh từng bắt giữ: 1/3 số tù binh bị bắt trong cả cuộc chiến.
Người phụ trách y tế là Thiếu tá, bác sĩ phẫu thuật Grauwin nói với tướng Giáp: "Thương binh chúng tôi còn nhiều, họ nằm rải rác ở các hầm. Các ông bắn ác liệt quá, không thể chuyển được, ùn lại khoảng 600-700 người. Toàn là thương binh nặng các hướng dồn về, còn số thương binh vừa và nhẹ nằm ở các đơn vị tôi không rõ số lượng, nhưng biết họ đang ở trong tình trạng vô cùng tồi tệ, có thuốc cũng khó cứu nổi. Phòng mổ cũng là nơi chứa thương binh. Trời mưa, hầm nào cũng bùn lầy ứ đọng, thương binh phải nằm 2-3 tầng. Vệ sinh tệ hại, xin các ông giúp đỡ họ". Hồ Chủ tịch đã chỉ thị: "Hãy cứu chữa và săn sóc họ. Vì họ là người thua trận..." 
Trong số 11.721 tù binh, có 858 lính Pháp bị thương nặng và 1 nữ y tá đã được trao trả ngay cho Hội Chữ thập Đỏ, số còn lại được dẫn về các trại tù binh. Howard R. Simpson, phóng viên của Mỹ, cũng viết trong sách của mình rằng một số tù binh chiến tranh khi trở về cho biết "họ phải ăn uống rất kham khổ, đó là sự thật, nhưng khi nhìn lại thì thấy bộ đội Việt Nam ăn uống còn khổ hơn". Theo Võ Nguyên Giáp thì họ rất xúc động vì nước Việt Nam trong điều kiện còn thiếu thốn như thế mà vẫn chăm sóc tù binh chu đáo, đối xử với họ rất nhân đạo. Có hơn một vạn tù binh đã ký tên vào bản đề nghị chấm dứt chiến tranh gửi hội nghị Genève.
Tuy nhiên, trên đường hành quân về hậu phương của Việt Nam Dân chủ Cộng hòa cách Điện Biên Phủ 600 km, họ xuyên rừng, lội suối, đi bộ hơn 30 km mỗi ngày, qua những con đường mới làm. Đoàn tù binh bị hao hụt dần vì bị máy bay của Pháp dội bom xuống hằng ngày, bệnh tật thường xuyên hoành hành đặc biệt là sốt rét, kiết lỵ, thương hàn, ghẻ lở do lính Pháp đã sống trong điều kiện mất vệ sinh quá lâu. Khẩu phần ăn tương đương với bộ đội Việt Minh vẫn không đủ với thể trạng to lớn của người Âu-Phi. Một lính Việt Minh ăn một nắm cơm bằng một bát tô (bát ô-tô) là đủ no nhưng lính Pháp ăn 3 hoặc 4 nắm như thế vẫn chưa no. Trong số 7.573 tù binh bị dẫn về hậu phương có 3.290 người (phần lớn mang quốc tịch Pháp) được trả tự do, số còn lại chết vì nhiều lý do.
Số tù binh ở Điện Biên Phủ gồm nhiều quốc tịch khác nhau, được gọi là đơn vị lính lê dương người nước ngoài (légion Etrangère), trong đó có nhiều người là dân các nước thuộc địa Pháp ở Bắc Phi, Trung Phi, cả người Trung Âu (Đức, Áo...) trong đó lính Đức chiếm đến 80% lực lượng lê dương tại Đông Dương mà phần lớn được tuyển mộ từ lực lượng tù binh phát xít Đức. Số tù binh này được bố trí những cuộc nói chuyện, trao đổi ý kiến ở những giờ gọi là "lớp học" về chủ nghĩa thực dân. Một số sau khi trở về Tổ quốc đã chiến đấu chống Pháp để giành lại độc lập cho quê hương.
Ngoài số tù binh là lính lê dương Pháp, Quân Đội nhân dân Việt Nam cũng bắt được 3.091 lính bản xứ người Việt phục vụ cho Pháp (Quân đội Quốc gia Việt Nam). Số tù binh này một phần trở về quê quán, phần khác lại theo Pháp tập kết vào Nam tiếp tục phục vụ. Có người trở thành chỉ huy cao cấp trong tổ chức hậu thân là Quân lực Việt Nam Cộng hòa, như Phạm Văn Phú (sau này trở thành thiếu tướng của Việt Nam Cộng hòa).

## Trong văn hóa đại chúng

### Nghệ thuật

Tranh Kết nạp Đảng ở Điện Biên Phủ nổi tiếng của Nguyễn Sáng.

Trận chiến Điện Biên Phủ là nguồn cảm hứng cho nhiều nhà thơ, nhạc sĩ Việt Nam với nhiều tác phẩm nổi tiếng như các bài hát Hò kéo pháo, Chiến thắng Điện Biên, Qua miền Tây Bắc,... hay bài thơ Hoan hô Chiến sĩ Điện Biên của nhà thơ Tố Hữu có những đoạn đã trở nên rất quen thuộc với từng chiến sĩ Điện Biên:
"Hoan hô chiến sĩ Điện Biên
 Chiến sĩ anh hùng, đầu nung lửa sắt
 56 ngày đêm khoét núi, ngủ hầm, mưa dầm, cơm vắt
 Máu trộn bùn non, gan không núng, chí không mòn!
...Những bàn tay xẻ núi lăn bom
 Nhất định mở đường cho xe ta lên chiến trường tiếp viện
 Và những chị, những anh ngày đêm ra tiền tuyến
...Dù bom đạn xương tan thịt nát
 Không sờn lòng, không tiếc tuổi xanh..."
Chín năm làm một Điện Biên
Nên vành hoa đỏ, nên thiên sử vàng..."
Điện ảnh Việt Nam có những bộ phim lấy bối cảnh trận đánh, điển hình như: Hoa ban đỏ, Ký ức Điện Biên, Sống cùng lịch sử, Đường lên Điện Biên... Điện ảnh Pháp cũng ra mắt một bộ phim tài liệu về trận đánh này như Điện Biên Phủ – Cuộc chiến giữa hổ và voi.

### Trò chơi điện tử
Cuối năm 2011, công ty Emobi Games (nay được đổi tên thành HIKER GAMES Việt Nam) đã thành công trong việc làm ra một tựa game bắn súng góc nhìn thứ nhất (FPS) đồ họa cao đầu tiên và gần như duy nhất của Việt Nam là 7554 lấy cảm hứng từ chiến dịch này. Chỉ trừ 3 màn chơi đầu và màn chơi thứ 9 ra thì các màn chơi còn lại của game đều miêu tả một cách rất sống động và cực kì rõ nét về chiến dịch này.

### Kỷ niệm

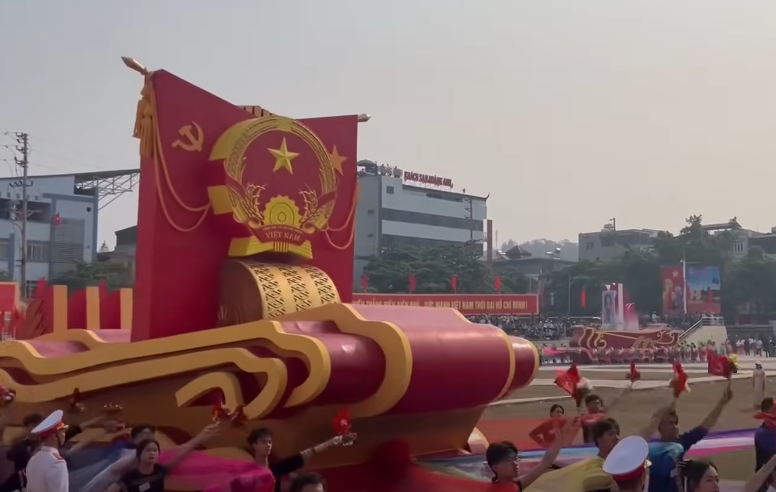
Quốc huy Việt Nam trong buổi tổng duyệt diễu hành Chiến thắng Điện Biên Phủ.

Vào ngày 7 tháng 5 năm 2014, một chương trình kỷ niệm 60 năm về Chiến thắng Điện Biên Phủ đã được tổ chức. Khoảng 10 năm sau đó, nhân kỷ niệm 70 năm Chiến thắng Điện Biên Phủ, Ban Tuyên giáo Trung ương Đảng Cộng sản Việt Nam đã thông báo tổ chức một chương trình kỷ niệm bao gồm việc diễu hành, diễu binh cùng tổ chức nghệ thuật tại 5 điểm cầu trên cả nước lần lượt tại Hà Nội, Thành phố Hồ Chí Minh, Thanh Hóa, Kon Tum và Điện Biên. Chương trình kỷ niệm 70 năm còn có sự tham gia của 270 đại biểu và phóng viên quốc tế, trong đó có sự tham dự của: Phó Thủ tướng, Bộ trưởng Bộ Quốc phòng Lào Chansamone Chanyalath; Phó Thủ tướng Campuchia Neth Savoeun; Bộ trưởng Bộ Quân đội Pháp Sébastien Lecornu và Quốc vụ khanh phụ trách về Cựu chiến binh và Ký ức chiến tranh Pháp Patricia Mirallès: Phó Ủy viên, Trưởng Ủy ban thường vụ Đại hội đại biểu nhân dân toàn quốc Trung Quốc Trương Khánh Vĩ...